# Mistra
Vous lisez un « article de qualité » labellisé en 2008.

Plan de Mistra. Légende : 1. Entrée principale ; 2. Métropole ; 3. Évangélistria ; 4. Saints-Théodores ; 5. Hodigitria-Afendiko ; 6. Porte de Monemvasia ; 7. Saint-Nicolas ; 8. Le palais des Despotes et la place ; 9. Porte de Nauplie ; 10. Entrée supérieure de la citadelle ; 11. Sainte-Sophie ; 12. « Petit Palais » ; 13. Citadelle ; 14. Mavroporta ; 15. Pantanassa ; 16. Les Taxiarques ; 17. Maison de Frangopoulos ; 18. Péribleptos ; 19. Saint-Georges ; 20. Maison Krévata ; 21. Marmara (entrée) ; 22. Aï-Yannakis (Saint-Jean) ; 23. Maison de Lascaris ; 24. Saint-Christophe ; 25. Maison en ruines ; 26. Sainte-Kyriaki.

Carte représentant les principales villes du Péloponnèse au Moyen Âge

La cité de Mistra ou Mystrás (en grec moderne : Μυστράς ou en grec byzantin Μυστρᾶς / Mystrãs ou Μυζηθρᾶς / Myzithrãs dans la Chronique de Morée) est une ancienne cité de Morée (Péloponnèse) fondée par les Francs au XIIIe siècle, près de l'antique Sparte. Elle est aujourd'hui en ruines.
Mistra fut fondée en 1249 par Guillaume II de Villehardouin, alors prince d'Achaïe, qui cherchait à construire une forteresse sur les hauteurs du Taygète dans le but de protéger Sparte, à ce moment-là lieu de résidence favori des Villehardouin.
Fondée par les Francs, Mistra ne reste pas longtemps en leur possession. Fait prisonnier en 1259 à la bataille de Pélagonia, Guillaume doit céder Mistra en même temps que d'autres forteresses à Michel VIII Paléologue, en guise de rançon. L'empereur fait dès lors de Mistra la capitale du despotat de Morée, statut qu'elle conserve jusqu'à la chute de l'Empire byzantin. En 1348, l'empereur Jean VI Cantacuzène nomme son fils Manuel à la tête du despotat, marquant le début d'une période de prospérité, à la fois économique, mais surtout culturelle, pour la ville. Désormais, Mistra est gouvernée par les fils ou les frères des empereurs byzantins. Sous le despote Théodore Ier Paléologue, Mistra est la deuxième plus grande ville de l'Empire après Constantinople, et l'ancien palais de Guillaume II devient la deuxième résidence des empereurs.
Mistra est également le dernier grand centre d'étude byzantine : Gémiste Pléthon, le philosophe néoplatonicien, y vit jusqu'à sa mort en 1452, et sa présence attire à Mistra de nombreux intellectuels byzantins. Lui et d'autres disciples basés à Mistra influencent l'Italie de la Renaissance, particulièrement après avoir accompagné l'empereur Jean VIII Paléologue à Florence en 1439.
Le dernier empereur romain d'Orient, Constantin XI, est despote à Mistra avant de monter sur le trône. Démétrios Paléologue, le dernier despote de Morée, rend la ville au sultan ottoman Mehmed II le 31 mai 1460. Mistra demeure une ville importante, accueille la résidence du Pacha de Morée et compte alors 40 000 habitants. Le commerce y est florissant, entre autres grâce au développement de la production de soie. Les Vénitiens occupent provisoirement la ville de 1687 à 1715. En 1770, Mistra est brièvement aux mains des Russes qui, soutenus par les Grecs, tentent de libérer la Grèce de la présence ottomane lors de la révolution d'Orloff. La reconquête de la ville par les Ottomans est suivie d'une terrible répression contre la population qui diminue pour ne plus compter que 8 000 habitants. Mistra reste ottomane jusqu'en 1822 et la guerre d'indépendance grecque. Reprise par les Ottomans une dernière fois en 1825, elle est rasée par Ibrahim Pacha et connaît alors un déclin irrémédiable. À l'issue de la guerre d'indépendance, le roi Othon Ier de Grèce fait de Sparte la nouvelle capitale administrative des environs, où les derniers habitants s'établissent à leur tour.
L'ancienne cité byzantine fut totalement abandonnée dans les années 1850 pour devenir un site archéologique. En 1989, les ruines, y compris la forteresse, le palais, les églises et les monastères, ont été inscrites sur la liste du patrimoine mondial de l'UNESCO. Aujourd'hui, la cité n'est plus habitée que par quelques religieuses orthodoxes qui occupent le monastère de la Pantanassa. Elle a néanmoins donné son nom à une municipalité du nome de Laconie, qui siège dans la localité voisine de Magoúla.

## Le site
Mistra se situe au cœur du Péloponnèse, en Laconie, à environ 8 km au nord-ouest de la ville de Sparte, et domine la vallée de l'Eurotas. Le site occupe le flanc nord d'une colline, de forme conique, appartenant à un massif montagneux plus large, le Taygète, et se trouve à une altitude comprise entre 330 mètres environ (ville basse) et 621 mètres (au sommet).

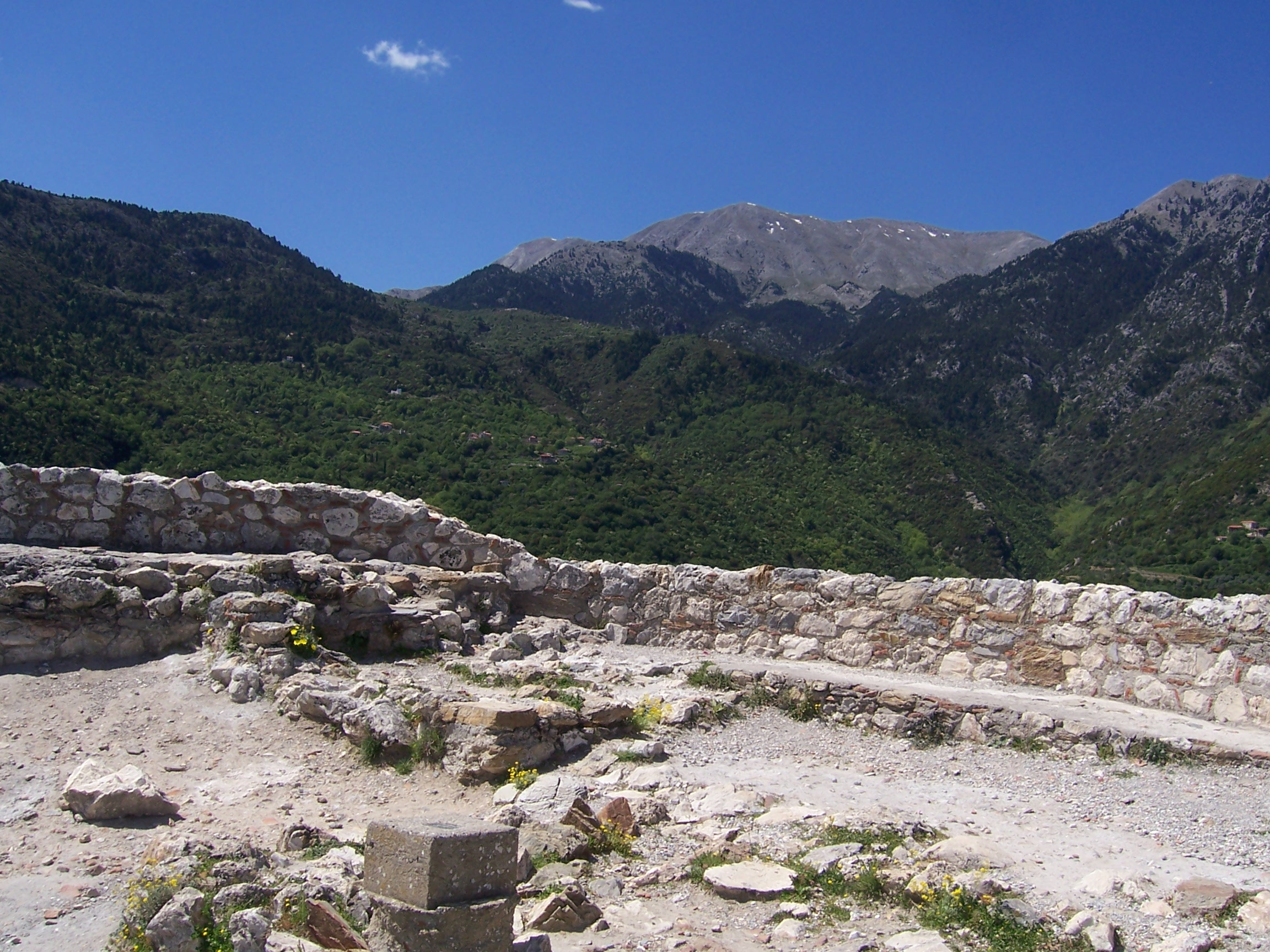
Le massif du Taygète depuis la citadelle de Mistra
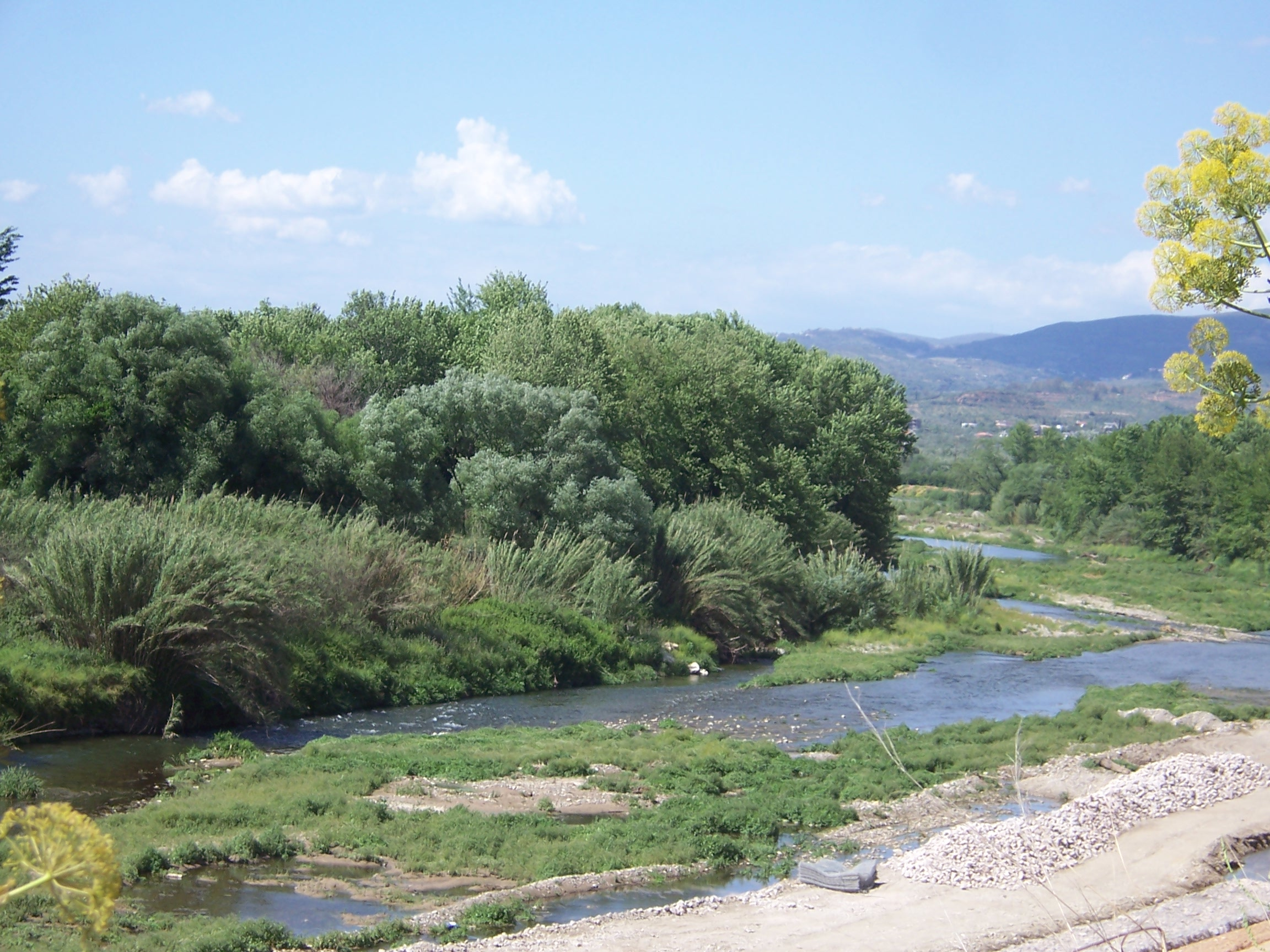
L'Eurotas, un peu en aval de Mistra
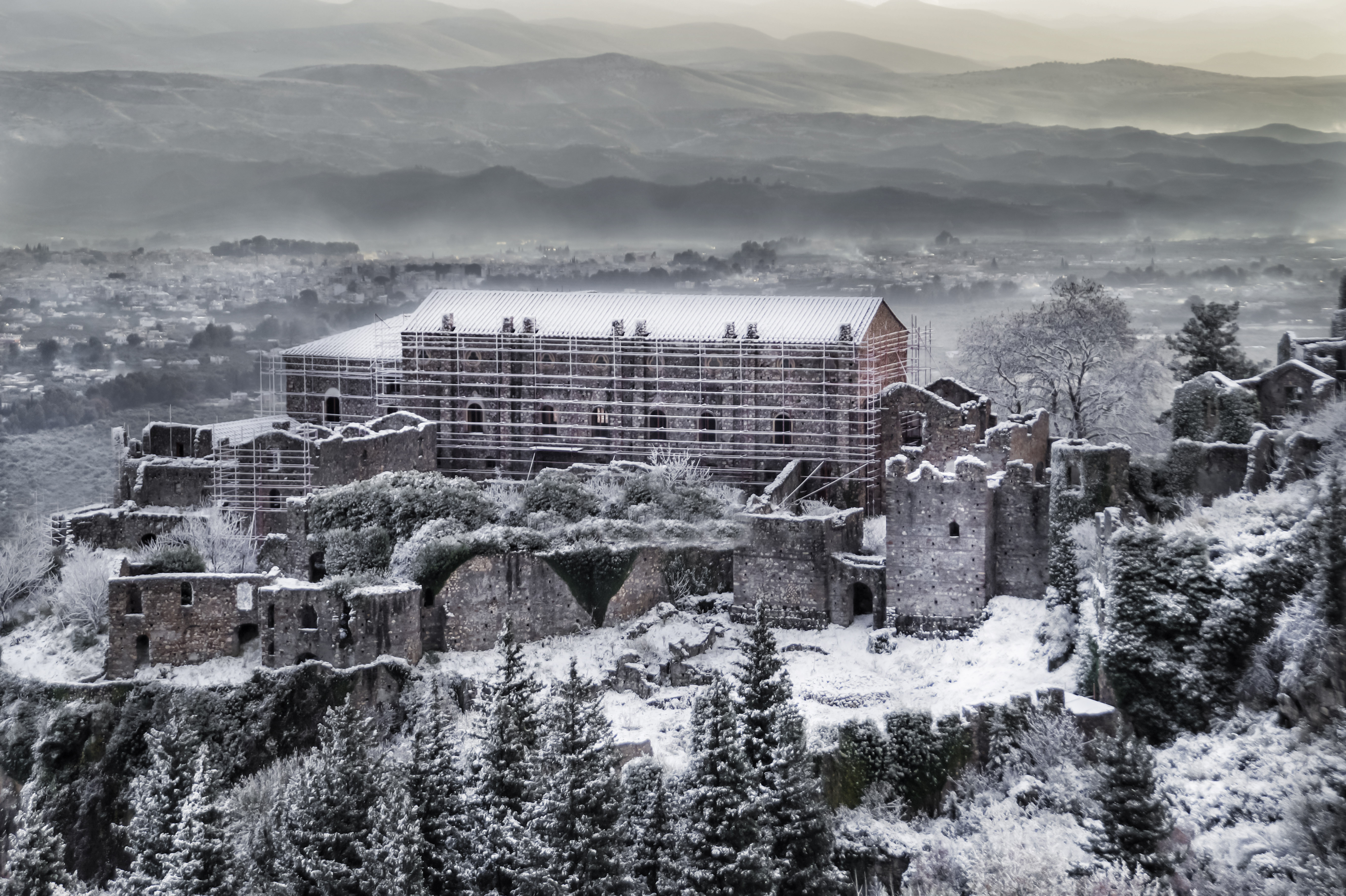
Le site de Mistra. Janvier 2017.

Le site, escarpé, est quasi inaccessible depuis le sud et le sud-ouest, où les falaises rocheuses dominent un ravin. Les autres faces de la colline sont également suffisamment escarpées pour faire de ce site un lieu facile à défendre. Du sommet, la vue s'étend d'un côté sur toute la vallée de l'Eurotas et, de l'autre, sur deux gorges s'enfonçant dans le massif du Taygète. Le site de Mistra permet également le contrôle de la route vers Kalamata, la seule route à travers le massif où puisse passer une cavalerie. Elle passe dans la plaine au nord, venant presque jusqu'au pied de Mistra.
La colline sur laquelle repose Mistra contrôle l'entrée des gorges de la Mélingi, une rivière qui s'enfonce dans le massif du Taygète et qui tire son nom de la tribu slave des Mélinges, habitant la région au Moyen Âge.
Le site de Mistra s'inscrit à l'intérieur de deux enceintes fortifiées, le tout dominé par une forteresse. Le rempart extérieur part de la zone la plus septentrionale de la ville, contourne la ville basse par l'est en descendant jusqu'au pied de la colline et se termine au sud du site. Le second rempart part de la porte de Nauplie et contourne par l'est la ville haute dans laquelle se situe le palais. Seules deux portes permettent l'accès à la ville haute : la porte de Monemvassia et la porte de Nauplie.
Le site de Mistra est dominé par une citadelle qui servait de poste d'observation en temps de paix et de dernier refuge en temps de siège.

## Origines du nom de la ville

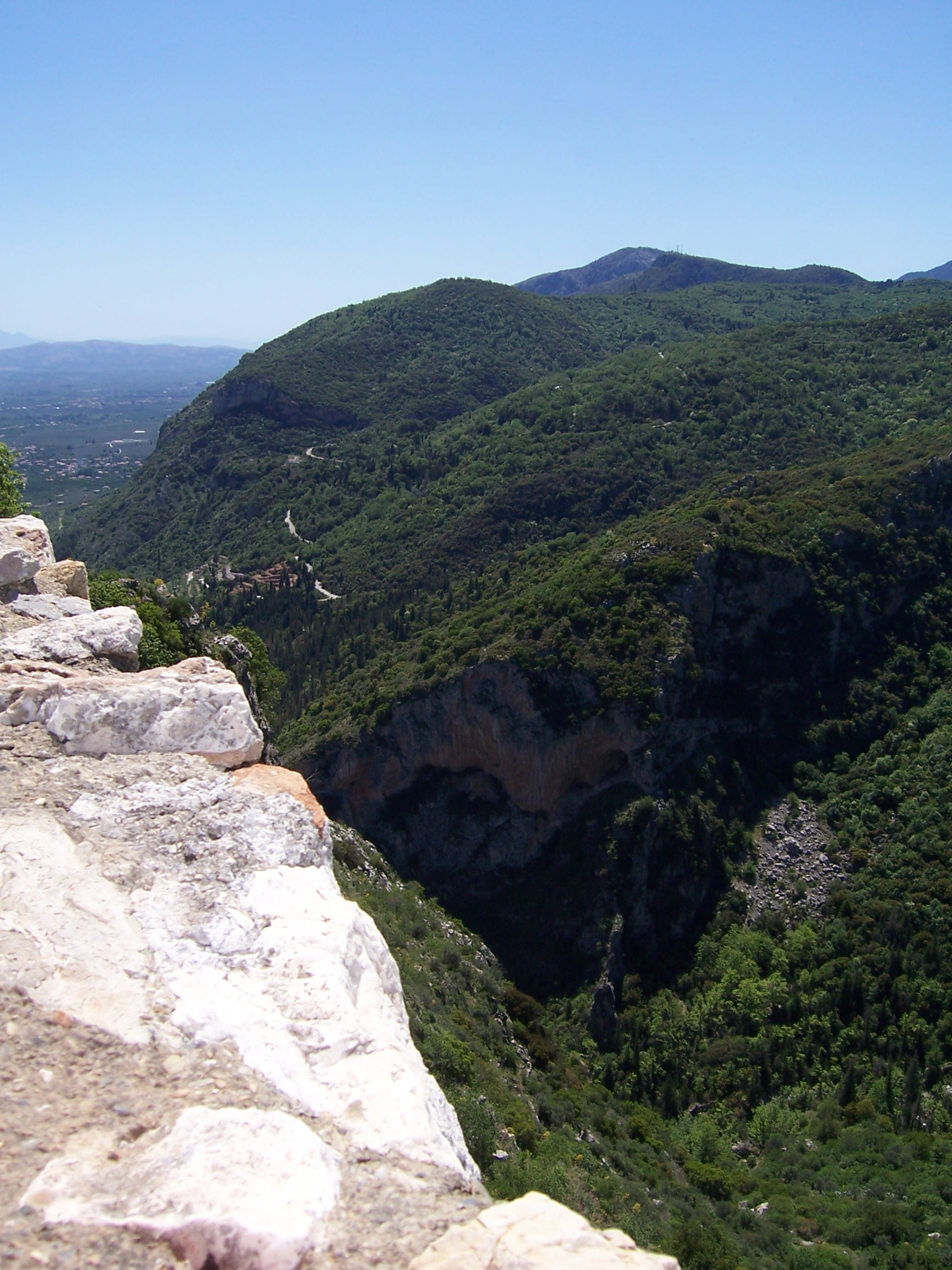
Face sud-ouest de Mistra, dominant le ravin. De l'autre côté : le massif du Taygète

Le site de Mistra est connu sous le nom de Myzithras avant même l'implantation des Francs et de la fondation de la forteresse en 1249. Bien que l'appellation de Mistra soit de nos jours la plus courante, sa forme médiévale est encore parfois utilisée. Il est généralement admis que la forme Mistra est une forme dérivée et abrégée de Myzithras.
L'origine du nom de Myzithras n'est pas certaine. Des hypothèses affirment qu'il pourrait être celui d'un propriétaire terrien de la région, qui aurait été fabricant de fromage (=Myzithras). Certains auteurs vont jusqu'à émettre l'hypothèse que le nom de Myzithras est issu de la forme particulière de la colline sur laquelle la ville fut fondée et qui ressemblerait à un fromage local portant le nom de Mizithra,. Chateaubriand, lors de son passage dans la ville, écrit à ce sujet : « Si Sparte tirait son nom des genêts de son territoire, et non pas de Spartus, fils d'Amyclus, ou de Sparta, femme de Lacédémon, Misitra peut bien emprunter le sien d'un fromage ».
Selon une autre hypothèse, on aurait donné le nom du préfet local, Mystras, à la forteresse fondée par Guillaume de Villehardouin.
Enfin, Mystras pourrait être une dérivation de l'ancien français maistresse, qui aurait désigné la forteresse parce qu'elle dominait toute la plaine de Laconie.

## Histoire
|  |

### Mistra avant 1249
On ne connaît pas grand-chose de l'histoire de Mistra avant la fondation de la forteresse par les Francs en 1249. Des inscriptions et des fragments de marbres antiques ont été retrouvés dans les murs des bâtiments de la ville, mais rien ne semble prouver une occupation du site aux périodes préclassique et classique. Un sarcophage romain, sur lequel sont gravés des Ménades, des griffons et un sphinx, est visible dans la cour de la Métropole de Mistra. Un autre sarcophage romain, désormais disparu, avait été retrouvé il y a environ cent ans. Tous deux ont servi pendant des siècles à recueillir l'eau jaillissant d'une source. Mais, tout comme les fragments de marbre, rien n'atteste leur présence sur le site avant l'arrivée des Francs. Pour Steven Runciman, s'il est certain que le site était inhabité, il y avait toutefois, au sommet de la colline, une petite chapelle, probablement dédiée à Élie, saint patron des montagnes.
De manière plus générale, le site de Mistra avant la fondation de la ville est lié à l'histoire de Sparte, la colline de Mistra faisant partie de sa fertile plaine. Bien que la cité antique de Sparte ne soit pas pourvue de remparts, il faut attendre le IVe siècle av. J.-C. pour voir les armées d'autres cités grecques pénétrer dans la plaine laconienne.
Au IIe siècle av. J.-C., la vallée de Sparte passe sous le contrôle de l'Empire romain. La sévérité du régime spartiate semble alors disparaître dans l'ensemble de la vallée de l'Eurotas, qui devient réputée pour son indolence et son goût du luxe. Un retour aux valeurs morales semble se produire avec l'avènement du christianisme et on trouve la mention d'un évêché de Lacédémone à partir du Ve siècle. Les temples sont désertés ou transformés en églises, de sorte que toute trace de paganisme disparaît dans la région vers la fin du Ve siècle.
En 376, le gouvernement byzantin autorise les Wisigoths à franchir le Danube et à pénétrer dans l'Empire. En 395, emmenés par Alaric, ceux-ci s'enfoncent dans la péninsule grecque, pillent Athènes et traversent l'isthme de Corinthe pour entrer dans le Péloponnèse. Au cours de l'été 395, Sparte connaît le premier pillage de son histoire. Bien qu'Alaric ait, semble-t-il, souhaité s'installer dans le Péloponnèse, l'approche d'une armée impériale le fait repartir vers le nord quelques mois plus tard. Si la paix revient dans la plaine de Sparte, la confiance n'est plus de mise et la cité se pare de murailles pour la première fois de son histoire.
La région connaît alors un déclin long de deux siècles. Le triomphe du christianisme fait perdre de leur prestige aux anciennes cités antiques. Le commerce méditerranéen contourne désormais la Grèce et la taxation pèse lourdement sur un territoire aux faibles ressources naturelles.
À la fin du VIe siècle, c'est au tour des Slaves de pénétrer en Grèce, en partie pour échapper eux-mêmes à la domination des Avars. Les Slaves s'enfoncent dans le Péloponnèse dans les dernières années du VIe siècle et la première décennie du VIIe siècle. De nombreux Grecs de la plaine de Sparte s'enfuient, soit vers les montagnes du Magne, soit vers les villes côtières fortifiées qui résistent aux Slaves, telles que Monemvasia. D'autres fuient jusqu'en Sicile où ils fondent une nouvelle Lacédémone, raccourcie en Démona.
Une série de campagnes sous Nicéphore Ier permet aux Grecs de reprendre possession du Péloponnèse en repoussant les Slaves dans les régions montagneuses. Dans la vallée de Sparte, les Slaves sont repoussés dans le Taygète et dans les montagnes de l'Arcadie. La vallée est alors repeuplée de Grecs d'Asie mineure et d'Arméniens. En 810, un nouvel évêché de Lacédémone est instauré sous l'autorité du Métropolite de Patras, puis est élevé au rang de Métropole en 1081. Les tribus slaves du Taygète, connues sous le nom de Mélinges et Ezerites, ne constituent plus alors une menace réelle. On leur accorde un droit d'autonomie tant qu'elles s'acquittent d'un tribut et se convertissent au christianisme.
La région de Sparte se trouve aussi épargnée de la menace turque et normande à la fin du XIe siècle, mais est pillée en 1146 par Roger II de Sicile après son échec de la prise de Monemvasia.

### Un château franc

Partage de l'Empire byzantin en 1204.

En 1204, la quatrième croisade se détourne de son objectif initial et entraîne la capture et le pillage de Constantinople par les croisés. S'ensuit alors le partage de l'Empire byzantin entre le nouvel empereur, les Vénitiens et les croisés. La principauté d'Achaïe, ou principauté de Morée, est confiée à Geoffroi de Villehardouin et est partagée en douze baronnies. Les premières années du règne de Geoffroi en Morée sont consacrées à l'établissement de son pouvoir et à la conquête des régions non occupées de la péninsule. En 1210, Sparte se soumet aux croisés après cinq jours de résistance. La plaine de Sparte semble avoir été du goût de Geoffroi et il y aurait construit un palais au bord de l'Eurotas, à l'extérieur de la ville, mais aucune trace n'en a encore été relevée. Andravida est la capitale administrative de la principauté tandis que Nikli devient, grâce à sa situation centrale, le lieu des assemblées de la baronnerie. Mais c'est à Lacédémone (Sparte), ou La Crémonie comme ils l'appellent, que les Villehardouin s'établissent. La Crémonie est la résidence préférée des héritiers de Geoffroi, Geoffroi II puis Guillaume de Villehardouin. Une des premières tâches de Guillaume en tant que prince d'Achaïe est de sécuriser cette région du Péloponnèse. Il lutte contre Monemvasia, haut lieu de la piraterie, qui ne se rend qu'après un siège de trois années. En même temps que ce siège, Guillaume soumet les tribus qui entourent la plaine de Sparte, mais a besoin de nouvelles forteresses pour maintenir l'ordre. Les Tsakones sont contrôlés par les garnisons ayant servi au siège de Monemvasia. La forteresse de Passava contrôle les Maniotes, mais Guillaume fait construire une seconde forteresse près du cap Matapan pour renforcer leur contrôle. La tribu la plus dangereuse est celle des Mélinges, résidant dans les vallées du Taygète et très proche de Lacédémone. Afin de s'assurer la sécurité de son palais, Guillaume fait construire un château sur une des collines au pied du Taygète : c'est la naissance de Mistra. La forteresse et ses remparts sont achevés en 1249. Elle est alors la clé du système défensif de tout le sud-est du Péloponnèse et est, en quelque sorte, le pendant de la forteresse de Chlemoutsi pour la partie sud-est du Péloponnèse. Les pentes de la colline sont, à cette époque, encore vierges de bâtiments ou d'habitations, à l'exception d'une résidence, construite à mi-hauteur de la colline, sur une partie relativement plane. C'est probablement dans cette résidence que le châtelain loge lorsque sa présence au château n'est pas requise.
En 1259, alors que le Royaume de Thessalonique est revenu aux mains des Byzantins, une triple alliance s'unit contre l'Empire. Cette alliance se compose de Manfred de Sicile, de Michel II d'Épire et de Guillaume de Villehardouin. Elle subit une défaite à l'automne 1259 dans la plaine de Pélagonie, et Guillaume est fait prisonnier. Il est libéré en 1261 et conserve sa principauté d'Achaïe en échange des places fortes de Monemvasia, du Magne et du « troisième et le plus beau, le château de Mistra ».

### Gouvernorat byzantin

L'Empire byzantin en 1265.

Les Byzantins prennent possession de Mistra au printemps 1262. Dans le territoire récupéré, Mistra n'est pas, dans un premier temps, la priorité des Grecs. Leur attention se porte davantage sur Monemvasia, qui est un port important, et sur la forteresse du Magne, qui contrôle toute la région du même nom jusqu'au cap Matapan. Située en Laconie, comme Mistra, la forteresse de Geráki est aussi plus importante aux yeux des Grecs. Mistra est très proche de Lacédémone, où les Villehardouin n'ont pas l'intention d'abandonner leur palais de La Crémonie. Ainsi, c'est Monemvasia qui est choisie pour être le siège du gouverneur byzantin de Morée.
Lorsqu'ils prennent contrôle de la forteresse, la colline de Mistra est toujours vierge de bâtiments, à l'exception du château au sommet et de quelques habitations servant au logement des soldats et de leurs familles. C'est à cette période que s'implantent les premiers habitants. Les Grecs de Lacédémone, considérés par leurs seigneurs francs comme des citoyens de seconde classe, préfèrent rejoindre une ville gouvernée par d'autres Grecs partageant la même religion. Leur migration forme le noyau de ce qui semble être le premier établissement sur le site de Mistra et, à la faveur d'une brève période de paix, donne une première impulsion au développement du site. Ils semblent s'être tout d'abord installés dans la partie nord-est de la ville basse (Mesokhorion en grec). Ces nouveaux habitants construisent eux-mêmes maisons et églises sur les pentes de la colline, sous la citadelle. Le site peut ne pas sembler idéal pour l'implantation d'une ville, car les pentes sont abruptes. Cependant, ces mêmes pentes offrent plusieurs avantages : d'une part l'eau y est abondante, d'autre part, les conditions sanitaires y seraient plus favorables que dans la plaine.
Au cours des dernières décennies du XIIIe siècle, Mistra passe du simple village au rang de ville. Le Métropolite de Lacédémone choisit de s'y établir. On y construit la Métropole, ainsi que d'autres monastères, comme celui des Saints-Théodores en 1269.
À son tour, Guillaume II de Villehardouin quitte Sparte et son palais favori de La Crémonie, pour ne jamais y revenir. Le centre névralgique de la plaine de Sparte est dorénavant, pour les sept siècles à venir, situé à Mistra. Si le sentiment de sécurité derrière les remparts de la ville est un des éléments recherchés par les nouveaux habitants de Mistra, celui-ci se renforce avec la disparition de la menace que représentait jusqu'alors la tribu des Mélinges. On leur attribue en effet une certaine autonomie et des réductions de taxes en échange de leur soutien à l'Empire. Puis, convertis peu à peu à l'orthodoxie, ils sont absorbés par le reste de la population.
À partir de 1262, la province de Morée est gouvernée par un général byzantin. Les sources varient quant à la question du lieu où il siège. Ainsi, Chatzidakis et Georgiadis estiment que les généraux byzantins siègent à Mistra dès 1264. Pour Runciman, l'autorité du gouverneur s'exerce depuis Monemvasia jusqu'en 1289 environ, avant d'être transférée à Mistra.
Dans les premiers temps, le gouverneur - ou kephale - du Péloponnèse byzantin est nommé annuellement. Vers 1285, la durée de la charge du kephale s'allonge. La raison de ce changement semble être la volonté de donner une plus grande continuité à l'administration de la province et éviter d'avoir à acheminer depuis Constantinople un nouveau gouverneur une fois par an, par mer, avec les dangers que le voyage comporte. Après ce changement d'organisation, les gouverneurs du Péloponnèse portent le titre d'Épitropos, un rang supérieur au kephale. Les noms des premiers gouverneurs nous sont connus :
- Mathieu(?) Cantacuzène 1308 - 1316 ;
- Andronic Paléologue 1316 - 1321 ;
- André Paléologue 1321 - 1325(?).

Les noms des gouverneurs suivants ne nous sont pas tous parvenus. D'ailleurs, à partir de 1325, le commandant militaire porte le titre de Protokynegus, et l'on n’est pas sûr qu'il porte toujours le titre de gouverneur.
Tant que les gouverneurs byzantins de la province sont basés à Monemvasia, la construction des premiers édifices religieux est laissée à la charge de l'administration et du clergé local. Parmi les ecclésiastiques les plus actifs, on connaît Pacôme, un temps protosyncelle du Péloponnèse. En 1295, on lui doit la construction de l'église des Saints-Théodores, la première grande église de la ville. En 1311-1312, alors qu'il se retire de la vie publique, il fonde le Brontochion dont il devient l'abbé. L'influence de Pacôme permet aux édifices religieux de la ville de faire venir des architectes et des artistes renommés, peut-être de Constantinople même. Son monastère obtient également, entre 1312 et 1322, de larges domaines à travers le Péloponnèse. Pacôme réussit même à obtenir de l'empereur de faire passer le contrôle de son monastère des autorités ecclésiastiques locales au patriarche de Constantinople directement, ce qui lui offre une quasi indépendance.
L'action de Pacôme se déroule alors que le métropolite de Mistra essaie d'exister face à la Métropole de Monemvasia. La métropole de Sparte n'avait plus de raison d'être depuis la conquête franque du début du XIIIe siècle, et il faut attendre la reconquête de Mistra par les Grecs et l'abandon de la plaine de Sparte par les Francs pour voir réapparaître la métropole de Lacédémone, qui siège désormais à Mistra, dont le premier métropolite, à partir de 1272, est un certain Théodose. Avec la reconquête de Monemvasia en 1262 et l'établissement des gouverneurs byzantins dans cette cité, le métropolite de Monemvasia est élevé au rang d'exarque et devient représentant du patriarche pour l'ensemble du Péloponnèse. Grâce à cette position, le métropolite de Monemvasia exerce son autorité sur des évêchés appartenant traditionnellement à la Métropole de Lacédémone.
À cette même époque, le Péloponnèse commence à subir les assauts de pirates turcs dont les bases sont les ports d'Anatolie. Leurs raids commencent dans les années 1320. En 1332, ils pillent Monemvasia. En 1334, ils débarquent dans le golfe de Laconie et remontent la vallée de l'Eurotas jusqu'à Mistra même. Ils sont arrêtés par les fortifications de la ville et se retirent après avoir reçu des présents de la part du gouverneur en place.

### Capitale du Despotat de Morée

#### Les Cantacuzène
|  |  |  |  |  |  | Jean VI Cantacuzène (1293-1383) Empereur byzantin | Jean VI Cantacuzène (1293-1383) Empereur byzantin | Jean VI Cantacuzène (1293-1383) Empereur byzantin | Jean VI Cantacuzène (1293-1383) Empereur byzantin | Jean VI Cantacuzène (1293-1383) Empereur byzantin  | Jean VI Cantacuzène (1293-1383) Empereur byzantin |                                                  |                                                  | Irène de Bulgarie                                | Irène de Bulgarie                                | Irène de Bulgarie | Irène de Bulgarie | Irène de Bulgarie                               | Irène de Bulgarie                               |                                                 |                                                 |                                                 |                                                 |  |  |  |  |
|  |  |  |  |  |  | Jean VI Cantacuzène (1293-1383) Empereur byzantin | Jean VI Cantacuzène (1293-1383) Empereur byzantin | Jean VI Cantacuzène (1293-1383) Empereur byzantin | Jean VI Cantacuzène (1293-1383) Empereur byzantin | Jean VI Cantacuzène (1293-1383) Empereur byzantin  | Jean VI Cantacuzène (1293-1383) Empereur byzantin |                                                  |                                                  | Irène de Bulgarie                                | Irène de Bulgarie                                | Irène de Bulgarie | Irène de Bulgarie | Irène de Bulgarie                               | Irène de Bulgarie                               |                                                 |                                                 |                                                 |                                                 |  |  |  |  |
|  |  |  |  |  |  |                                                   |                                                   |                                                   |                                                   |                                                    |                                                   |                                                  |                                                  |                                                  |                                                  |                   |                   |                                                 |                                                 |                                                 |                                                 |                                                 |                                                 |  |  |  |  |
|  |  |  |  |  |  |                                                   |                                                   |                                                   |                                                   |                                                    |                                                   |                                                  |                                                  |                                                  |                                                  |                   |                   |                                                 |                                                 |                                                 |                                                 |                                                 |                                                 |  |  |  |  |
|  |  |  |  |  |  |                                                   |                                                   |                                                   |                                                   | Mathieu (1325-1391) Despote de Morée (1380-1383)   | Mathieu (1325-1391) Despote de Morée (1380-1383)  | Mathieu (1325-1391) Despote de Morée (1380-1383) | Mathieu (1325-1391) Despote de Morée (1380-1383) | Mathieu (1325-1391) Despote de Morée (1380-1383) | Mathieu (1325-1391) Despote de Morée (1380-1383) |                   |                   | Manuel (1326-1380) Despote de Morée (1348-1380) | Manuel (1326-1380) Despote de Morée (1348-1380) | Manuel (1326-1380) Despote de Morée (1348-1380) | Manuel (1326-1380) Despote de Morée (1348-1380) | Manuel (1326-1380) Despote de Morée (1348-1380) | Manuel (1326-1380) Despote de Morée (1348-1380) |  |  |  |  |
|  |  |  |  |  |  |                                                   |                                                   |                                                   |                                                   | Mathieu (1325-1391) Despote de Morée (1380-1383)   | Mathieu (1325-1391) Despote de Morée (1380-1383)  | Mathieu (1325-1391) Despote de Morée (1380-1383) | Mathieu (1325-1391) Despote de Morée (1380-1383) | Mathieu (1325-1391) Despote de Morée (1380-1383) | Mathieu (1325-1391) Despote de Morée (1380-1383) |                   |                   | Manuel (1326-1380) Despote de Morée (1348-1380) | Manuel (1326-1380) Despote de Morée (1348-1380) | Manuel (1326-1380) Despote de Morée (1348-1380) | Manuel (1326-1380) Despote de Morée (1348-1380) | Manuel (1326-1380) Despote de Morée (1348-1380) | Manuel (1326-1380) Despote de Morée (1348-1380) |  |  |  |  |
|  |  |  |  |  |  |                                                   |                                                   |                                                   |                                                   | Démétrios (1343-1383) Despote de Morée (1382-1383) |                                                   |                                                  |                                                  |                                                  |                                                  |                   |                   |                                                 |                                                 |                                                 |                                                 |                                                 |                                                 |  |  |  |  |

Au milieu du XIVe siècle, le prestige politique du Péloponnèse est considérable, malgré des conditions économiques et sociales défavorables. La région n'est pas seulement menacée par les Turcs, mais elle est également la proie de querelles internes.
À la mort de l'empereur byzantin Andronic III, en 1341, éclate une guerre civile qui secoue l'empire et dont les effets se font sentir en Morée. Le Péloponnèse ne revient au centre des préoccupations de l'Empire qu'après l'accession au trône de Jean VI Cantacuzène, en 1347. De ce fait, entre 1341 et 1347, les gouverneurs de Mistra, dont les noms ne nous sont pas parvenus, ont, semble-t-il, perdu le contrôle sur les seigneurs environnants, qu'ils soient latins ou grecs.
En 1348, Jean VI, nouvellement empereur, envoie son second fils, Manuel, afin de stabiliser le Péloponnèse. C'est le début du Despotat de Morée, un gouvernement plus indépendant que les précédents, placé sous autorité directe de l'Empereur,.
Avec l'aide des seigneurs francs, Manuel s'assure de la soumission des seigneurs grecs de la région, malgré la tentative de certains de réduire son autorité. Ainsi, à son arrivée en Morée, Manuel décide de faire construire une flotte en levant un impôt auquel doivent contribuer les seigneurs locaux. Un certain Lampodios, chargé de récolter les fonds, utilise cet argent pour inciter le peuple à la révolte. Cette révolte, mal organisée, s'éteint finalement lorsque les rebelles se retrouvent face à l'armée de Manuel.
Les difficultés rencontrées par Manuel sont également d'ordre familial. En décembre 1354, Jean VI Cantacuzène abdique en faveur de Jean V Paléologue. Mathieu Cantacuzène, coempereur avec Jean VI, refuse de régner aux côtés de Jean V. À l'été 1355, il se voit confier le gouvernement du Despotat de Morée, alors que Manuel doit recevoir en compensation l'île de Lemnos. Cet échange n'a finalement pas lieu, car Mathieu est emprisonné après avoir tenté de se révolter contre Jean V.
La position de Manuel n'est pas assurée pour autant. Jean V décide de remplacer Manuel par deux de ses cousins, Michel et André Asen, qui arrivent dans le Péloponnèse vers la fin de l'année 1355. Les seigneurs grecs accueillent volontiers les nouveaux gouverneurs et, malgré le soutien de la population, l'autorité de Manuel ne s'exerce plus qu'à l'intérieur des murs de Mistra. Il semble que ce soit l'opposition des Vénitiens aux frères Asen qui provoque leur démission et la confirmation de Manuel à son poste par Jean V.
Au cours du règne de Manuel, Mistra connaît une période de relative prospérité et de paix, favorable à la poursuite de l'essor de la ville. Vers 1350, Manuel fait construire le monastère des Zoodotes. L'église de ce monastère devient l'église attitrée de la cour. On considère que ce pourrait être l'actuelle église Sainte-Sophie. Il fait agrandir le palais, en ajoutant à la demeure franque d'origine une nouvelle aile au nord, probablement de plusieurs étages. Il y ajoute également deux tours, dont une abrite une chapelle.

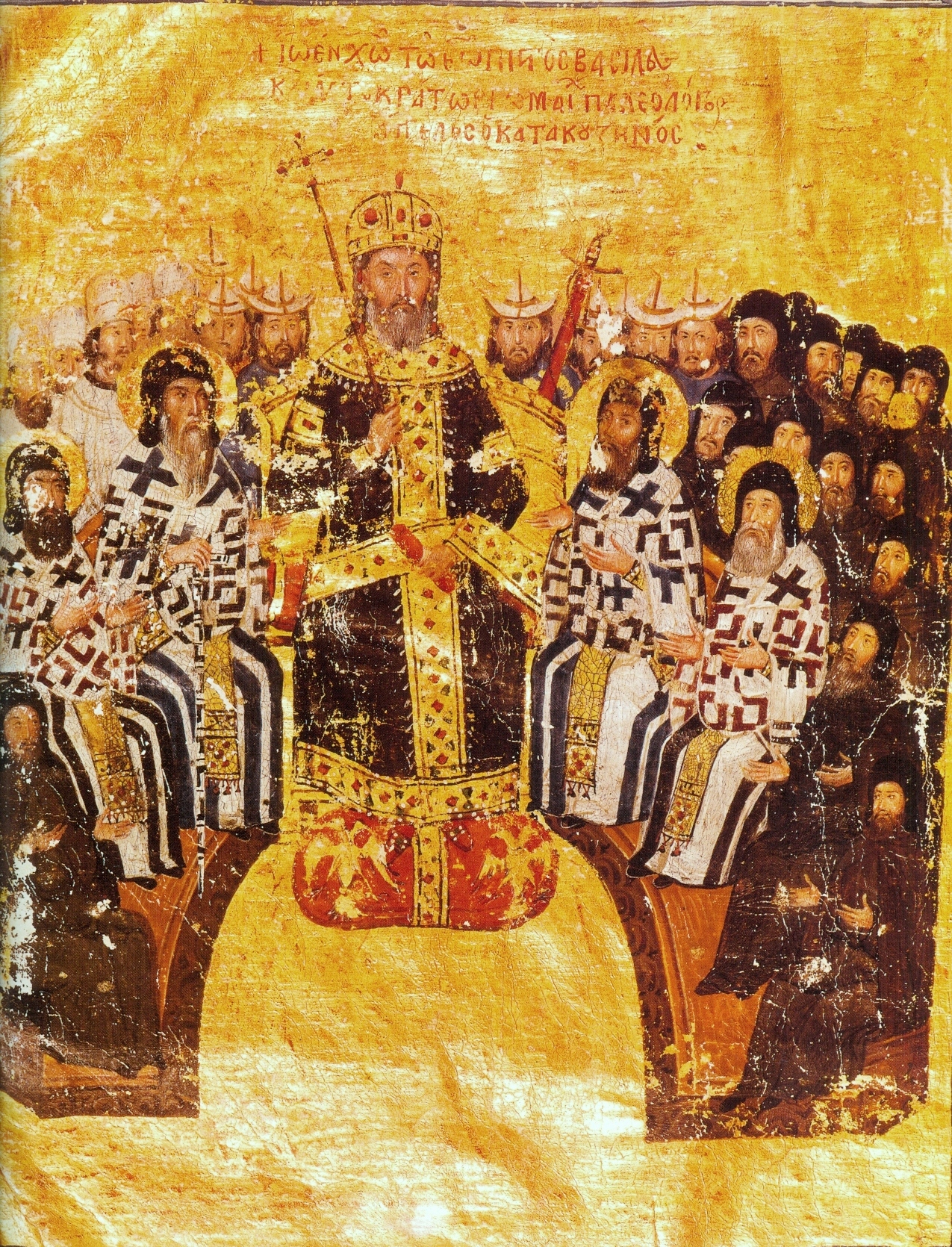
Jean VI Cantacuzène, empereur byzantin et père des despotes Mathieu et Manuel. Il passe ses dernières années à Mistra.

Si Mistra connaît une période de paix, c'est en partie grâce à l'action de Manuel. Il met de l'ordre dans l'administration de la Morée et affermit l'autorité grecque par des combats victorieux contre les incursions turques. Ostrogorsky estime qu'en cette période de décadence de l'Empire byzantin, l'essor de la Morée représente alors le seul point lumineux.
Manuel n'ayant pas de descendance, Mathieu Cantacuzène succède à son frère pour trois ans de 1380 à 1383. Mathieu qui s’est établi à Mistra depuis 1361, espère, dans un premier temps, que son statut d'ex-empereur lui permette d'obtenir de son frère le titre de gouverneur de Morée, ce que Manuel lui refuse. Finalement, les deux s'associent pour gouverner la province, mais c'est bien Manuel qui conserve réellement le pouvoir, Mathieu se vouant à l'écriture de textes philosophiques et religieux. À la mort de Manuel, il peut désormais exercer son pouvoir, mais n'a plus son ambition d'antan. En 1379, Mistra tombe dans le giron des Paléologue. En effet, en 1379, Jean remonte sur le trône, après quelques années de pouvoir de son fils Andronic IV, et donne en apanages à ses fils de larges portions du territoire byzantin, dont le Péloponnèse à Théodore. Si le despote Mathieu ne réagit pas à cette annonce, son fils Démétrios s'oppose à cette décision et organise une révolte, tentant ainsi de rompre avec Constantinople en s'assurant du soutien des nobles grecs du Péloponnèse, mais aussi de pirates turcs. Lorsque Théodore arrive dans le Péloponnèse en décembre 1382, Démétrios contrôle la majeure partie de la péninsule. La révolte de Démétrios meurt avec son initiateur, à la fin de 1383 ou au début de 1384. Résidant jusqu'alors à Mistra, Mathieu et Jean VI Cantacuzène se retirent de la cour. Jean meurt dans un monastère de Mistra le 15 juin 1383, suivi de Mathieu neuf jours plus tard.

#### Les Paléologue

##### Théodore Ier

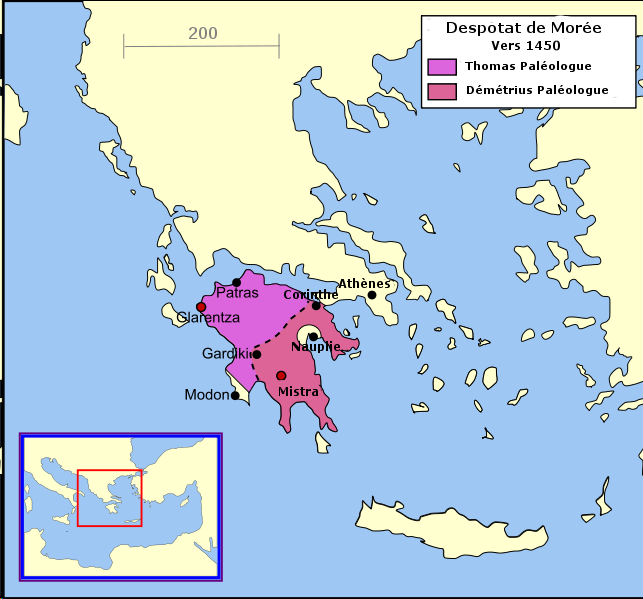
Le despotat de Morée en 1450.

Pour Ostrogorsky, la reprise de Mistra aux Cantacuzène par les Paléologue est le seul succès à porter à leur crédit à cette période. Le règne des Paléologue à Mistra se caractérise par des relations entre le despotat et Constantinople plus proches qu'auparavant, et aussi par une politique expansionniste. Mistra voit son influence renforcée, à la fois sur le plan politique et culturel, malgré le fait que la paix soit toute relative dans la région. Alors que Manuel n'a eu de cesse de maintenir la paix avec ses voisins, Théodore est en guerre permanente contre eux, afin d'accroître ses possessions.
Après leur victoire sur les Serbes en 1389, les Ottomans tournent leur attention sur la Grèce et occupent Thessalonique et la Thessalie (1391). Bajazet Ier décide alors de s'aventurer plus en avant en Grèce et dans le Péloponnèse. Au printemps 1395, une armée turque traverse l'isthme de Corinthe et ravage l'Arcadie, mais Mistra est épargnée, car l'attention des Turcs est détournée par la croisade lancée par Sigismond de Hongrie, qu'ils mettent en déroute à Nicopolis le 25 septembre 1396. Théodore en profite pour faire réparer l'Hexamilion, censé protéger la péninsule d'une nouvelle attaque turque. En vain. Le Péloponnèse est une nouvelle fois ravagé par l'armée turque qui s'enfonce jusqu'à Modon et Coron, avant de se retirer en Thessalie. Une nouvelle fois, la vallée de Mistra est épargnée.
L'empereur Manuel II Paléologue, frère de Théodore, quitte Constantinople afin de trouver de l'aide contre les Turcs auprès des cours d'Occident. Il laisse sa femme, l'impératrice Hélène, et ses deux fils aux soins de Théodore. Mais celui-ci n'a désormais que peu confiance en l'avenir de Mistra. Il propose aux Vénitiens d'acheter Corinthe, mais ceux-ci refusent. L'ordre des Hospitaliers envoie alors depuis Rhodes une ambassade pour lui proposer d'acheter Corinthe. Sur les conseils de l'Impératrice et avec l'accord de Manuel II, il leur vend cette ville. Une fois établi à Corinthe, l'Ordre cherche à accroître ses possessions dans le Péloponnèse. Une autre ambassade se rend à Mistra afin de demander, cette fois, le rachat de Kalavryta et de Mistra même. Théodore accepte, projetant de se retirer à Monemvasia. Les Hospitaliers entrent dans Kalavryta sans enthousiasme de la part de la population. Lorsqu'ils entrent dans Mistra à la fin de mai 1400, les habitants se soulèvent. C'est le métropolite de Mistra qui empêche le lynchage des délégués de l'ordre de Saint-Jean par la population. Théodore est mis sous pression à la fois de la part de la population de Mistra et du Sultan. Les habitants de Mistra ne l'autorisent plus à revenir dans la ville et le Sultan l'informe qu'il ne lui accordera pas son amitié tant qu'il ne renverra pas les Chevaliers. Un compromis est trouvé en 1404 : Théodore échange la forteresse de Salona, nouvellement acquise au détriment des Turcs, contre Corinthe. Les Chevaliers abandonnent également Kalávryta ainsi que leurs prétentions sur Mistra.
En 1407, Théodore se retire dans un monastère où il meurt quelques jours plus tard. Sa tombe se trouve dans l'église Hodegetria à Mistra. On peut y lire l'inscription : « Frère du Saint Empereur, le moine Théodoret ».

##### Théodore II

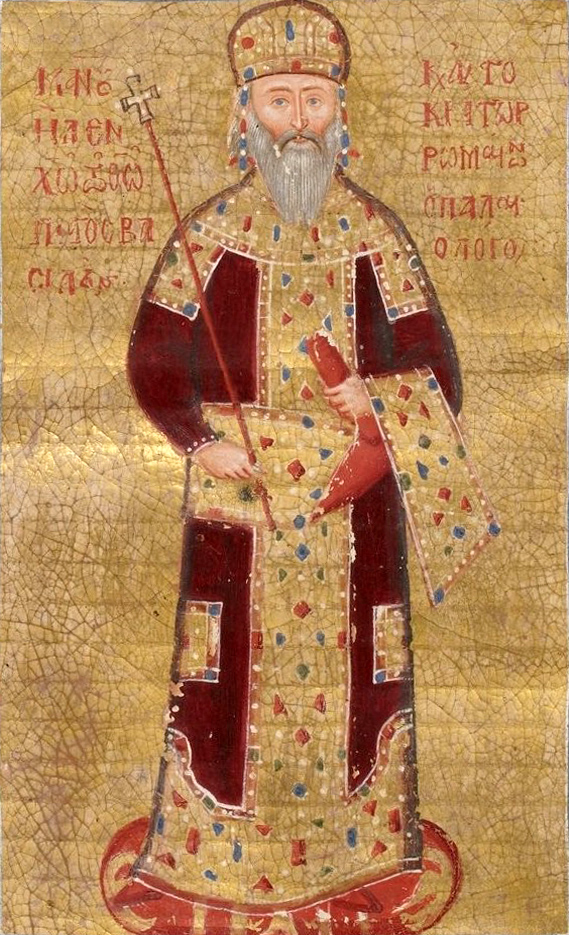
L'empereur Manuel dont trois fils sont devenus Despote de Morée.

La succession de Théodore est préparée par l'empereur Manuel avant même le décès du despote. Il envoie son second fils, lui aussi prénommé Théodore, prendre le trône de Morée. Celui-ci arrive dans la péninsule au début de l'année 1408. Entre-temps, la ville est administrée par le protostrator Manuel Phrangopoulos, ancien ambassadeur de Théodore Ier à Venise. Commence à Mistra une période de paix. Dans le Péloponnèse, le prince d'Achaïe est dans une position trop précaire pour se risquer à entrer en conflit avec ses voisins. Même constat pour les Vénitiens qui cherchent à préserver leur commerce. Mais surtout, l'émir Suleyman Bey, qui contrôle les possessions ottomanes en Europe, est hellénophile et est marié depuis 1404 à la fille bâtarde du despote Théodore, ce qui vaut au Péloponnèse de ne pas être attaqué par les Ottomans pendant plusieurs années. Après le court règne de Musa (1410-1413), l'Empire ottoman voit s'installer à sa tête Mehmed Ier, avec l'aide de Manuel. En retour, Mehmet entretient de très bonnes relations avec les Byzantins.
Mistra reçoit les visites de nombreux membres de la famille impériale, à commencer par l'empereur lui-même. En mars 1415, Manuel rend visite à son fils à Mistra. Une de ses préoccupations principales est la restauration du mur défensif de l'isthme de Corinthe. Il fait lever des impôts sur les plus riches habitants du Péloponnèse afin de reconstruire un mur, le long de l'ancien Hexamilion, composé de tours à intervalles réguliers, avec une forteresse à chaque extrémité. Les nobles se soulèvent alors contre Manuel, qui les affronte et les bat près de Kalamata. En 1416, et pendant près de deux ans, le fils aîné de Manuel (le futur Jean VIII), est envoyé à Mistra afin de soutenir son frère, le jeune despote. Il y revient en 1423, à l'occasion d'une étape vers Venise. Thomas Paléologue y séjourne en 1418 et s'y marie en 1430 ; puis Andronic, autre fils de Manuel et despote de Thessalonique, après avoir cédé celle-ci aux Vénitiens, se réfugie à Mistra.
La femme de Théodore, Cléope Malatesta, semble avoir été choisie par le pape Martin V. Elle est, grâce à sa famille, en très bons termes avec Venise et possède également des liens familiaux avec le pape. Leur mariage a lieu le 19 janvier 1421 et, bien qu'il soit admis qu'il ait lieu à Constantinople, Runciman estime qu'il n'est pas impossible qu'il se soit déroulé à Mistra.
Sous Théodore et Cléope, Mistra devient le centre intellectuel du monde grec. Dans sa jeunesse, le despote n'avait pas été intéressé par le pouvoir et voulait se retirer dans un monastère. C'est un intellectuel considéré comme un des plus brillants mathématiciens de son temps. Cléope partage les goûts intellectuels de son époux. Tandis que l'Empire byzantin s'étiole lentement, le despotat de Mistra bouillonne. Cette époque est celle de Gémiste Pléthon, qui rêve d'une résurrection de l'hellénisme dans la Grèce méridionale. C'est à Mistra que l'hellénisme exprime sa volonté de rénover l'État byzantin. Pléthon développe des avis pratiques sur la simplification du système fiscal et la constitution d'une force armée indigène, afin de remplacer les mercenaires. Le despotat apparaît comme l'asile de l'hellénisme.
À la mort de Mehmed Ier, les raids ottomans reprennent en Grèce. En 1423, une armée dirigée par Turakhan Bey franchit l'isthme. Cette fois la vallée de Sparte n'est pas épargnée. Les Turcs s'introduisent dans Mistra, la pillent avant de se retirer.
À cette époque, Théodore se désintéresse de sa femme et fait part de son ressentiment à son frère Jean, lors de son second passage dans la ville en 1423. Théodore souhaite toujours rentrer dans les ordres. De retour à Constantinople, Jean prévoit d'installer son autre frère, Constantin, à la tête de Mistra. Celui-ci n'y arrive qu'en 1427 et Théodore est désormais heureux à la fois avec sa femme et en tant que despote de Morée. Il accepte cependant de diviser la province en deux, offrant à Constantin la Messénie, le Magne, Vostitsa et Glarentza.
En 1430, un troisième despotat est créé, dirigé par Thomas Paléologue, dont le siège est à Kalávryta. En 1432, la péninsule tout entière est aux mains des Grecs et partagée entre les trois frères, à l'exception des quatre villes vénitiennes de Coron, Modon, Nauplie et Argos. Par des échanges de terres, Thomas installe sa capitale à Clarenza et occupe tout le Sud-Ouest, Constantin possède tout le Nord, et Théodore reste dans le Sud-Est. Bien qu'il n'ait pas d'autorité supérieure à celle de ses frères, la capitale suprême du Péloponnèse reste Mistra.
En 1443, Théodore propose à l'empereur d'échanger à Constantin Mistra contre Sélymbria, ce qu'il accepte. Les trente-six années de règne de Théodore sont marquées par une noblesse turbulente et une menace turque grandissante, mais aussi par la fin de la présence latine dans le Péloponnèse. Lorsqu'il quitte Mistra, l'agriculture et le commerce y sont florissants. Théodore avait l'admiration des intellectuels de son époque et c'est sous son patronage que philosophie et littérature prospèrent pour la dernière fois dans l'empire byzantin.
|                                                     |                                                     |                                                     |                                                     |                                                     |                                                     | Jean V Paléologue (1350-1425) Empereur byzantin | Jean V Paléologue (1350-1425) Empereur byzantin | Jean V Paléologue (1350-1425) Empereur byzantin | Jean V Paléologue (1350-1425) Empereur byzantin | Jean V Paléologue (1350-1425) Empereur byzantin | Jean V Paléologue (1350-1425) Empereur byzantin |                        |                        | Hélène Cantacuzène                                 | Hélène Cantacuzène                                 | Hélène Cantacuzène                                 | Hélène Cantacuzène                                 | Hélène Cantacuzène                                 | Hélène Cantacuzène                                 |                                          |                                          |               |               |                                                           |                                                           |                                                           |                                                           |                                                           |                                                           |  |  |                                                                                          |                                                                                          |                                                                                          |                                                                                          |                                                                                          |                                                                                          |  |  |                    |                    |                    |                    |                    |                    |  |  |                                                                         |                                                                         |                                                                         |                                                                         |                                                                         |                                                                         |  |  |                                                   |                                                   |                                                   |                                                   |                                                   |                                                   |  |  |
|                                                     |                                                     |                                                     |                                                     |                                                     |                                                     | Jean V Paléologue (1350-1425) Empereur byzantin | Jean V Paléologue (1350-1425) Empereur byzantin | Jean V Paléologue (1350-1425) Empereur byzantin | Jean V Paléologue (1350-1425) Empereur byzantin | Jean V Paléologue (1350-1425) Empereur byzantin | Jean V Paléologue (1350-1425) Empereur byzantin |                        |                        | Hélène Cantacuzène                                 | Hélène Cantacuzène                                 | Hélène Cantacuzène                                 | Hélène Cantacuzène                                 | Hélène Cantacuzène                                 | Hélène Cantacuzène                                 |                                          |                                          |               |               |                                                           |                                                           |                                                           |                                                           |                                                           |                                                           |  |  |                                                                                          |                                                                                          |                                                                                          |                                                                                          |                                                                                          |                                                                                          |  |  |                    |                    |                    |                    |                    |                    |  |  |                                                                         |                                                                         |                                                                         |                                                                         |                                                                         |                                                                         |  |  |                                                   |                                                   |                                                   |                                                   |                                                   |                                                   |  |  |
|                                                     |                                                     |                                                     |                                                     |                                                     |                                                     |                                                 |                                                 |                                                 |                                                 |                                                 |                                                 |                        |                        |                                                    |                                                    |                                                    |                                                    |                                                    |                                                    |                                          |                                          |               |               |                                                           |                                                           |                                                           |                                                           |                                                           |                                                           |  |  |                                                                                          |                                                                                          |                                                                                          |                                                                                          |                                                                                          |                                                                                          |  |  |                    |                    |                    |                    |                    |                    |  |  |                                                                         |                                                                         |                                                                         |                                                                         |                                                                         |                                                                         |  |  |                                                   |                                                   |                                                   |                                                   |                                                   |                                                   |  |  |
|                                                     |                                                     |                                                     |                                                     |                                                     |                                                     |                                                 |                                                 |                                                 |                                                 |                                                 |                                                 |                        |                        |                                                    |                                                    |                                                    |                                                    |                                                    |                                                    |                                          |                                          |               |               |                                                           |                                                           |                                                           |                                                           |                                                           |                                                           |  |  |                                                                                          |                                                                                          |                                                                                          |                                                                                          |                                                                                          |                                                                                          |  |  |                    |                    |                    |                    |                    |                    |  |  |                                                                         |                                                                         |                                                                         |                                                                         |                                                                         |                                                                         |  |  |                                                   |                                                   |                                                   |                                                   |                                                   |                                                   |  |  |
| Théodore Ier Despote de Morée (1383 - 1407)         | Théodore Ier Despote de Morée (1383 - 1407)         | Théodore Ier Despote de Morée (1383 - 1407)         | Théodore Ier Despote de Morée (1383 - 1407)         | Théodore Ier Despote de Morée (1383 - 1407)         | Théodore Ier Despote de Morée (1383 - 1407)         |                                                 |                                                 |                                                 |                                                 |                                                 |                                                 |                        |                        | Manuel II Paléologue (1350-1425) Empereur byzantin | Manuel II Paléologue (1350-1425) Empereur byzantin | Manuel II Paléologue (1350-1425) Empereur byzantin | Manuel II Paléologue (1350-1425) Empereur byzantin | Manuel II Paléologue (1350-1425) Empereur byzantin | Manuel II Paléologue (1350-1425) Empereur byzantin |                                          |                                          | Hélène Dragas | Hélène Dragas | Hélène Dragas                                             | Hélène Dragas                                             | Hélène Dragas                                             | Hélène Dragas                                             |                                                           |                                                           |  |  |                                                                                          |                                                                                          |                                                                                          |                                                                                          |                                                                                          |                                                                                          |  |  |                    |                    |                    |                    |                    |                    |  |  |                                                                         |                                                                         |                                                                         |                                                                         |                                                                         |                                                                         |  |  |                                                   |                                                   |                                                   |                                                   |                                                   |                                                   |  |  |
| Théodore Ier Despote de Morée (1383 - 1407)         | Théodore Ier Despote de Morée (1383 - 1407)         | Théodore Ier Despote de Morée (1383 - 1407)         | Théodore Ier Despote de Morée (1383 - 1407)         | Théodore Ier Despote de Morée (1383 - 1407)         | Théodore Ier Despote de Morée (1383 - 1407)         |                                                 |                                                 |                                                 |                                                 |                                                 |                                                 |                        |                        | Manuel II Paléologue (1350-1425) Empereur byzantin | Manuel II Paléologue (1350-1425) Empereur byzantin | Manuel II Paléologue (1350-1425) Empereur byzantin | Manuel II Paléologue (1350-1425) Empereur byzantin | Manuel II Paléologue (1350-1425) Empereur byzantin | Manuel II Paléologue (1350-1425) Empereur byzantin |                                          |                                          | Hélène Dragas | Hélène Dragas | Hélène Dragas                                             | Hélène Dragas                                             | Hélène Dragas                                             | Hélène Dragas                                             |                                                           |                                                           |  |  |                                                                                          |                                                                                          |                                                                                          |                                                                                          |                                                                                          |                                                                                          |  |  |                    |                    |                    |                    |                    |                    |  |  |                                                                         |                                                                         |                                                                         |                                                                         |                                                                         |                                                                         |  |  |                                                   |                                                   |                                                   |                                                   |                                                   |                                                   |  |  |
|                                                     |                                                     |                                                     |                                                     |                                                     |                                                     |                                                 |                                                 |                                                 |                                                 |                                                 |                                                 |                        |                        |                                                    |                                                    |                                                    |                                                    |                                                    |                                                    |                                          |                                          |               |               |                                                           |                                                           |                                                           |                                                           |                                                           |                                                           |  |  |                                                                                          |                                                                                          |                                                                                          |                                                                                          |                                                                                          |                                                                                          |  |  |                    |                    |                    |                    |                    |                    |  |  |                                                                         |                                                                         |                                                                         |                                                                         |                                                                         |                                                                         |  |  |                                                   |                                                   |                                                   |                                                   |                                                   |                                                   |  |  |
|                                                     |                                                     |                                                     |                                                     |                                                     |                                                     |                                                 |                                                 |                                                 |                                                 |                                                 |                                                 |                        |                        |                                                    |                                                    |                                                    |                                                    |                                                    |                                                    |                                          |                                          |               |               |                                                           |                                                           |                                                           |                                                           |                                                           |                                                           |  |  |                                                                                          |                                                                                          |                                                                                          |                                                                                          |                                                                                          |                                                                                          |  |  |                    |                    |                    |                    |                    |                    |  |  |                                                                         |                                                                         |                                                                         |                                                                         |                                                                         |                                                                         |  |  |                                                   |                                                   |                                                   |                                                   |                                                   |                                                   |  |  |
| Jean VIII (1392-1448) Empereur byzantin (1425-1448) | Jean VIII (1392-1448) Empereur byzantin (1425-1448) | Jean VIII (1392-1448) Empereur byzantin (1425-1448) | Jean VIII (1392-1448) Empereur byzantin (1425-1448) | Jean VIII (1392-1448) Empereur byzantin (1425-1448) | Jean VIII (1392-1448) Empereur byzantin (1425-1448) |                                                 |                                                 | Constantin (1394-1402)                          | Constantin (1394-1402)                          | Constantin (1394-1402)                          | Constantin (1394-1402)                          | Constantin (1394-1402) | Constantin (1394-1402) |                                                    |                                                    | Théodore II Despote de Morée (1407-1443)           | Théodore II Despote de Morée (1407-1443)           | Théodore II Despote de Morée (1407-1443)           | Théodore II Despote de Morée (1407-1443)           | Théodore II Despote de Morée (1407-1443) | Théodore II Despote de Morée (1407-1443) |               |               | Andronic (1400-1428) Despote de Thessalonique (1408-1423) | Andronic (1400-1428) Despote de Thessalonique (1408-1423) | Andronic (1400-1428) Despote de Thessalonique (1408-1423) | Andronic (1400-1428) Despote de Thessalonique (1408-1423) | Andronic (1400-1428) Despote de Thessalonique (1408-1423) | Andronic (1400-1428) Despote de Thessalonique (1408-1423) |  |  | Constantin XI Paléologue Despote de Morée (1443-1449) puis Empereur byzantin (1449-1453) | Constantin XI Paléologue Despote de Morée (1443-1449) puis Empereur byzantin (1449-1453) | Constantin XI Paléologue Despote de Morée (1443-1449) puis Empereur byzantin (1449-1453) | Constantin XI Paléologue Despote de Morée (1443-1449) puis Empereur byzantin (1449-1453) | Constantin XI Paléologue Despote de Morée (1443-1449) puis Empereur byzantin (1449-1453) | Constantin XI Paléologue Despote de Morée (1443-1449) puis Empereur byzantin (1449-1453) |  |  | Michel (1405-1410) | Michel (1405-1410) | Michel (1405-1410) | Michel (1405-1410) | Michel (1405-1410) | Michel (1405-1410) |  |  | Démétrios (1407-1470) Codespote de Morée (région de Mistra) (1449-1460) | Démétrios (1407-1470) Codespote de Morée (région de Mistra) (1449-1460) | Démétrios (1407-1470) Codespote de Morée (région de Mistra) (1449-1460) | Démétrios (1407-1470) Codespote de Morée (région de Mistra) (1449-1460) | Démétrios (1407-1470) Codespote de Morée (région de Mistra) (1449-1460) | Démétrios (1407-1470) Codespote de Morée (région de Mistra) (1449-1460) |  |  | Thomas (1409-1465) Codespote de Morée (1449-1461) | Thomas (1409-1465) Codespote de Morée (1449-1461) | Thomas (1409-1465) Codespote de Morée (1449-1461) | Thomas (1409-1465) Codespote de Morée (1449-1461) | Thomas (1409-1465) Codespote de Morée (1449-1461) | Thomas (1409-1465) Codespote de Morée (1449-1461) |  |  |

##### Les derniers despotes
Contrairement à son prédécesseur, Constantin rêve de gloire militaire. Sa première tâche est de faire reconstruire l'Hexamilion, ce qu'il réussit en faisant payer aux nobles des droits et des privilèges que ses prédécesseurs leur avaient enlevés. Puis, il traverse l'isthme de Corinthe en 1444 dans l'espoir de mener une croisade aux côtés de Vladislav de Hongrie. Son triomphe est de courte durée et, dès la fin de l'été 1446, Mourad II reprend les territoires capturés par Constantin en Grèce. Murad entre dans le Péloponnèse après un siège de quinze jours de l'Hexamilion, qu'il fait détruire. Il s'avance ensuite jusqu'à Clarenza. Une autre armée, menée par Turakhan Bey, est censée prendre Mistra, mais il semble que les conditions météorologiques les empêchent de traverser les montagnes et d'atteindre la vallée de Sparte,.
À la mort de Jean VIII Paléologue en 1448, l'impératrice envoie Alexius Lascaris Philanthropenus et Manuel Paléologue à Mistra porter la couronne impériale à Constantin. Constantin y est couronné empereur par le métropolite de Lacédémone le 6 janvier 1449. On ne sait pas si la cérémonie s'est déroulée dans la Métropole, probablement trop exiguë pour accueillir la délégation présente, ou bien dans l'église du palais, Sainte-Sophie, encore plus petite. Constantin quitte Mistra pour Constantinople le 12 mars 1449.

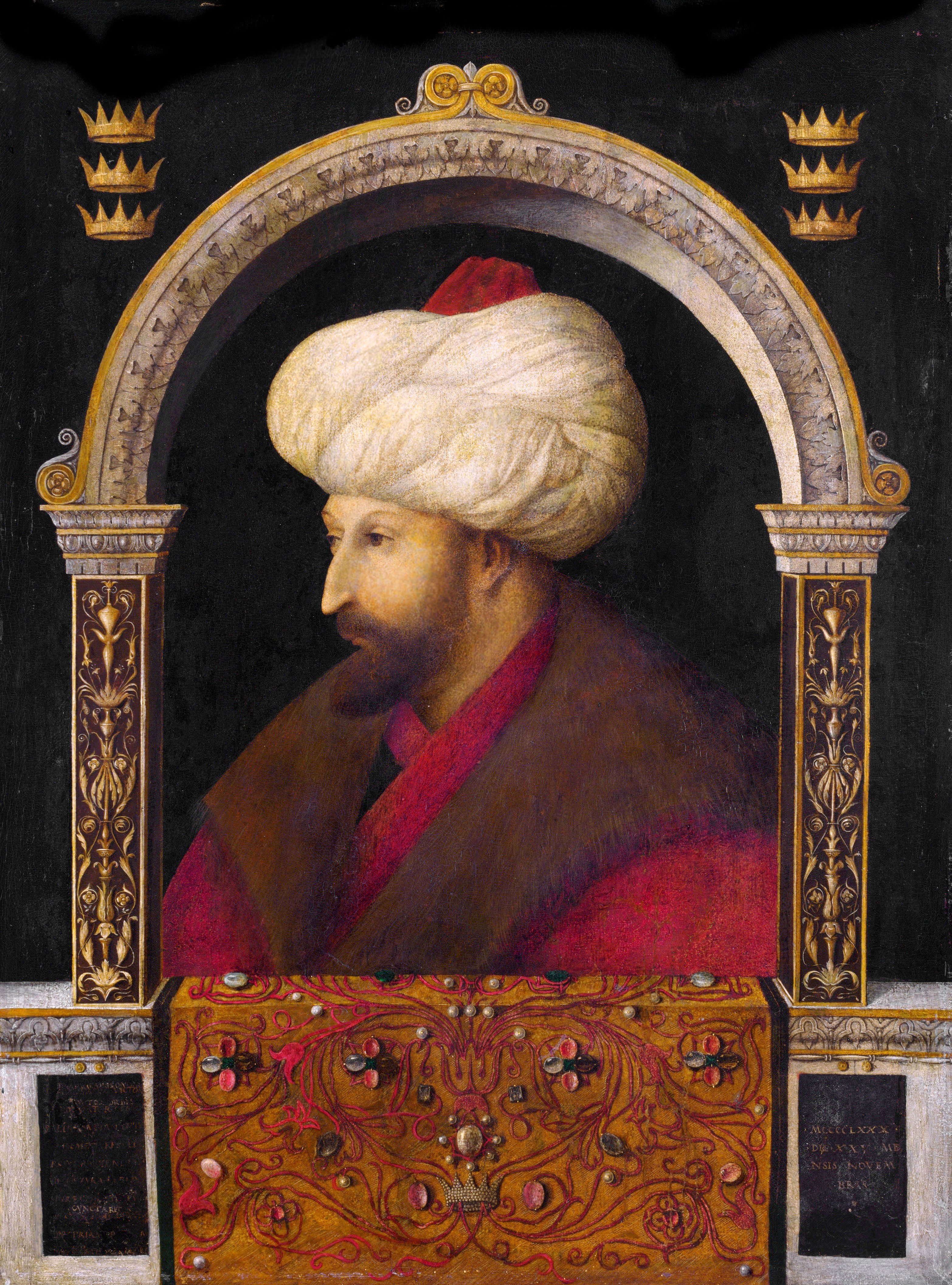
Mehmed II.

La péninsule est une nouvelle fois divisée entre Thomas Paléologue et Démétrios Paléologue. Thomas reçoit Sicyone, Patras, Kalávryta, l'Achaïe, Glarentza, la Messénie et Kalamata. Démétrios reçoit Mistra, Corinthe, le nord de la Morée, Karýtena et le Magne. Ce dernier avait à plusieurs reprises brigué la couronne impériale avec l'aide des Turcs et il ne tarde pas, en Morée aussi, à entrer en conflit avec son frère Thomas.
La chute de Constantinople et la mort de l'ancien despote et dernier empereur Constantin XI, affectent Mistra. Des événements internes au Péloponnèse assombrissent un peu plus l'avenir des Grecs. Déjà, l'année précédente, en 1452, la péninsule est ravagée par un nouveau raid des Turcs qui pillent les campagnes et épargnent bien souvent les villes. En 1453, on assiste à un soulèvement des Albanais présents dans le Péloponnèse. Pendant plus d'un siècle, Manuel Cantacuzène et Théodore Paléologue avaient accueilli de nombreux Albanais chrétiens, à la fois pour leurs qualités de travailleurs agricoles mais aussi comme soldats. Ils forment d'ailleurs la majeure partie des armées des différents despotes. Mais, malgré le temps passé, ces Albanais continuent à vivre séparés du reste de la population et ne ressentent pas, de la part de Thomas et Démétrios, le même soutien qu'avec leurs prédécesseurs. Ils se révoltent en ayant pour chefs Asan Centurione (fils illégitime du dernier prince d'Achaïe et beau-frère de Thomas par sa sœur Catherine) dans les provinces de Thomas, et Manuel Cantacuzène (petit-fils du despote Mathieu), appelé Ghin par les Albanais, dans les provinces contrôlées par Démétrios. L'armée de Manuel assiège rapidement Mistra.
Alerté par les despotes, et peu enthousiaste à l'idée de voir se former un État albanais dans le Péloponnèse, le Sultan envoie une nouvelle fois son armée, sans laquelle les despotes n'auraient sans doute pas pu reprendre le contrôle de la Morée. Mais leur pouvoir est de plus en plus faible, en partie à cause des querelles entre les deux frères. Las de celles-ci, le Sultan arrive à la mi-mai 1460 à Corinthe et ordonne à Démétrios de venir le rencontrer. Dix-huit mois plus tôt, le sultan avait demandé à Démétrios de lui offrir sa fille, ce qu'il avait refusé. Par peur de représailles, il ne se présente pas en personne à l'entrevue et envoie sa fille en sécurité derrière les murs de Monemvasia.
Le 29 mai 1460, sept ans jour pour jour après la chute de Constantinople, les habitants de Mistra peuvent voir l'armée turque descendre les pentes du Parnon et se diriger vers la ville. Elle s'installe sous ses remparts le 30 mai. Le sultan envoie son secrétaire grec, Thomas Katavolenos, persuader Démétrios de se rendre sans résistance et d'abandonner son projet de fuir vers Monemvasia. Le 31 mai, le sultan en personne arrive à Mistra et invite le despote à sa tente. Il lui offre un apanage en Thrace en échange de la perte de la Morée, de sa fille et de sa femme, qu'il doit livrer aux eunuques du sultan. Alors qu'en 1461, les Turcs finissent de conquérir le Péloponnèse, un gouverneur turc est installé dans le palais des despotes.

### Une capitale culturelle
À la fin du XIVe siècle, la majorité des Grecs vivent en territoire ottoman et de nombreux autres sont sous l'autorité des Vénitiens ou d'autres seigneurs italiens. L'empereur byzantin ne règne plus que sur un domaine diminué. Cependant, Constantinople continue à attirer les intellectuels de l'Empire, qu'ils soient théologiens, historiens ou scientifiques. De plus, elle accueille aussi de nombreux Italiens, attirés par l'étude du grec ancien.
Jusqu'à la révolution des Zélotes au milieu du XIVe siècle, Thessalonique est également réputée pour son érudition. Plus à l'est, l'empire de Trébizonde possède ses propres écoles réputées dans l'étude des mathématiques et de l'astronomie, bien que de nombreux érudits s'installent à Constantinople. À la fin du XIVe siècle, Mistra devient une capitale culturelle.
Déjà, l'action et l'influence de certains personnages, dont l'abbé Pacôme, avaient permis de faire venir de Constantinople des artistes afin de réaliser les monuments religieux de la ville. Avec l'obtention du rang de capitale du Péloponnèse, Mistra attire l'attention des intellectuels byzantins. Au milieu du XIVe siècle, le théologien Démétrios Kydones, secrétaire, premier ministre et ami de Jean VI s'y établit. Il y introduit les textes de Saint Thomas d'Aquin. La présence de despotes eux-mêmes érudits, tels que Manuel et Mathieu Cantacuzène, facilite également l'implantation d'intellectuels dans la ville. Les fréquentes visites de leur père, l'empereur Jean VI, considéré comme un des plus grands érudits de son temps, ajoutent au prestige de la ville. Si la majeure partie des textes copiés en Morée jusqu'au XIVe siècle ne sont que des textes religieux, théologiques, liturgiques, et quelques traités de médecine et de lois, l'installation d'une nouvelle aristocratie venue de Constantinople permet l'introduction d'œuvres classiques telles que les Vies parallèles de Plutarque, qu'un noble Thessalonicien arrivé à Mistra en même temps que le despote Mathieu, Démétrios Casandeno, se fait copier en 1362, l'Anabase d'Arrien (1370), Hérodote (1372), et des auteurs contemporains tels que Nicéphore Grégoras, qui maintient une relation épistolaire avec Manuel et Démétrios.

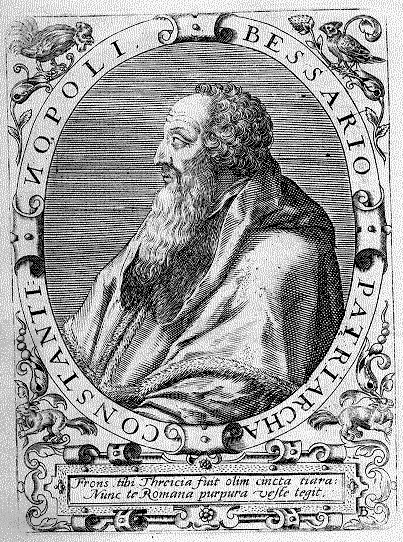
Jean Bessarion, grande figure intellectuelle du XVe siècle, passe plusieurs années à Mistra.

Cependant, ce qui confère à Mistra une renommée internationale parmi les érudits est la venue, au début du XVe siècle, du philosophe Gémiste Pléthon.
Pléthon, dont les idées déplaisent à l'Église, est invité à quitter Constantinople. Il s'établit à Mistra vers 1407, sur suggestion de son ami l'empereur Manuel. C'est à la même période que débute le despotat de Théodore II, le plus érudit des fils de Manuel. Pléthon, adepte de Platon, désapprouve la constitution démocratique de l'Athènes antique. Adepte de Lycurgue, il préfère la discipline spartiate et peut désormais vivre et enseigner tout près de la cité de Lycurgue. Excepté en 1438-1439, Pléthon passe le reste de sa vie à Mistra, y est membre du Sénat et magistrat. Il y meurt le 26 juin 1452, à l'âge de 90 ans.
Pléthon estime que le despote devrait avoir les pleins pouvoirs, tout en étant entouré d'un conseil d'hommes issus de tous les rangs de la société et choisis pour leur modération et leur dévouement. Pléthon préconise une division de la société en deux classes : les soldats et les payeurs de taxes (marchands, fermiers et paysans), pour supporter le coût de l'armée. Pléthon s'exprime également sur l'esclavage et estime que le despote et ses ministres ne devraient avoir qu'un nombre limité d'Hilotes.
La présence de Gémiste Pléthon à Mistra attire d'autres intellectuels. Dès 1409, un jeune ecclésiastique du nom d'Isidore est choisi pour réciter l'éloge funèbre en l'honneur de Théodore Ier. Élève de Pléthon jusqu'en 1413, il devient par la suite métropolite de Monemvasia, puis métropolite de Kiev et chef de l'Église russe, puis patriarche latin de Constantinople. George Scholarius se rend à Mistra à plusieurs reprises au cours des années 1430.
L'élève le plus célèbre de Pléthon est peut-être Jean Bessarion, qui arrive à Mistra en 1431 et y passe six années. Après son passage en Italie (1438-1439), des intellectuels italiens séjournent à Mistra. C'est le cas de Cyriaque d'Ancône, qui y séjourne à deux reprises.
Les auteurs contemporains, tels que Grégoras, Doukas, Critobule d'Imbros, Georges Sphrantzès et Laonicos Chalcondyle, sont conscients de l'importance stratégique du Péloponnèse pour l'Empire. Aussi décrivent-ils, dans leurs récits historiques, les événements qui s'y déroulent. L'historien Georges Sphrantzès se rend à Mistra en 1446 et y est même nommé gouverneur.

### L'occupation ottomane
Privée des despotes, de leur cour et des intellectuels qui la composaient, Mistra devient une simple capitale provinciale au sein de l'immense empire ottoman. La ville dépend du sandjak du Péloponnèse, dont elle est la capitale. Elle est même, jusqu'en 1540, la résidence favorite des pachas. À partir de 1540, et avec la prise de Nauplie, Mistra perd son statut de capitale, mais elle retrouve ce statut en 1574, après la capture des derniers bastions vénitiens en Grèce, moment où l'on divise le Péloponnèse en deux sandjaks, l'un basé à Patras, l'autre à Mistra.
Les Turcs semblent s'être installés dans la partie haute de la ville, le pacha vivant dans l'ancien palais des despotes. Sainte-Sophie, l'ancienne église du palais, est transformée en mosquée. La citadelle, au sommet de la colline, sert au logement d'une puissante garnison et du commandement militaire. Il est possible qu'on y trouve également une mosquée. Les Grecs occupent la ville basse. Les faubourgs, situés à l'extérieur (Exokorion en grec, Moratche en turc) de la ville, sont principalement habités de marchands étrangers. D'ailleurs, la petite communauté juive qui vivait là sous les despotes s'accroît largement pendant la période ottomane. Mistra reste le centre économique de la soie dans la vallée de Sparte, un commerce mis en place sous les Paléologue et encouragé par les Turcs. Les grandes familles qui composaient Mistra au temps des Byzantins, telles que les Phrangopouli ou les Rhallis, se sont exilées, la plupart dans les villes toujours occupées par Venise. Les petits propriétaires terriens restent sur leurs domaines et rejoignent rarement Mistra.
Contrairement aux autres régions du Péloponnèse ou de Grèce centrale, le sultan ne semble pas avoir distribué de terres à ses soldats autour de Mistra. En effet, il est alors courant de distribuer aux vétérans de larges fiefs, des zaimet ou des timars, en échange d'hommes équipés pour le combat. Une telle pratique ne semble pas avoir eu cours aux alentours de Mistra, ce que confirment les voyageurs qui passent, des siècles plus tard, dans la région, en écrivant que la vallée de Sparte n'est peuplée que de Grecs. Ceci fait qu'assez peu de Turcs vivent dans les villages autour de Mistra, à part dans les garnisons, les forteresses ou dans quelques centres administratifs. Mais, de manière générale, les villes du Péloponnèse sont autorisées à conserver leurs propres administrations municipales. Les taxes, basées sur la capitation, sont en général plus basses qu'au temps des despotes. Mistra, comme chaque ville du Péloponnèse, est autorisée à élire chaque année deux primats autorisés à se rendre à Constantinople pour faire part au sultan des persécutions ou des exactions commises par les gouverneurs locaux. De plus, chaque subdivision du Péloponnèse peut choisir, une ou deux fois par an, parmi la population, deux délégués chargés de discuter des affaires courantes avec le pacha.
Il est admis qu'au moins jusqu'au XVIe siècle, le joug turc n'est pas trop dur envers les Grecs. Cependant, la principale cause de ressentiment des Grecs est la « razzia des enfants » (paidomazoma en grec, devshirme en turc). Chaque famille chrétienne doit offrir un fils sur cinq pour être enrôlé comme musulman dans le corps des janissaires, unité d’élite de l’armée ottomane. Tous les quatre ans environ, ces enfants, âgés de 8 à 20 ans, sont ramassés dans les villages et sont imprégnés de culture turque dans des écoles spéciales afin de devenir janissaires. Bien que les familles doivent souvent se résigner dans la douleur à laisser partir leurs enfants, cet impôt du sang rencontre assez peu d’opposition, en raison de la répression féroce dont il s'accompagne : toute personne qui y fait obstacle est pendue sur-le-champ.
La période ottomane est une période de paix, comparée aux siècles précédents, marqués par des guerres incessantes. Il y a bien des affrontements entre Turcs et Vénitiens entre 1463 et 1479, puis de 1499 à 1503 et enfin de 1537 à 1540, mais ces guerres se passent la plupart du temps en mer. Seul Sigismond Malatesta, prince de Rimini, perturbe cette relative tranquillité en faisant le siège de Mistra en 1464. Il prend la ville, mais ne peut s'emparer du château. Contraint de lever le siège, il met le feu à la ville. Il emporte avec lui la dépouille de Gémiste Pléthon afin de la placer dans son pays d'adoption, l'Italie, dans le temple Malatesta, à Rimini.
Ces deux siècles de paix correspondent à deux siècles de prospérité pour la ville. Sa position géographique, à l'intérieur des terres, la préserve des conflits avec les Vénitiens, mais aussi de la menace pirate qui croît vers la fin du XVIe siècle. Les producteurs de soie fleurissent dans la vallée, les marchands étrangers viennent y vendre leurs produits et la présence périodique du pacha et de sa cour stimule l'activité des bazars. Le développement de la colonie juive semble indiquer que Mistra est un important centre commercial. Georges Guillet, au XVIIe siècle, fait état de la prospérité de la ville. Il décrit une ville aux murailles « fort bonnes et bien entretenues ». Elles ne sont défendues que par neuf ou dix pièces d'artillerie et par dix-huit ou vingt janissaires, commandés par un gouverneur militaire (Disdar en turc). Il ajoute qu'on trouve dans la ville de nombreux magasins, toujours bien fournis en blé. L'approvisionnement de la ville en eau se fait au moyen de citernes, au nombre de trois ou quatre selon l'auteur (Sarnitche en turc).

### Épisode vénitien

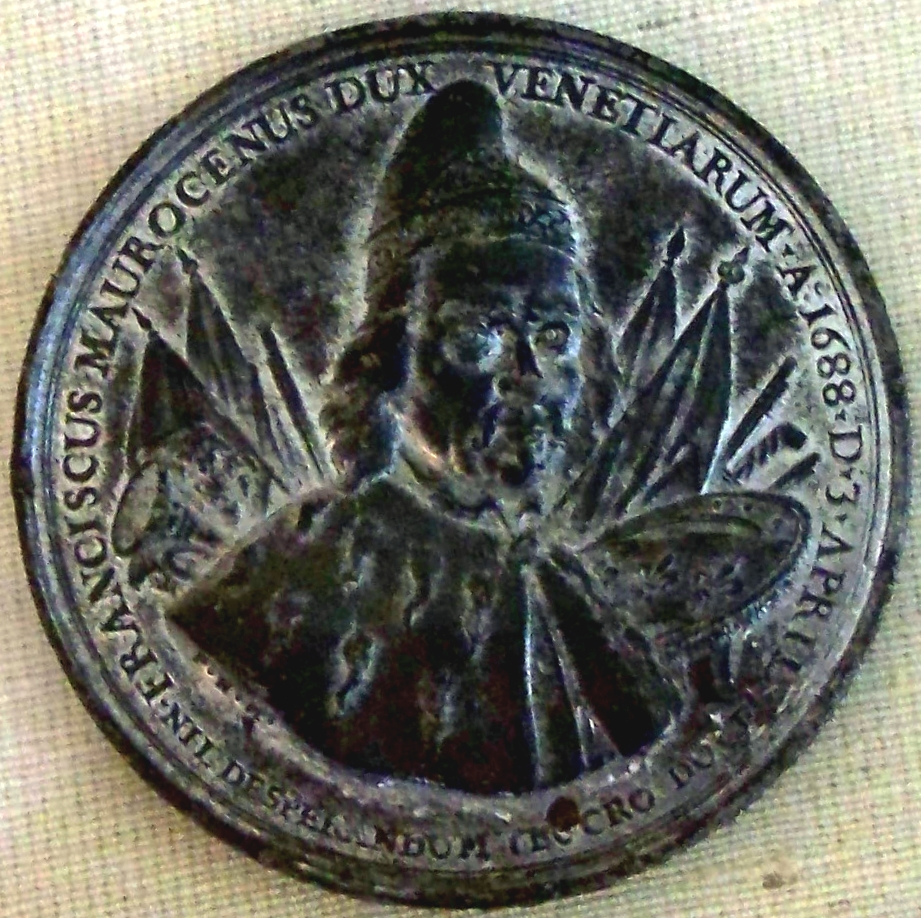
Médaille à l'effigie de Francesco Morosini commémorant la conquête de la Morée (1688).

Une guerre entre Vénitiens et Turcs éclate en 1684. Le dernier conflit en date, commencé en 1645 et achevé en 1669, avait entériné la perte de la Crète par les Vénitiens. Francesco Morosini avait essayé de soulever les Maniotes dans le Péloponnèse, mais Mistra et ses environs ne semblent alors pas avoir été touchés. En 1683, les Turcs subissent un revers devant Vienne et les Vénitiens pensent que le moment est propice pour réparer l'affront subi en Crète. Une armée composée de mercenaires allemands est placée sous les ordres de Francesco Morosini. Entre 1685 et 1686, elle capture d'importantes forteresses sur la côte, dont la capitale de la province, Nauplie, en 1686. Puis, elle conquiert l'intérieur de la péninsule et Mistra est l'une des dernières cités à tomber au cours de l'été 1687. 6 000 hommes l'assiègent sous les ordres du comte de Koenisgmark. Dans un premier temps, les habitants du Péloponnèse accueillent avec bienveillance leurs nouveaux maîtres. L'administration turque est devenue arbitraire et corrompue, et est moins bien contrôlée par Constantinople. Les Vénitiens jouissent, quant à eux, d'une bonne réputation concernant la tolérance religieuse. Les Grecs de Mistra ont pour exemple la colonie grecque de Venise, qui est prospère et possède sa propre Église orthodoxe, et de nombreux jeunes Grecs étudient à l'Université de Padoue.

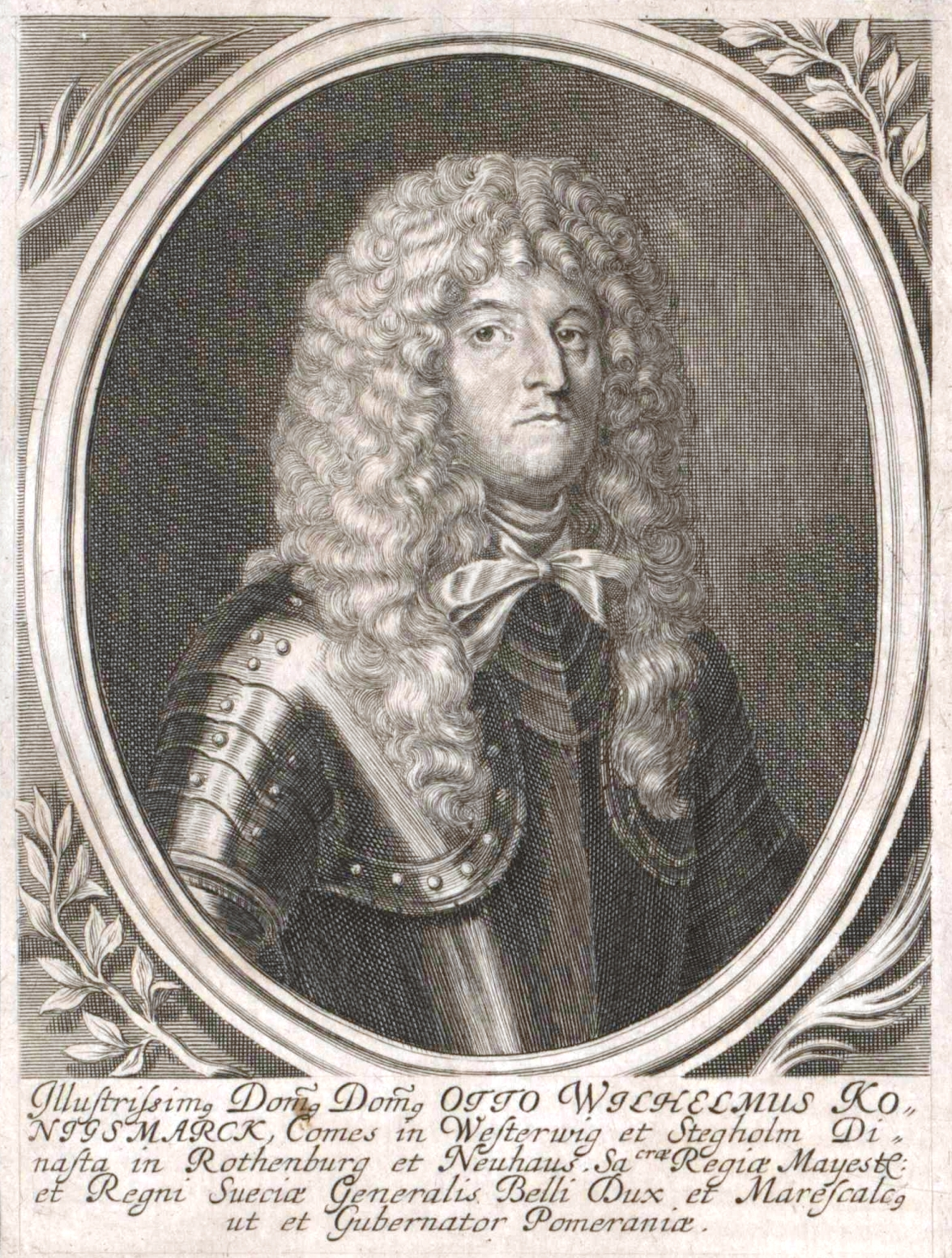
Otto Wilhelm de Kœnigsmark.

L'aura des Vénitiens se ternit dès 1687. Lors de la reddition de Mistra, les femmes et les hommes âgés sont laissés libres, alors que les hommes de 17 à 50 ans sont réduits en esclavage ou envoyés aux galères. Vient s'ajouter à cela une épidémie de peste qui touche l'ensemble du Péloponnèse. Les Grecs jugent les Vénitiens responsables de cette épidémie qui apparaît peu de temps après les campagnes de Morosini en 1687. Les autorités vénitiennes, qui avancent le chiffre de 200 000 habitants dans le Péloponnèse avant les campagnes, estiment à moins de 100 000 habitants la population à la fin de 1688. Des 2 111 villages recensés, 656 sont désertés. La vallée de Sparte semble avoir été moins touchée que les régions ouest de la péninsule, mais n'a pas été épargnée pour autant. Les Vénitiens mettent les habitants de Mistra en quarantaine, sains et malades, derrière les murs de la ville et confisquent chevaux et armes. Trente-deux personnes sont envoyées à Gythio et mises en quarantaine sur un navire.
En janvier 1688, un conseil de guerre basé à Nauplie, décide de punir les habitants de Mistra pour ne pas s'être rendus assez tôt, car si la ville est rapidement prise, la citadelle a résisté un certain temps. Ainsi, l'ancien pacha et plus de 2 000 habitants sont faits prisonniers et réduits en esclavage.

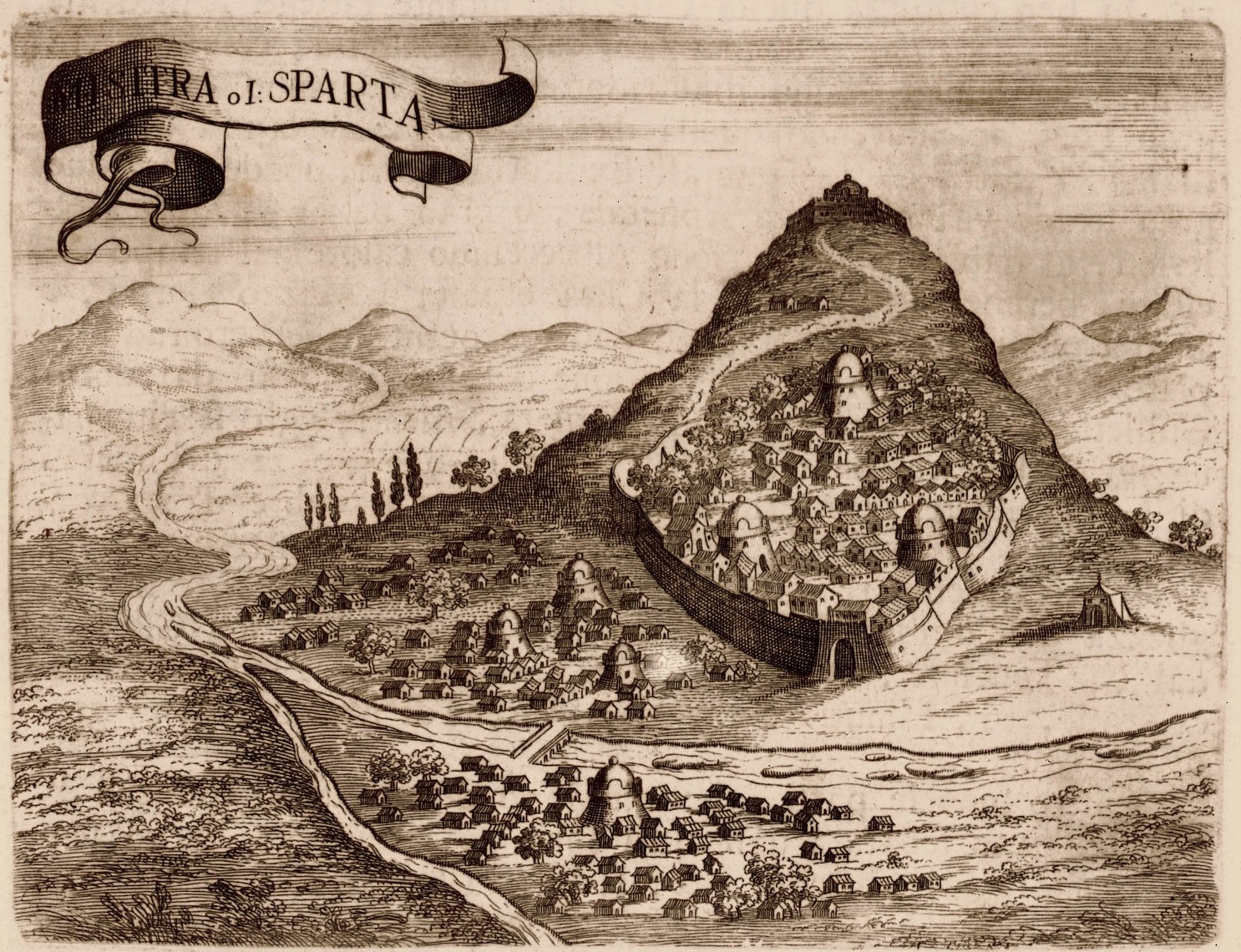
Vue de Mistra en 1686, par Coronelli.

Sous l'autorité des Turcs, les villes grecques pouvaient, dans une certaine mesure, s'autogouverner. Désormais, le provéditeur vénitien a la maîtrise complète des municipalités dont il a la charge. Monemvasia est devenue la capitale de la Laconie et six autres villes reçoivent un provéditeur, dont Mistra, qui n'a pas seulement la charge de superviser une province, mais aussi celle d'interférer dans les affaires des citoyens. Mistra reste une ville importante de la province, ne serait-ce que par sa population, que l'on estime à environ 40 000 habitants ou 42 000 habitants au début de la conquête vénitienne, dont 400 juifs, et elle est le chef-lieu de la province Braccio di Maina. Seule Patras serait plus grande, bien que Nauplie les dépasse toutes les deux sûrement peu de temps après.
Les taxes vénitiennes, collectées de façon efficace, sont plus élevées que celles prélevées par les Turcs jusque-là. Les nouveaux maîtres du Péloponnèse encouragent le développement de l'agriculture et des industries locales. En revanche, ils découragent les industries qui peuvent concurrencer les productions italiennes. Cette volonté touche particulièrement la région de Mistra, dont la prospérité était en grande partie due à l'industrie de la soie. De lourdes taxes s'abattent sur la soie locale afin de protéger les intérêts des producteurs de Vénétie, faisant monter les prix à tel point que les marchands étrangers quittent la région pour trouver une soie meilleur marché en Asie mineure.
Enfin, Grecs et Vénitiens s'opposent sur la question religieuse, bien que les Vénitiens souhaitent, dans un premier temps, montrer leur bonne volonté vis-à-vis de leurs nouveaux sujets. Ils leur laissent le droit d'élire leurs propres évêques et un unique évêché catholique est instauré, l'évêché de Corinthe, dont le titulaire siège à Nauplie. Mais l'Église orthodoxe du Péloponnèse est sous l'autorité du patriarcat de Constantinople. Or, le patriarche jure loyauté au sultan au nom des chrétiens placés sous son autorité. Les Vénitiens retirent donc au patriarche le droit de nommer ses évêques dans la péninsule et surtout le droit de récolter les dons des fidèles, afin d'empêcher le financement de l'armée ennemie.
Au cours de la période vénitienne, on ne note pas de soulèvement de la population, tant à Mistra que dans le reste du Péloponnèse. Les Maniotes préfèrent les Vénitiens aux Turcs à condition qu'on ne leur demande pas de s'acquitter des taxes et cessent, dès lors, de lancer leurs raids contre la vallée de Mistra.

### Le long déclin de Mistra
La présence vénitienne à Mistra est de courte durée. Dès 1714, les Turcs, en paix avec leurs autres voisins et ayant le soutien diplomatique de la France, dont les marchands espèrent développer leurs activités en Orient aux dépens de Venise, se préparent à prendre leur revanche. Ils peuvent aussi compter sur le manque de soutien de la population grecque aux Vénitiens. Au début de l'année 1715, une armée forte de 100 000 hommes traverse l'isthme de Corinthe, alors qu'une flotte traverse la Mer Égée, capturant au passage l'île de Tinos, possession vénitienne depuis trois siècles. Les Vénitiens privilégient la défense des forteresses situées sur la côte. Ainsi, Corinthe se rend après un bombardement de cinq jours.
Il semble que les Turcs soient accueillis favorablement par les Grecs, à la fois dans les villes et les campagnes. Ils retrouvent entre autres, avec les Ottomans, une imposition plus faible. Le pacha du Péloponnèse fait à nouveau de Mistra la capitale de la province et la population de la ville aurait, à cette époque, de nouveau atteint le chiffre de 40 000 habitants. Cependant, le retour ottoman marque une régression dans certains domaines. On note un retour à un gouvernement arbitraire et corrompu, ainsi qu'un déclin en matière d'éducation. Sous les Vénitiens, une génération de jeunes Grecs avait pu avoir accès aux écoles de Venise et de Padoue, ainsi qu'aux nombreuses écoles ouvertes par les religieux latins. Les Turcs, s'ils ne s'opposent pas à ces écoles chrétiennes, ne les encouragent pas pour autant.

#### Mistra et la révolution d'Orloff
En 1768, l'empire ottoman entre en guerre contre la Russie de l'impératrice Catherine II. Au début de l'année 1770, une flotte russe dirigée par Alexeï Orlov part de la mer Baltique, franchit le détroit de Gibraltar et arrive en avril à Ítylo (ou Porto-Vitalo) dans le Magne. Une petite troupe russe d'environ 800 hommes débarque, dirigée par le frère d'Alexis, Fiodor. L'évêque de la région, accompagné du métropolite de Lacédémone et de quelques guerriers de Mistra des alentours, se rend à la rencontre des Russes. Malgré la relative petite taille de cette armée, les Maniotes se réunissent et soulèvent la plaine de Kalamata. Féodor compose alors de Grecs et de Russes deux corps aux noms de légion occidentale et légion orientale de Sparte. Fiodor Orlov participe au siège de Coron, tandis que la légion occidentale marche vers l'Arcadie et que la légion orientale, menée par un jeune armateur du nom de Psaros, traverse le massif du Taygète, y refoulant les Turcs qui se réfugient dans Mistra. La garnison turque de Mistra est peu nombreuse et n'a pas reçu de renforts du pacha. Après quelques jours de résistance, les Turcs offrent leur reddition en échange du droit d'emmener leurs familles. Une fois la ville livrée, on assiste à un massacre des Turcs. Le métropolite et les prêtres de la ville interviennent afin de protéger les vaincus et en viennent à menacer d'excommunication toute personne portant atteinte à un Turc. Le métropolite parvient même à organiser une sorte de gouvernement dans Mistra, devenue le rendez-vous des paysans grecs. Cependant de nombreuses habitations turques, mais également grecques, sont pillées par les Russes.
La flotte russe quitte Ítylo dès le mois de juin 1770 et anéantit la flotte ottomane le 7 juillet 1770, au large de Chios. Mais Mistra se retrouve désormais seule face aux représailles ottomanes. Une armée de musulmans albanais est rassemblée dans le nord du Péloponnèse et marche sur la ville. Il s'ensuit un nouveau sac ; les maisons sont pillées avant d'être brûlées. Les Albanais ne font pas de distinction entre Grecs et Turcs, et de nombreuses maisons turques subissent le même sort. Les églises sont systématiquement pillées et nombreuses sont celles dont les dégâts sont si importants qu'elles deviennent hors d'usage. Même la forteresse au sommet de la ville est largement endommagée. S'il semble que les plus belles églises de la ville n'aient pas subi de dégâts irréversibles, la Métropole, en revanche, est largement affectée. De plus, le métropolite Ananias Lambardis est exécuté dans les jardins mêmes de l'édifice, pour avoir accueilli les Russes. Le Pacha ne retient pas l'intervention du métropolite en faveur des Turcs qui avaient failli être massacrés par les Russes. De nombreux autres Grecs sont tués et de nombreux enfants vendus comme esclaves. En moins de dix ans, la population de Mistra tombe à moins de 8 000 habitants, peut-être même 3 000 habitants.

#### Mistra et la Guerre d'indépendance grecque
La révolution d'Orloff prend fin en 1774 avec le traité de Küçük Kaynarca, qui donne des avantages à la Russie au Levant, et désormais Catherine II se désintéresse du Péloponnèse. De nombreux Albanais sont encore présents dans la péninsule au lendemain du conflit, sans doute 20 000, que même les différents pachas de la région ont du mal à maîtriser. Vers 1800, la population de Mistra atteint de nouveau les 15 000 à 18 000 habitants, dont un tiers de musulmans et un huitième de juifs. Une certaine prospérité semble retrouvée, en grande partie grâce à la production de soie. Ainsi, Pouqueville, vers 1800, estime la production totale de la région de Mistra à environ 875 000 piastres, ce qui la place en tête devant tous les districts du Péloponnèse, puisque le deuxième, celui de Patras, est évalué à 696 092 piastres. D'après Pouqueville, les Turcs ne semblent plus considérer la ville comme imprenable et les dégradations des fortifications montrent la baisse d'importance de Mistra. Dans les années précédant la révolution grecque, les inégalités s'accentuent. Ainsi, la politique fiscale ne prend pas en compte les importants changements de population que connaît la région : de nombreuses villes doivent acquitter une somme identique à celle payée quand la population était plus importante. Mistra, dont Brewer estime la population à 3 000 âmes, doit s'acquitter de taxes correspondant à une population de 8 500 habitants.

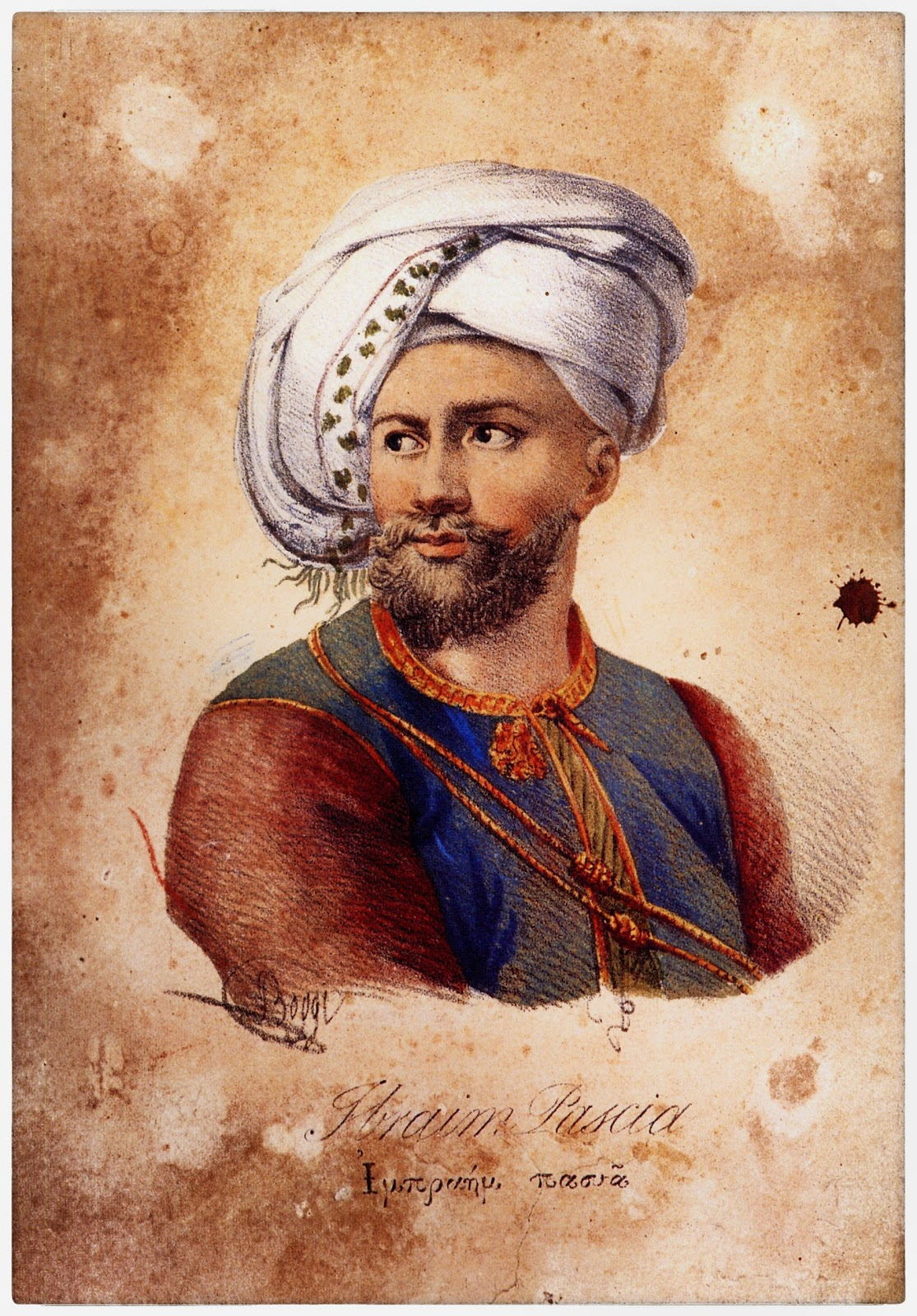
Ibrahim Pacha.

En 1821, éclate la guerre d'indépendance grecque. Germanós de Pátras lève l'étendard de la révolte et, dans toute la péninsule, on assiste à des soulèvements de la population grecque. Les Turcs se réfugient dans les cités fortifiées. Il semble inévitable qu'à Mistra les Grecs se soulèvent également : ils sont décrits par Pouqueville comme les seuls habitants de la Morée à « fixer le Turc d'un œil assuré » car ils sont « braves jusqu'à la témérité ». Les Turcs ne cherchent pas à résister dans la ville, et se réfugient dans la capitale du Péloponnèse, Tripolizza, apparemment sans être attaqués contrairement à ce qui se passe dans d'autres endroits ; une grande partie périt cependant ensuite lors du massacre suivant la chute de Tripolizza.
Si, pendant les premiers mois, la guerre d'indépendance semble tourner en faveur des Grecs, le cours des événements s'inverse par la suite et, en 1824, de peur de perdre le Péloponnèse, le sultan fait appel à son vassal Méhémet Ali, pacha d'Égypte, pour mater la révolte. Il nomme Ibrahim, le fils de ce dernier, pacha de Morée. L'armée d'Ibrahim, entraînée par des Français dont beaucoup ont servi sous Napoléon, est aussi efficace qu'une armée occidentale de l'époque, et s'avance facilement dans le Péloponnèse, brûlant les villages et massacrant la population. Mistra est détruite par l'armée d'Ibrahim, le 14 septembre 1825. Un officier britannique, le capitaine Hamilton, chargé de rencontrer Ibrahim Pacha dans le but de procéder à un échange de prisonniers, arrive à Mistra le soir du 14 septembre. Il est accompagné d'un religieux, Charles Swan, qui relate le spectacle auquel ils assistent. Ils aperçoivent de la fumée qui s'échappe en de nombreux endroits de la ville et, à mesure qu'ils s'en approchent, des flammes qui s'élèvent au-dessus des bâtiments. La ville est détruite, aucun habitant ne reste dans l'ancienne cité byzantine, hormis un chat et un chien. Seuls quelques Grecs pénètrent à leur tour dans la ville dans le sillage des deux Britanniques dans l'espoir de sauver quelque bien.

#### La fin de Mistra

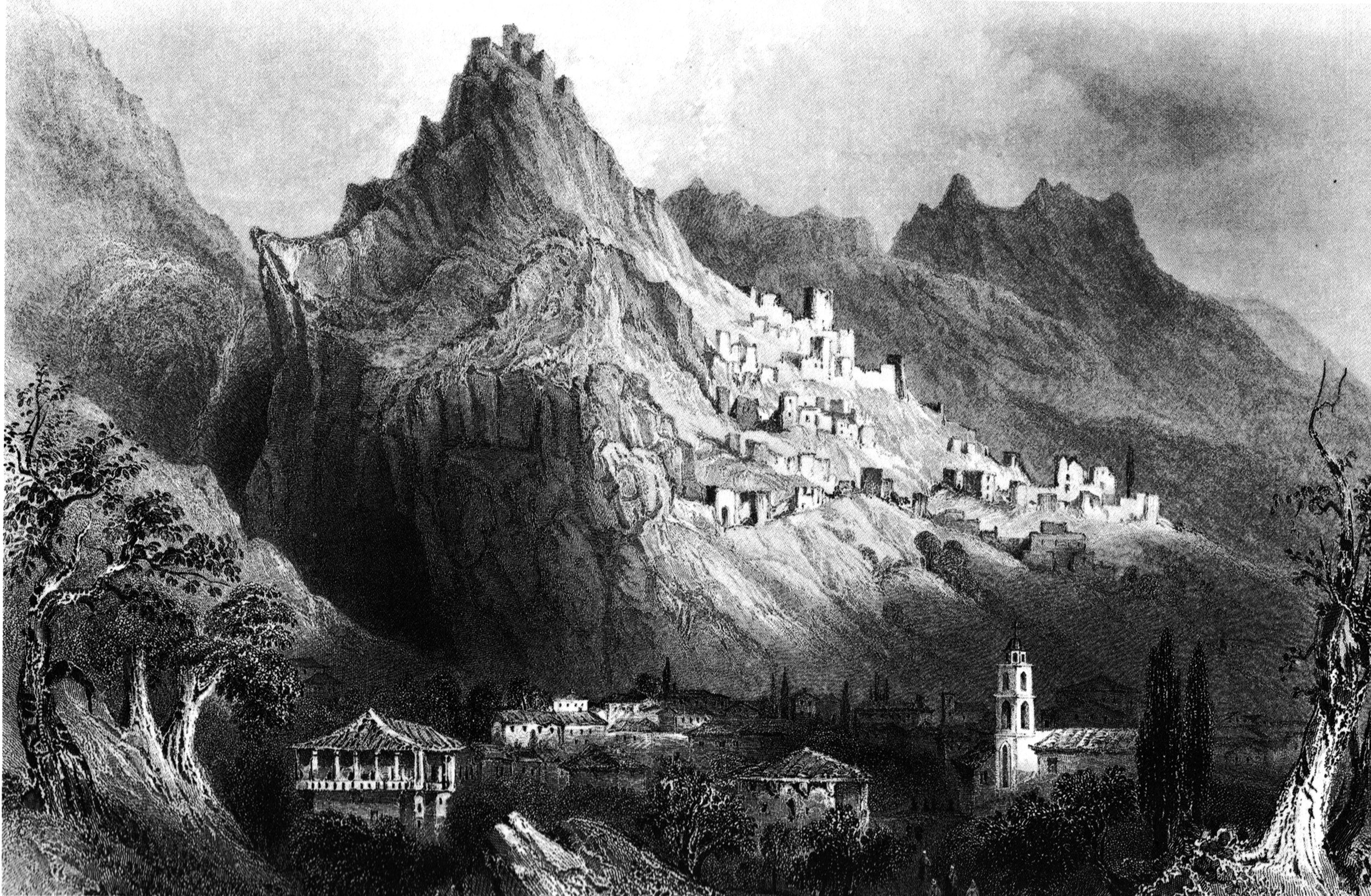
Vue des ruines de Mistra et du nouveau village vers 1850.

Cette fois, Mistra ne se relève pas de ses cendres. Les destructions subies sont trop importantes. En 1827, alors que la Grèce est dirigée par un gouvernement provisoire, les primats de la ville s'affrontent pour son contrôle, comme c'est le cas dans beaucoup de villes en cette période trouble. Après le départ d'Ibrahim Pacha du Péloponnèse, un corps expéditionnaire français dirigé par le général Maison essaie de restaurer les communications dans le pays et aide à la reconstruction des villes et des villages, mais Mistra reste en ruines.
En 1832, le royaume de Grèce est établi et Othon Ier arrive à Nauplie en janvier 1833. Après la destruction, il est nécessaire d'établir un nouveau centre administratif en Laconie. Après des siècles d'abandon, c'est Sparte qui est choisie par Othon et inaugurée en 1834. Les derniers habitants de Mistra abandonnent peu à peu les ruines de l'ancienne cité byzantine pour s'installer à Sparte ou dans le nouveau village de Mistra, construit dans la vallée, qui correspond aux faubourgs sud les plus éloignés de l'ancienne Mistra.
Lors de son passage à Mistra dans les années 1850, Edmond About ne parle que d'« une montagne escarpée, couverte du haut en bas de mosquées, de châteaux et de maisons écroulées ». Néanmoins, il semble qu'il y ait des restes de l'industrie de la soie largement développée sous les Turcs. Des quatre filatures de soie connues en Grèce, une est toujours établie à Mistra.

### Mistra de nos jours

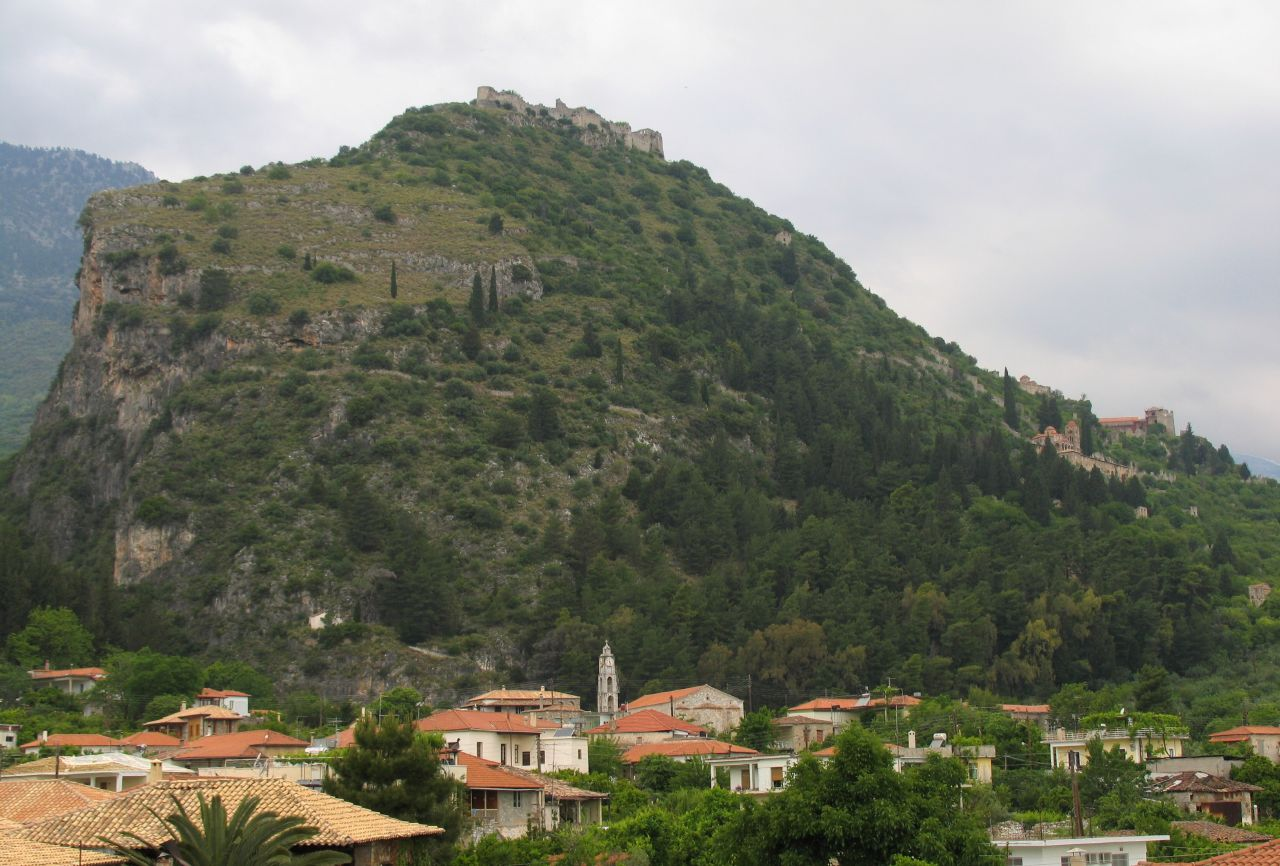
Le nouveau village de Mistra, au pied des ruines de la cité byzantine.

Le site de Mistra connaît ses premières restaurations au cours des premières décennies du XXe siècle et celles-ci sont interrompues avec la Seconde Guerre mondiale.
Au lendemain de celle-ci, la Grèce est secouée par la guerre civile. Bien que la région de Mistra soit plutôt en faveur des royalistes, la ville abrite quelques troupes communistes, qui occupent des maisons inhabitées de la vieille ville, et le couvent de la Pantanassa recueille les enfants de la ville basse. Encerclées par les troupes royalistes, les troupes communistes sont délogées du site. Dans la foulée, ou peu après, les derniers habitants de Mistra sont déplacés et les dernières maisons encore debout rasées. La cité byzantine est convertie en site archéologique en 1950 et un musée ouvre ses portes. Désormais, seules les moniales du couvent de la Pantanassa habitent sur le site.
Depuis 1989, Mistra est inscrit sur la liste du patrimoine mondial de l'UNESCO et le gouvernement grec attache une certaine importance à la promotion du site de Mistra, comme en témoigne l'exposition qui s'est tenue en 2001, conjointement à Athènes, Thessalonique et Mistra. En 2006, Mistra faisait partie des dix sites les plus visités de Grèce, avec 124 820 visiteurs.
| Année | Population | Évolution     | Population du dème |
| ----- | ---------- | ------------- | ------------------ |
| 1981  | 920        | -             |                    |
| 1991  | 525        | -395/-42,93 % | 4 592              |
| 2001  | 485        | -40/−7,7 %    | 4 608              |

### Mistra vue par les voyageurs et les philhellènes
Lorsque Cyriaque d'Ancône fait étape à Mistra en 1447, il se désole du fait que la Sparte glorieuse de Lycurgue et de Léonidas se soit éteinte pour laisser place à Mistra. Les écrits de Cyriaque d'Ancône ont pour conséquence de brouiller la vision des occidentaux et des voyageurs qui passent à Mistra dans les siècles qui suivent. Ainsi, la capitale du despotat de Morée est considérée comme étant construite sur le site même de la Sparte antique et les voyageurs pensent reconnaître en ses bâtiments ceux de l'ancienne cité.
Abraham Ortelius, cartographe flamand, confond Sparte et Mistra dans son Theatrum orbis terrarum et participe à la confusion naissante.
Au XVIIe siècle, l'identification des deux cités en tant qu'un seul et unique lieu est courante. Parmi les auteurs véhiculant cette idée, on trouve Georges Guillet. Pour celui-ci, la cité ne fit que changer de nom, passant de Sparte à Lacédémone, puis à Mistra à partir des derniers empereurs byzantins. Il s'appuie sur les textes de Polybe et de Strabon pour authentifier l'emplacement identique de Sparte et Mistra, partant du principe que Sparte fut construite « sur un terrain inégal » et que la taille de Mistra est à peu près équivalente à ce que décrit Strabon à propos de Sparte. Il fait remonter les murailles à l'époque de Nabis, comme l'attesterait Pausanias. Guillet ne donne pas de crédit aux éléments contradicteurs auxquels il se trouve confronté, comme la rivière Eurotas censée couler à l'ouest de Sparte selon Polybe, et non pas à l'est comme c'est le cas à Mistra. Guillet considère que ce ne sont que des erreurs de traduction et ne remet pas en question sa vision. Ainsi, il donne aux rues principales de Mistra le nom des rues de la Sparte antique : l'Aphétais et l'Hellénion. Le bazar est l'ancienne agora, la principale mosquée serait l'ancien temple consacré à Minerve et à Neptune (Aphalion). Sur la place du château sont censés devoir se trouver le portique des Persans (en grec Περσική Στοά), le temple d'Hélène, le temple d'Hercule, le temple de Vénus. Enfin, il voit, en un lieu appelé Platanon, l'île du Plataniste qui était un terrain d'exercices pour la jeunesse, ombragé par des platanes à Sparte. Cependant, pour Guillet, le château de Mistra n'est pas celui des rois de Sparte, visible au sommet d'une autre colline, mais bien celui des despotes.
Le cartographe italien Vincenzo Coronelli (1686) prend également Sparte pour Mistra.
Pouqueville, bien que convaincu que Sparte et Mistra sont deux cités bien distinctes et que la confusion vient « de conjectures vagues et souvent d'après l'autorité de quelques voyageurs », se voit obligé de répéter les théories avancées jusqu'ici et écrit que Mistra est bâtie des ruines de Sparte, induisant en erreur Chateaubriand. Cependant il s'étonne que puissent se trouver à Mistra les temples spartiates évoqués par Guillet.
Au début du XIXe siècle, la confusion est encore fréquente. Ainsi Chateaubriand, dans Itinéraire de Paris à Jérusalem, indique avoir d'abord cru visiter le site de Sparte alors qu'il se trouvait à Mistra. Mais l'écrivain français se ravise ensuite et rapporte dans son ouvrage des auteurs dont les écrits sont clairs sur la présence de deux villes distinctes. Il cite Francis Vernon (en), voyageur anglais qui, en avril 1676, écrit : « Sparte, dit-il, est un lieu désert : Misitra, qui en est éloignée de quatre milles, est habitée. On voit à Sparte presque toutes les murailles des tours et des fondements de temples, avec plusieurs colonnes démolies aussi bien que leurs chapiteaux. Il y reste encore un théâtre tout entier. Elle a eu autrefois cinq milles de tour, et elle est située à un demi-quart de lieue de la rivière Eurotas ». Il cite également Leroi, Spon, Fourmont, d'Anville, qui, eux aussi, distinguent Lacédémone de Mistra.
Pour Edmond About (milieu XIXe), la dissociation entre Sparte et Mistra ne semble pas tout à fait claire non plus car, s'il n'écrit pas précisément que les deux villes n'en forment qu'une seule, et s'il décrit les ruines antiques sur le site de Sparte qu'il distingue de celui de Mistra, il emploie cependant l'expression la Sparte du Moyen Âge pour désigner Mistra.
Mistra a également inspiré certains artistes ou auteurs. Ainsi, la seconde partie du Faust de Goethe, lorsque Faust rencontre Hélène, se déroule à Mistra. Goethe ne vint jamais en Grèce et ses connaissances topographiques sur la région sont faibles, mais c'est le symbole qui est recherché : la rencontre d'un monde antique et médiéval ne pouvait pas mieux se faire qu'à Mistra.
En 1906, Maurice Barrès publie Le Voyage de Sparte. Il se rend à Mistra, qu'il gravit et dont il relate l'ascension dans son livre. Barrès fait longuement allusion au Faust de Goethe et s'émerveille des ruines de Mistra qui « gonfle [son] âme de poésie ».

## Urbanisme et principaux monuments

### Édifices religieux

#### Métropole

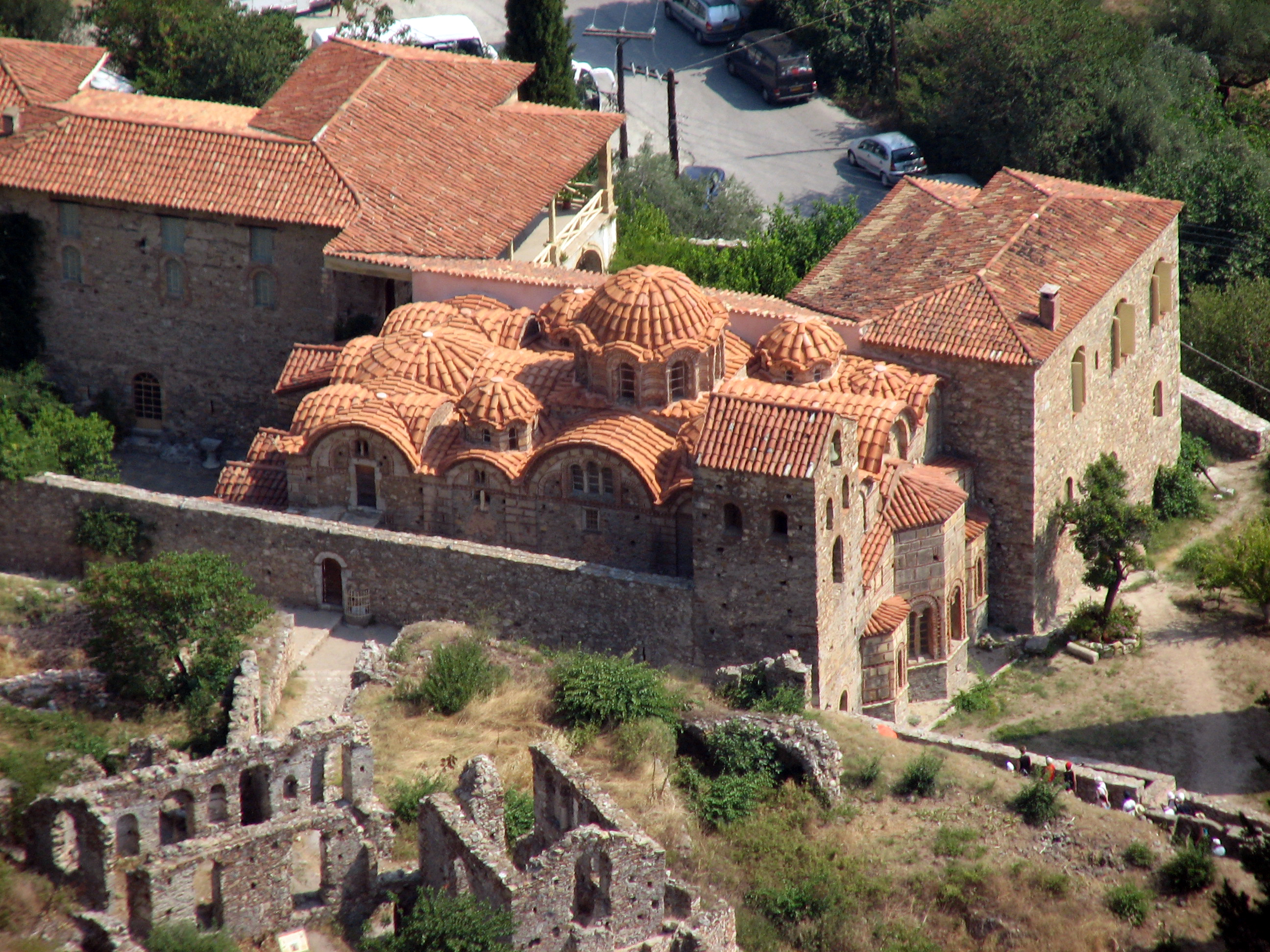
Vue d'ensemble de la métropole

L'ensemble des bâtiments qui forment la métropole se situe le long de la paroi intérieure de l'enceinte de la ville basse. Deux entrées mènent à l'intérieur de l'édifice : la première et la plus ancienne mène au gynaikonitis, ou galerie des femmes ; une autre se situe dans la rue qui longe le bâtiment sur sa façade sud. Une inscription qui dédie l'édifice à Nicéphore, proèdre de Crète et métropolite de Lacédémone, permet de dater le bâtiment de 1291-1292. Une autre inscription, sur le linteau de l'entrée principale, invite le lecteur à se souvenir de Nicéphore, fondateur de l'église. Un troisième rappel de l'œuvre du métropolite est gravé dans la première colonne à droite en entrant dans l'édifice et daterait de 1311-1312. Cette inscription précise que Nicéphore est le fondateur de l'église, qu'il restaura des moulins à Magoula, fit planter des oliviers et acheta les maisons près de l'église qui appartenaient à un certain Eugène le Chartophylax (plus tard évêque d'Amyclées). L'inscription s'achève sur une mise en garde envers quiconque chercherait à s'approprier les biens de l'église au risque de s'attirer les foudres des 318 Pères et de Nicéphore lui-même. Nicéphore serait Nicéphore Moschopoulos, métropolite de Crète, puis de Lacédémone vers 1286-1289 jusqu'en 1315. Cependant, Nicéphore n'est sans doute pas le fondateur des tout premiers bâtiments et n'aurait fait construire lui-même que le narthex. L'église aurait été fondée par Eugène, évoqué précédemment, entre 1263 et 1272 ; les peintures semblent relatives à un autre évêque, Théodore, et dateraient de 1272 environ.

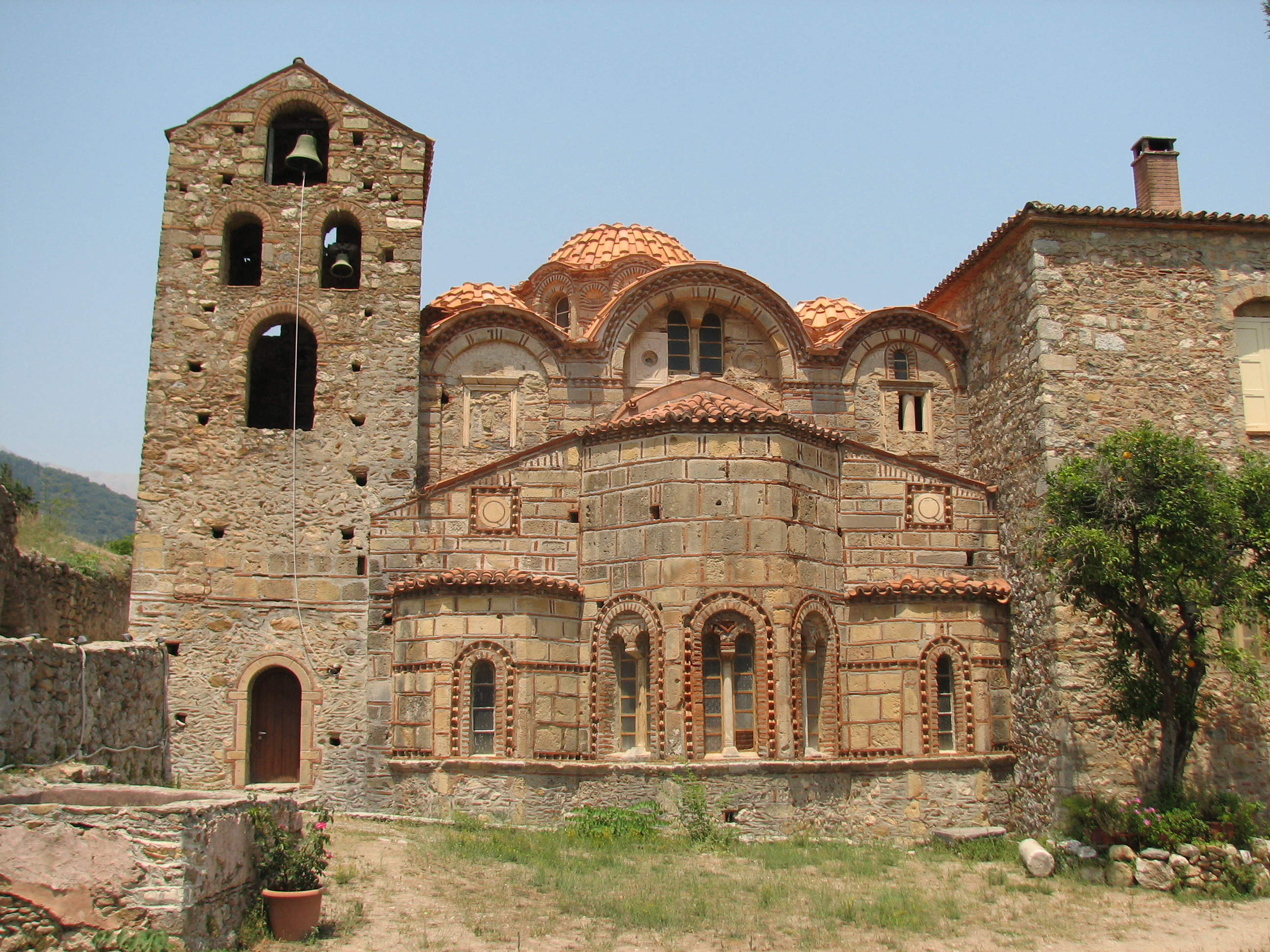
Façade est de l'édifice et beffroi. On peut remarquer les différences de style entre l'ancienne basilique (partie basse du bâtiment) et les rajouts du XVe siècle (partie haute).

La métropole est un mélange de deux types architecturaux : un plan basilical et un plan en croix avec dômes. L'église fondée par Nicéphore est de type basilical. Cette basilique, dédiée à Saint Démétrios, est divisée en trois nefs par deux rangées de trois colonnes, la nef centrale étant beaucoup plus haute que les deux autres. Au XVe siècle, Mathieu, évêque de Lacédémone, adopte pour la métropole le plan de la Pantanassa ou de l’Hodighitria, et fait enlever le toit pour y ajouter un étage et cinq dômes. L'édifice conserve son plan basilical au premier niveau et est doté d'un plan en croix à l'étage. Cette combinaison, inhabituelle dans l'art byzantin, est présente à deux reprises à Mistra : dans la métropole et l'Hodighitria. Cependant, concernant la métropole, ces modifications architecturales ne sont pas sans impact sur les fresques qui composent le premier niveau. Le toit ayant été enlevé, les personnages de la vie du Christ dépeints sur les murs sont décapités. Mathieu a laissé une trace de ses modifications sur la corniche ouest où l'on peut lire Mathieu, évêque de Lacédémone, fondateur.
Depuis l'extérieur du bâtiment, on peut voir les différences de style, en particulier sur la façade est, dont les absides datent de la première période. Le style est caractéristique de l'école helladique, à partir de la seconde moitié du Xe siècle, avec ses pierres entourées par une rangée de briques, et est même considéré comme un de ses plus beaux exemples. Au contraire, les ajouts du XVe siècle montrent l'influence de Constantinople.
En 1754, une cour fut ajoutée au nord de l'édifice par l'évêque Ananias, le même qui fut tué par les Turcs en 1760 devant l'église.
Concernant les sculptures, il est difficile de repérer une unité de style ou d'époque, la plupart des sculptures provenant d'ailleurs et simplement réemployées ici. Ainsi, les quatre chapiteaux de colonnes les plus à l'ouest sont du début de l'ère chrétienne, avec des motifs floraux, alors que les deux autres colonnes ne sont que des imitations plus tardives. Sur le mur externe sud, une frise comporte des éléments de périodes et de styles différents semblant provenir, au moins en partie, de l'ancienne église de Sparte.
Les peintures datant des dernières décennies du XIIIe siècle à la première moitié du XIVe siècle sont, quant à elles, riches en techniques et styles artistiques. Il semble qu'il n'y ait pas eu de programme établi par avance concernant les différentes fresques. La métropole étant dédiée à Saint Démétrios, la plus grande partie de l'aile nord dépeint la vie et le martyre du saint, transpercé de lances. Ces fresques montrent l'influence de l'école byzantine, alors que les fresques de l'aile droite utilisent plutôt les techniques du XIVe siècle de l'école macédonienne.

#### Brontochion
Au nord de la ville basse se trouvent les deux plus grandes églises de Mistra : Saints-Théodores et l'Hodighitria ou Aphendiko. La fondation des deux est liée à l'abbé Pacôme qui fut successivement abbé des Saints-Théodores, de l'Hodighitria, puis protosyncelle du Péloponnèse.
La première mention des Saints-Théodores se trouve dans un manuscrit de 1296, ce qui laisse penser que la construction date de 1290-1295. L'église est à nouveau mentionnée dans deux décrets impériaux dont le plus récent date de 1322. On ne trouve pas d'autre mention des Saints-Théodores. En revanche, on trouve plusieurs mentions de l'Hodighitria dont la première figure dans un manuscrit de 1311-1312 désormais à Moscou, puis quatre mentions de l'Hodighitria et de Pacôme dans des décrets de 1313, 1318, 1320 et 1322, ce qui montre l'importance grandissante de cette église. Ces décrets accordent aux monastères des domaines, des fermes, des villages et une franchise de taxes. Ces conditions permettent de comprendre comment, en une vingtaine d'années, ces deux monastères deviennent les plus beaux de Mistra.
Ces deux églises, quelques ruines et des parties de murs sont tout ce qui reste d'un ensemble de bâtiments qui formaient le grand monastère du Brontochion. Près de l'Hodighitria, on peut trouver au sud les ruines d'un long bâtiment de deux étages, sans doute le réfectoire, puis à l'ouest, deux rangées de cellules monastiques, enfin une tour de guet au nord. Le fait que l'on n'ait retrouvé des bâtiments fonctionnels qu'autour de l'Hodighitria et seulement des sépultures autour des Saints-Théodores laisse penser que l'Hodighitria était le bâtiment principal et que l'église des Saints-Théodores fut reléguée au rang d'église du cimetière des moines,.

##### Saints-Théodores

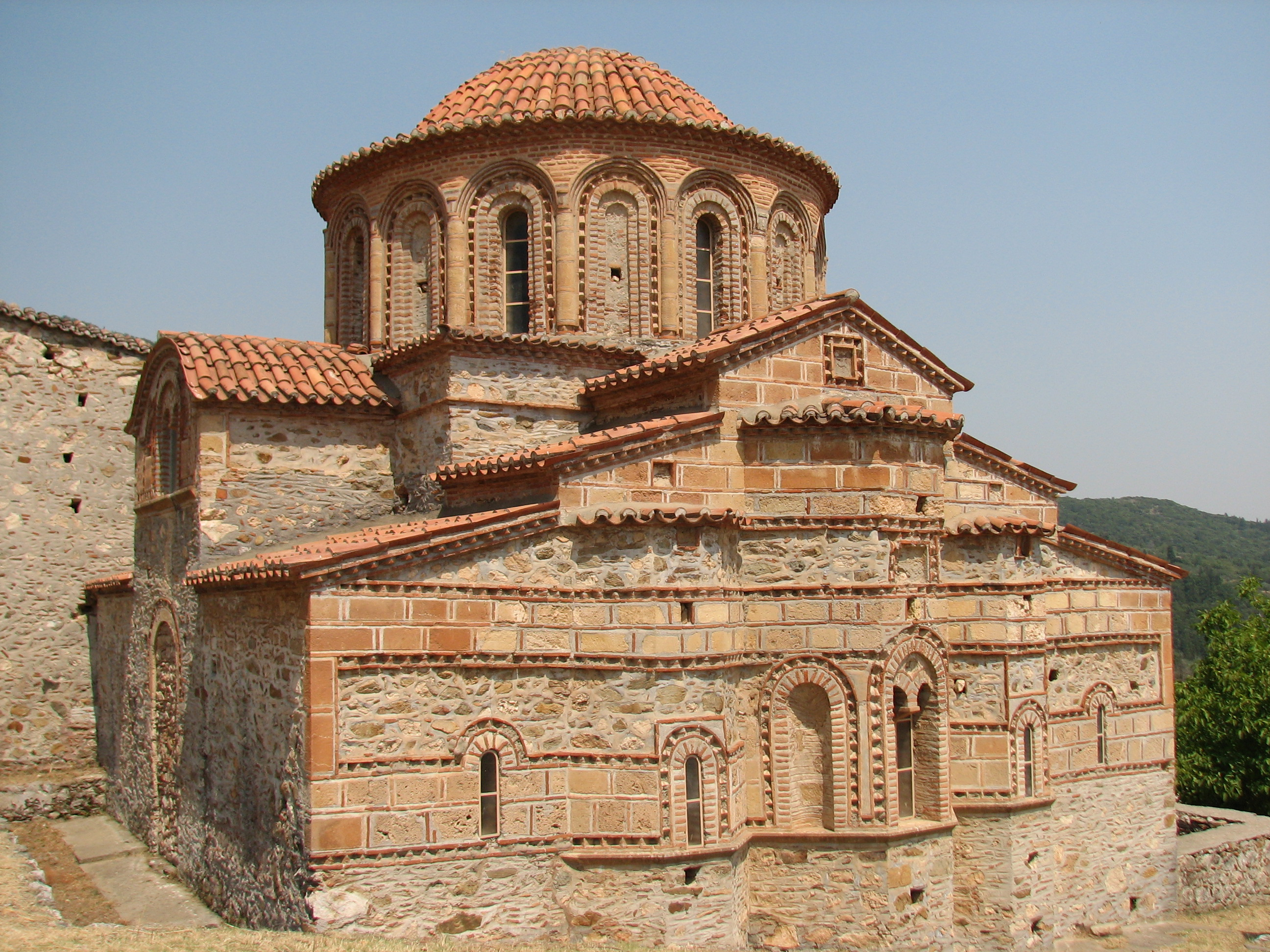
Façade est des Saints-Théodores. On peut apercevoir les lignes horizontales formées par les briques sur la façade afin de réduire la masse du dôme, imposante visuellement.

Saints-Théodores  est une église en croix grecque à dôme octogonal, de sorte que le dôme ne repose pas sur quatre arches comme il est de coutume en architecture byzantine, mais sur huit, qui décrivent un octogone. Ce type de construction, certainement originaire de Constantinople, est fréquent en Grèce dès le XIe siècle, comme à Hosios Loukas, Daphni ou Lykodémou. Au XIIIe siècle, Sainte-Sophie de Monemvasia est construite sur le même modèle et sert sûrement elle-même de modèle pour Saints-Théodores. L'église des Saints-Théodores est la dernière connue construite sur ce modèle.
Le dôme, imposant avec sa coupole et ses seize fenêtres, écraserait de sa masse l'ensemble du bâtiment si une technique inédite n'avait été expérimentée. La façade est, comportant trois absides, fut divisée en cinq zones formées des bandes horizontales entre le bas des fenêtres et le haut du bâtiment, afin de mettre en avant les lignes horizontales de l'édifice. Enfin, des toits qui montent, par étapes, du corps de l'église vers le dôme finissent d'amoindrir la masse imposante du dôme.

##### Hodighitria (Aphendiko)

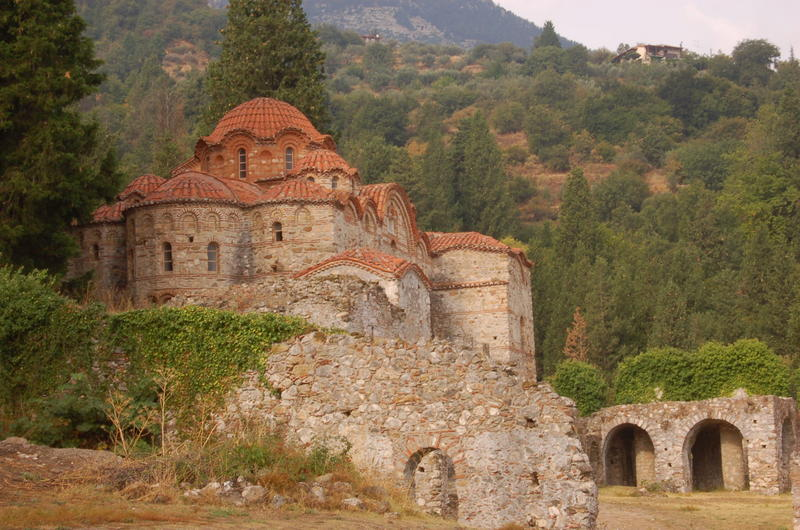
Église de l'Hodighitria.

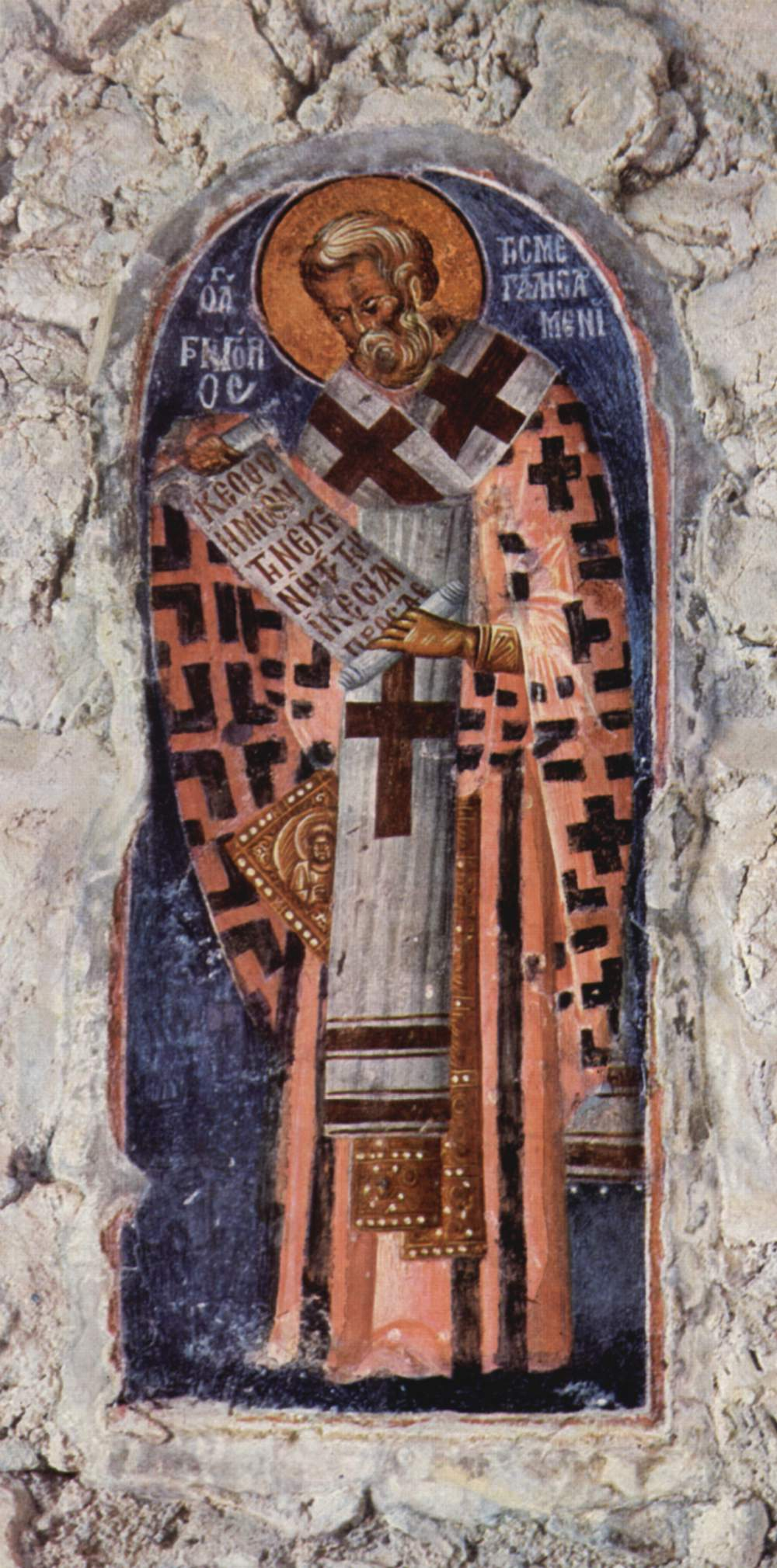
Saint Grégoire d'Arménie, église de l'Hodighitria.

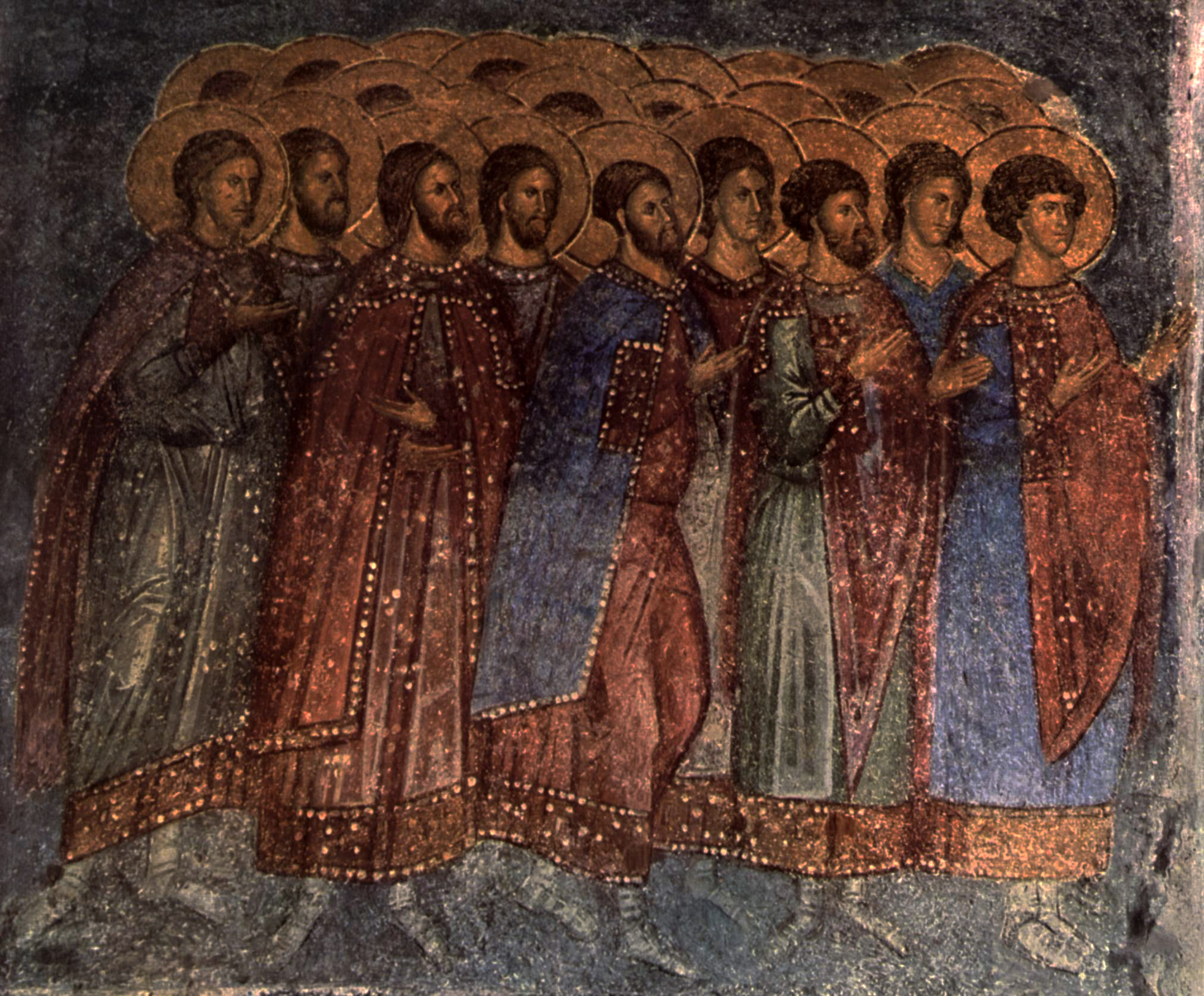
Fresque des martyrs, église de l'Hodighitria.

L'édifice fut assez bien préservé jusqu'à la fin du XIXe siècle. Vers 1863, la plupart des colonnes furent enlevées, causant l'effondrement du dôme et d'une partie des voûtes. Une restauration fut entreprise à partir de 1938 par Anastássios Orlándos.
Le premier niveau est une basilique, divisée en trois nefs par deux rangées de trois colonnes, alors que l'étage est une église en croix surmontée de cinq coupoles, chacune supportée par quatre colonnes. Ce système est supporté par les colonnades du rez-de-chaussée et de légers contreforts sur les façades extérieures du bâtiment.
Construite juste après la métropole et Saints-Théodores, l'Hodighitria est dotée d'éléments artistiques provenant de Constantinople et influence par la suite, à son tour, des constructions plus récentes tels que Sainte-Sophie et la Pantanassa, ou encore les travaux de Mathieu dans la métropole, puis d'autres églises locales autres qu'à Mistra.
Dans une chapelle au nord du narthex, on trouve la tombe du despote Théodore Ier entourée de deux fresques le représentant en tant que despote puis comme moine. La tombe de l'abbé Pacôme se trouve également dans cette église, sur la gauche de l'entrée.
Les décrets datant de 1313 à 1322, dans lesquels est mentionnée Mistra, sont repris en peinture dans une chapelle au sud du narthex. Les quatre murs sont couverts de haut en bas des copies des chrysobulles de l'empereur allouant au monastère de larges privilèges. De nombreuses fresques nous sont parvenues en assez bon état, comme les représentations d'évêques ou de prophètes ou bien les scènes de la vie du Christ. Elles dénotent, par leur style, une certaine indépendance vis-à-vis de l'art byzantin de l'époque, et sont peut-être soumises à une certaine influence de l'art franc.

#### Évangélistria

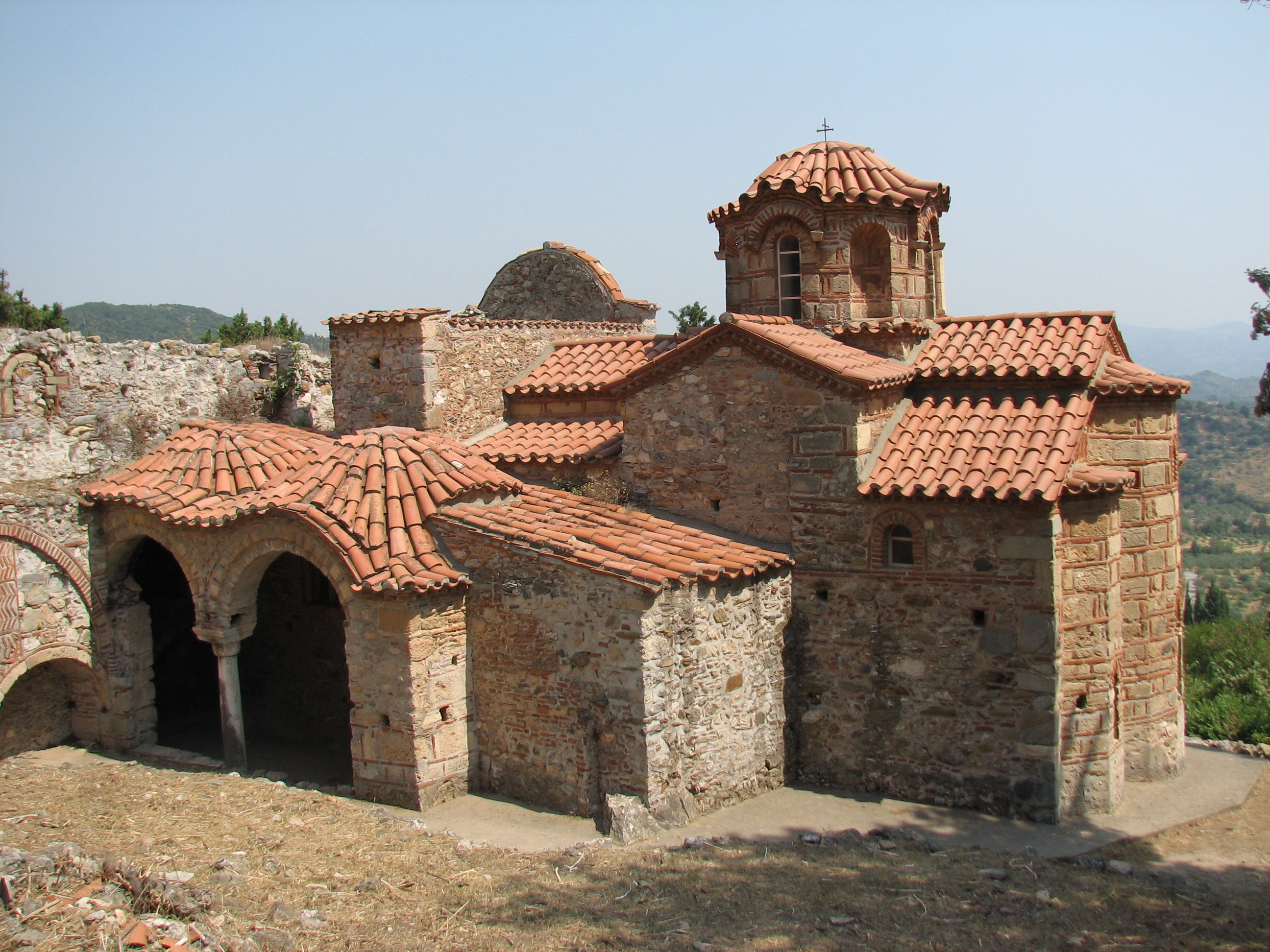
L'église de l'Évangélistria

L'Évangélistria est la seule église de Mistra pour laquelle on ne possède aucune information concernant son fondateur ou son restaurateur. Il semble cependant que les Turcs ne l'aient jamais transformée en mosquée, d'après des graffitis que l'on peut voir sur ses murs. On peut ainsi lire, « Nikiephoros, prêtre-moine d'Athènes, 1633 », ou encore, datant de 1711, « Grigorios, prêtre-moine, prit l'Ach... ». Sur le mur nord, une inscription du XVe siècle comporte le nom Sphrantzès, mais rien n'indique qu'il s'agisse de l'historien Georges Sphrantzès.
L'Évangélistria est une église construite avec un plan en croix comparable à ceux de la Péribleptos ou de Sainte-Sophie, bien que de taille inférieure. Les sculptures intérieures y sont remarquables par leur unité de style, ce qui fait penser qu'elles ont été spécialement dessinées pour cette église. Seul le style des sculptures permet une éventuelle datation de l'édifice : probablement de la fin du XIVe siècle ou début du XVe siècle.

#### Chapelle Saint-Georges
La chapelle Saint-Georges (Agios Giorgios) est une chapelle privée restée intacte depuis l'époque byzantine.

#### Sainte-Sophie

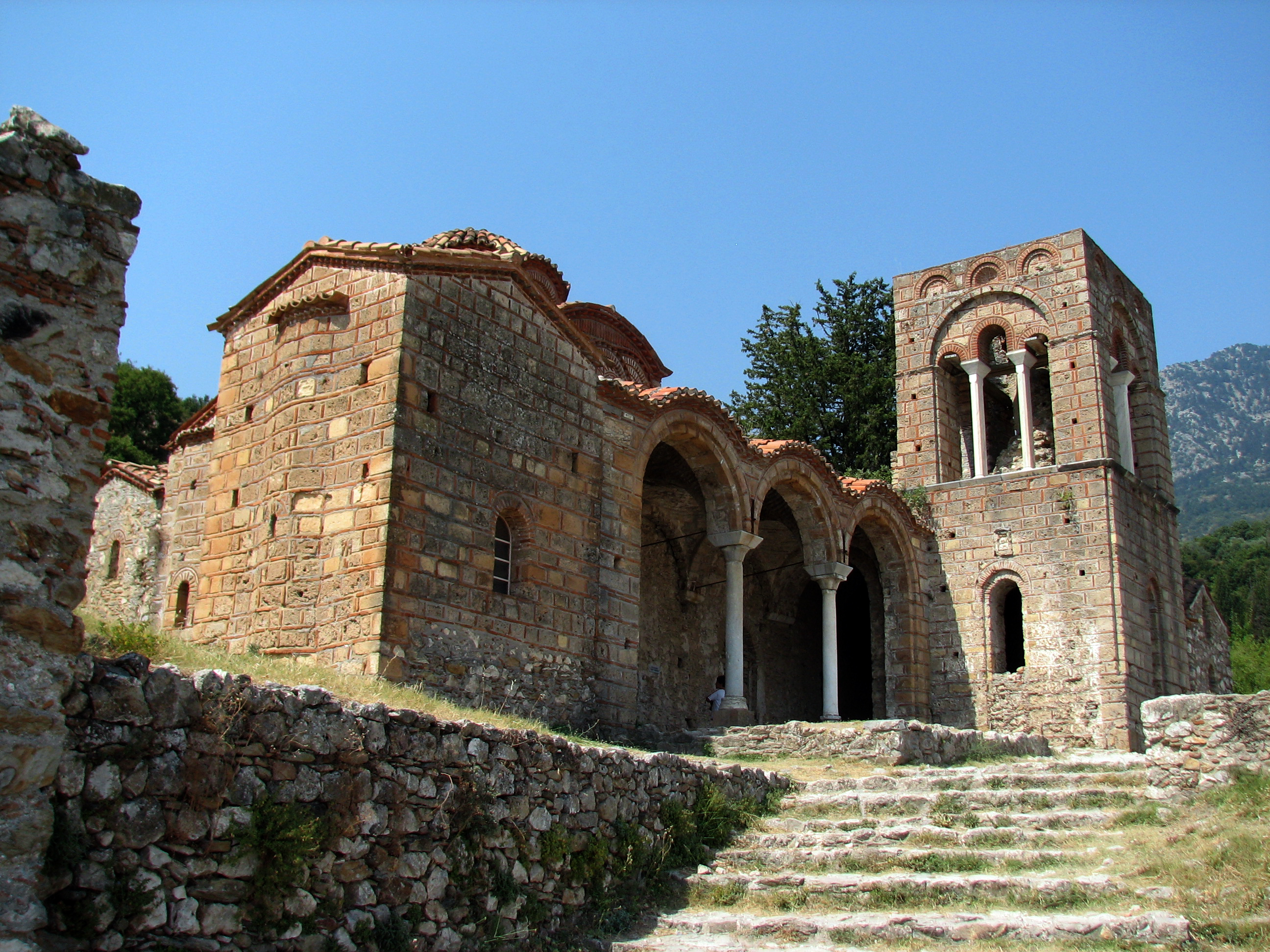
Église Sainte-Sophie, façade nord avec sa colonnade et sa tour.

L'église Sainte-Sophie (Aghia Sophia, en grec Αγία Σοφία) fut construite par Manuel Cantacuzène, le premier despote de Morée, afin de lui rappeler la capitale de l'empire et sa grande église Sainte-Sophie de Constantinople. Sur le chapiteau d'un des piliers, à l'intérieur de l'édifice, on peut voir un monogramme identifiant Manuel, ainsi que l'aigle bicéphale byzantin. Elle est parfois identifiée comme l'église du Christ zoodite (dispensateur de vie), fondée par Manuel. Un décret patriarcal de 1365 permet sa transformation en catholicon d'un monastère. Ainsi, on peut dater sa construction entre 1351 et 1365. L'église Sainte-Sophie aurait été le lieu de sépulture d'au moins deux membres de la famille impériale : Théodora Tocco, l'épouse de Constantin Paléologue, enterrée en 1429,, et Cléope Malatesta, l'épouse du despote Théodore, vers 1433. Leurs tombes, de petite taille, se situaient sans doute à l'extérieur du bâtiment.
L'archéologue Anastássios Orlándos restaura cet édifice, alors dans un état de délabrement avancé, faisant reconstruire entre autres le dôme et la colonnade nord.

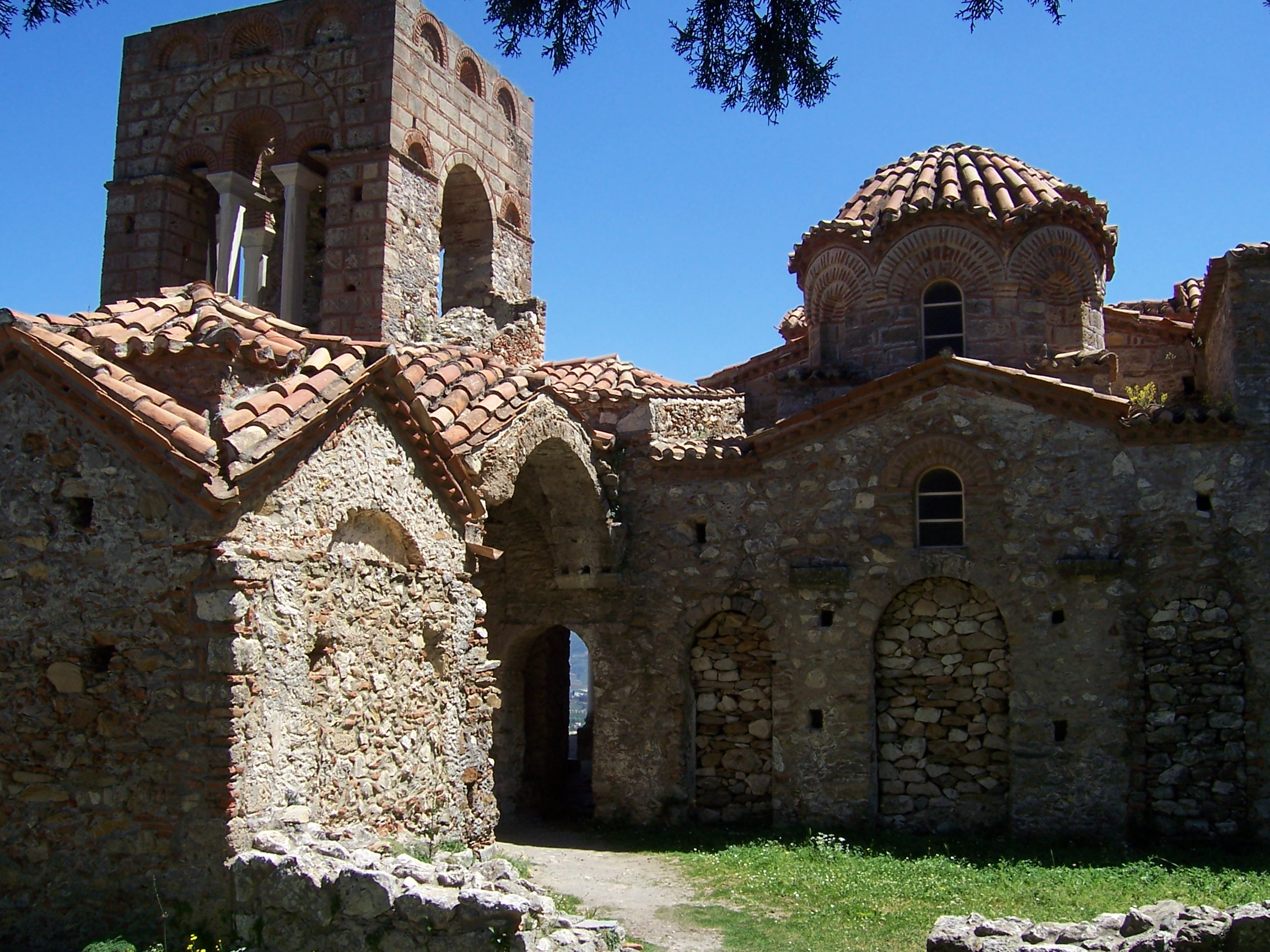
Église Sainte-Sophie, façade ouest. On devine la cour formée autrefois par la colonnade désormais disparue.

Sur le plan architectural, Sainte-Sophie possède, tout comme la Péribleptos, un plan en croix grecque inscrite simple, un large narthex et un dôme central relativement bas, de sorte qu'il domine l'ensemble du bâtiment. Sainte-Sophie se distingue par ses proportions, hautes et étroites, ce qui accentue l'impression de hauteur, un élément peu commun dans l'architecture byzantine. La lumière ne parvient à l'intérieur de l'édifice que par quelques ouvertures étroites dans le dôme et au bout de chaque bras de la croix formant le bâtiment.
Les façades nord et ouest ont été dotées de colonnades. Celle du nord, donnant sur la vallée de l'Eurotas, a été reconstruite, alors que celle de la façade ouest est aujourd'hui en ruine. Sur la façade nord, on trouve également une tour, qui comportait trois étages à l'origine, mais dont deux seulement nous sont parvenus, tout comme l'escalier qu'elle contient. Cette tour fut convertie en minaret pendant l'occupation ottomane, et l'église en mosquée.
Les éléments de décoration sculptés qui nous sont parvenus sont assez peu nombreux. Seul le chapiteau d'une colonne est décoré d'une rangée de motifs floraux et, au centre, on trouve le monogramme de Manuel évoqué plus haut. Pour Chatzidakis, l'exécution semble plutôt sommaire et refléterait le travail d'artistes provinciaux.

#### Péribleptos

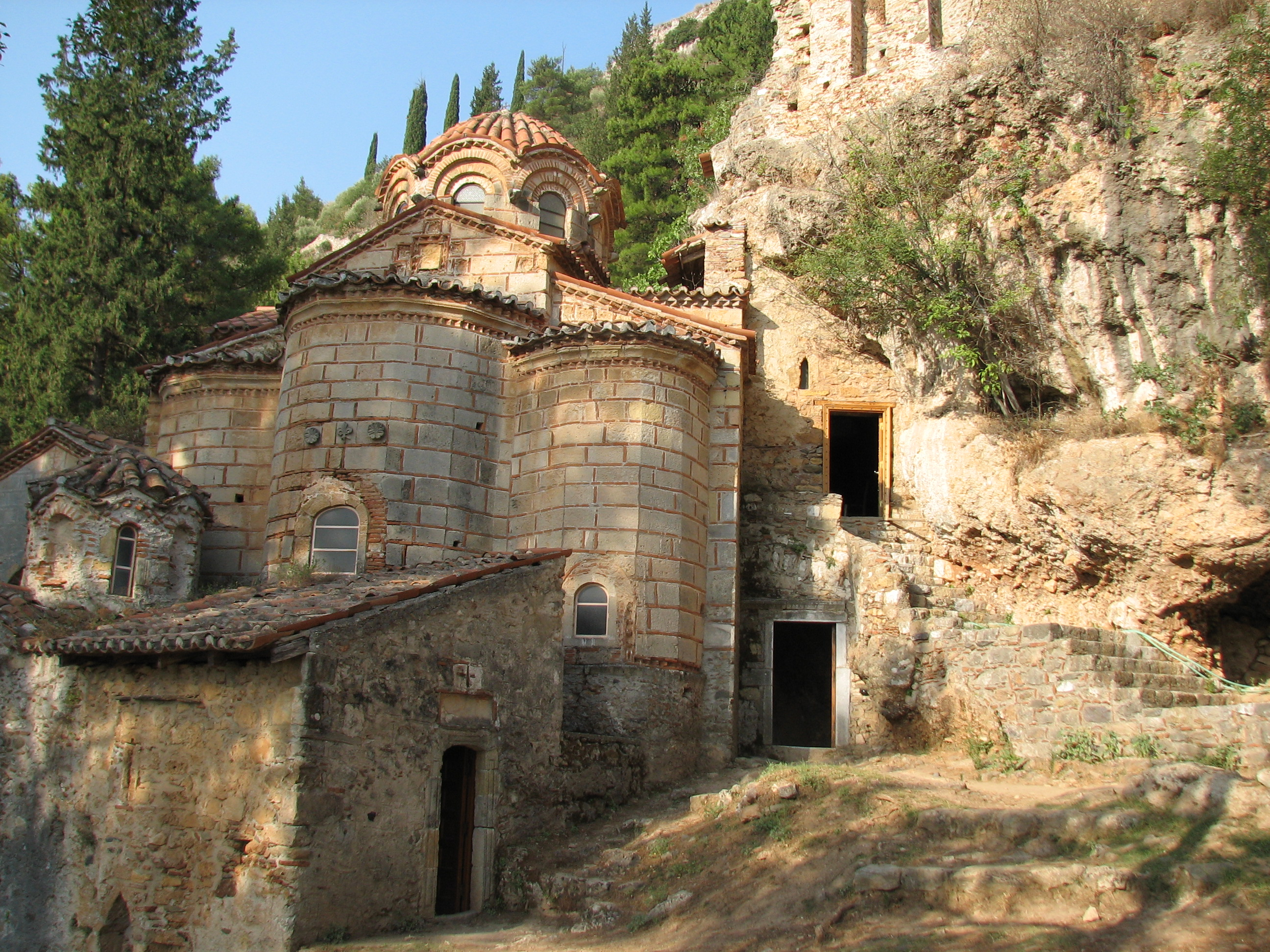
Monastère de la Péribleptos.

Le monastère de la Péribleptos est situé dans l'angle sud-est de l'enceinte extérieure de la ville, et est construit à flanc de falaise. On peut même dire, dans une certaine mesure, sous la paroi rocheuse. Il y a peu de sources concernant l'histoire de ce monastère et les informations sont maigres. On possède cependant deux indications concernant les fondateurs de l'édifice : sans doute un couple de nobles, représenté sur le mur ouest du rez-de-chaussée. Un autre monogramme au-dessus de la porte menant au narthex, plus tardive, porte la mention « de Léon Mavropapas » ; les Mavropapas étant une famille de notables de Mistra.
On trouve également un bas-relief avec deux lions rampants, de chaque côté d'un monogramme comportant l'inscription Péribleptos, que l'on peut traduire par « celle qui est admirée ». Sur ce bas-relief apparaissent également des fleurs de lys que l'on retrouve en divers autres endroits, gravées aussi bien à l'extérieur qu'à l'intérieur des absides. Ces lys étaient probablement l'emblème de la famille fondatrice de l'édifice et rappellent fortement l'influence franque.
L'explication de l'emplacement peu commun de ce monastère résiderait dans le fait qu'un lieu de culte chrétien, plus ancien, se serait établi dans la grotte, à l'ouest du bâtiment, qui est maintenant la chapelle Sainte-Catherine. Le monastère de la Péribleptos aurait été construit au XIVe siècle avec, pour but, le développement de l'autel primitif.

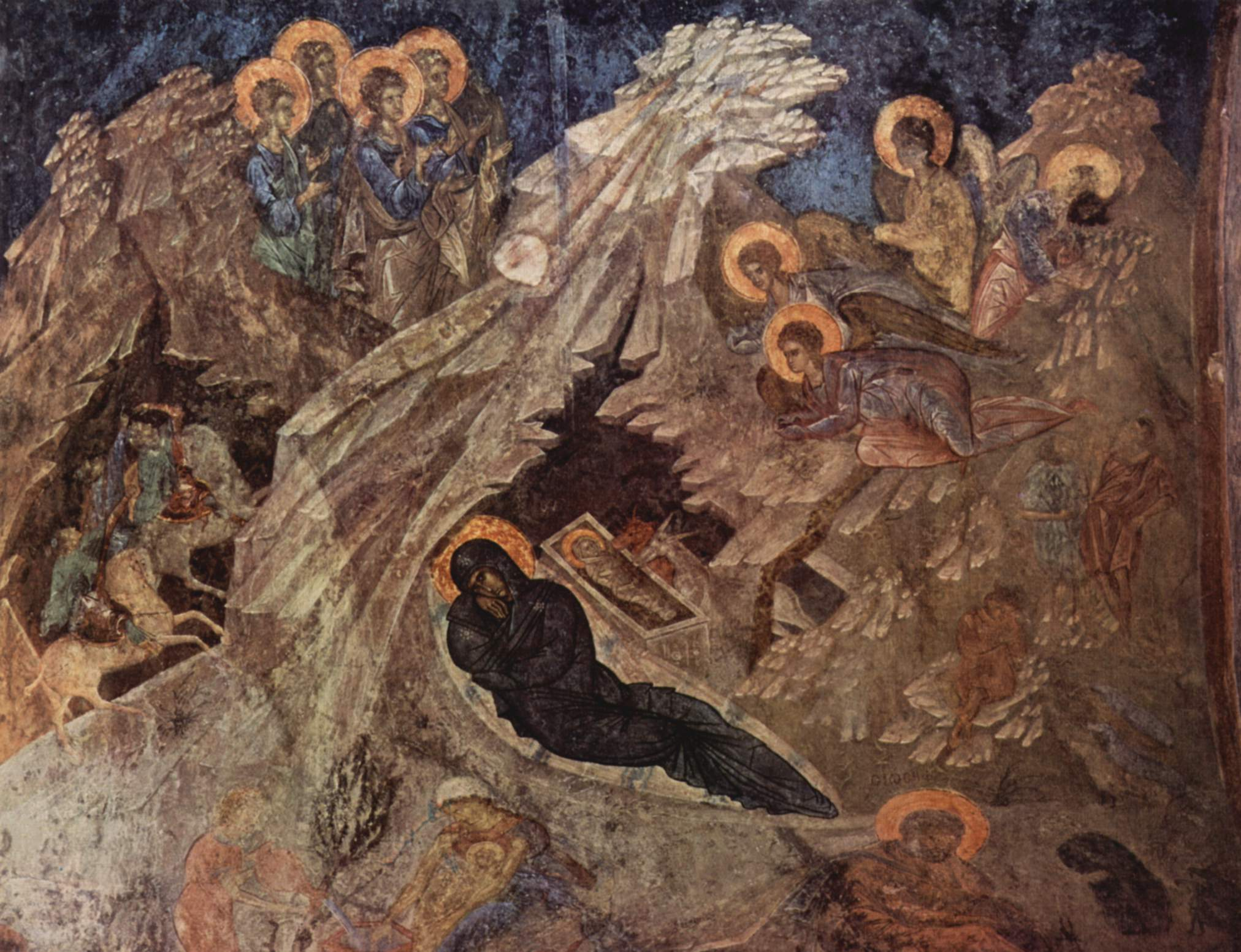
Fresque de la nativité.

Le plan de l'église n'est pas rectangulaire. La paroi rocheuse contre laquelle elle est adossée s'impose à l'architecture du bâtiment. Ainsi l'église suit les lignes d'une cavité rocheuse dans laquelle elle est construite. À l'extérieur, les absides semblent sortir de la roche, donnant un peu l'impression d'être comme des balcons et, au-dessous de ses absides, deux petites chapelles ont également été ajoutées.
À l'ouest de l'ensemble, une porte ouvre sur un étroit corridor qui mène directement à l'intérieur de l'église. Ce système permet à la lumière qui n'entre à l'intérieur que par les fenêtres, de gagner en intensité grâce à un contraste accru.
La Péribleptos est une église en croix grecque inscrite avec un dôme soutenu par deux rangées de deux colonnes. La décoration extérieure y est plus simple que dans les autres églises de la ville. Les sculptures, comme dans d'autres églises de Mistra, manquent d'homogénéité et d'unité artistique. Les archéologues pensent que de nombreux éléments viennent d'autres sites.
Les fresques à l'intérieur du bâtiment sont du XIVe siècle et représentent la vie du Christ. L'unité de style est plus forte que dans n'importe quelle autre église de la ville. Elles sont donc sûrement de la même école et de la même époque, bien que les experts aient pu distinguer le travail de quatre artistes différents, ou au moins quatre façons différentes de peindre.

#### Pantanassa
Le monastère de la Pantanassa est accroché au versant est de la colline, à un endroit où la pente est abrupte. Il est le bâtiment le mieux préservé de Mistra et également le seul toujours habité de nos jours, par une demi-douzaine de religieuses.

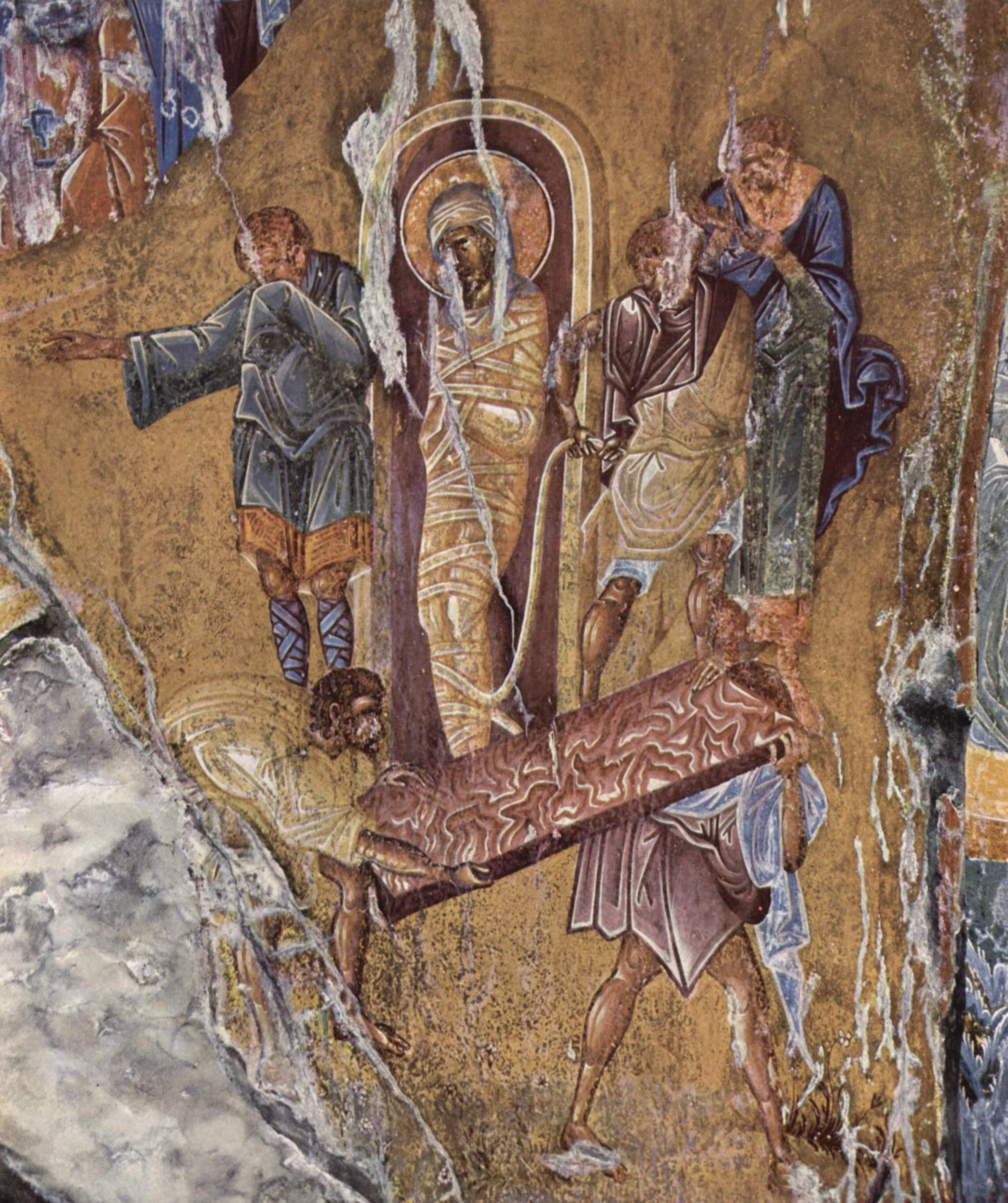
Dormition de la Vierge (koimêsis), église de la Pantanassa.

Le monastère fut fondé par Jean Frangopoulos, ministre sous les derniers Paléologue, en 1428. On trouve son nom et son titre peint sur les arches de la façade ouest et sur une inscription gravée dans le chapiteau d'une colonne mentionnant : « Le fondateur Jean Frangoupoulos, protostrator et katholikos mésazon ». Les Frangopoulos sont une famille importante de Mistra, d'origine latine, mais hellénisée avec le temps. Le nom de la famille n'est d'ailleurs pas sans rappeler ses origines, puisque Frango signifie Franc.
Jean Frangopoulos, d'abord régent, devint par la suite protostrator (ou premier ministre) et fidèle conseiller du jeune Théodore II, puis de Constantin. Ce monastère est le dernier grand bâtiment de l'époque byzantine construit à Mistra.
La pente de la colline à cet endroit a obligé les architectes de l'édifice à l'orienter sur un axe nord-sud. L'église, réalisée sur le modèle de l'Hodégétria, est une basilique à trois nefs au premier niveau, et une église en croix inscrite et à cinq dômes à l'étage. Comme son modèle, elle possède des absides très hautes, mais nettement plus riches et plus décorées. Leurs façades sont divisées en zones et alors que l'Hodégétria possède peu d'ouvertures sur l'extérieur, le monastère de la Pantanassa possède deux rangées de fenêtres sur l'ensemble de ses absides, plus larges au niveau supérieur, et plus étroites, mais plus nombreuses dans la partie inférieure. Des arches d'influence gothique entourent chaque fenêtre du premier niveau. L'influence franque est d'autant plus présente au niveau du clocher : ses fenêtres trilobées sont encadrées par des arcs gothiques et quatre petites tours viennent flanquer le dôme au sommet de la tour. Le monastère de la Pantanassa est le bâtiment de Mistra où l'influence franque se fait le plus sentir. C'est un bel exemple de l'architecture de Mistra au début du XVe siècle avec l'assimilation de trois traditions architecturales : locale, byzantine et franque.

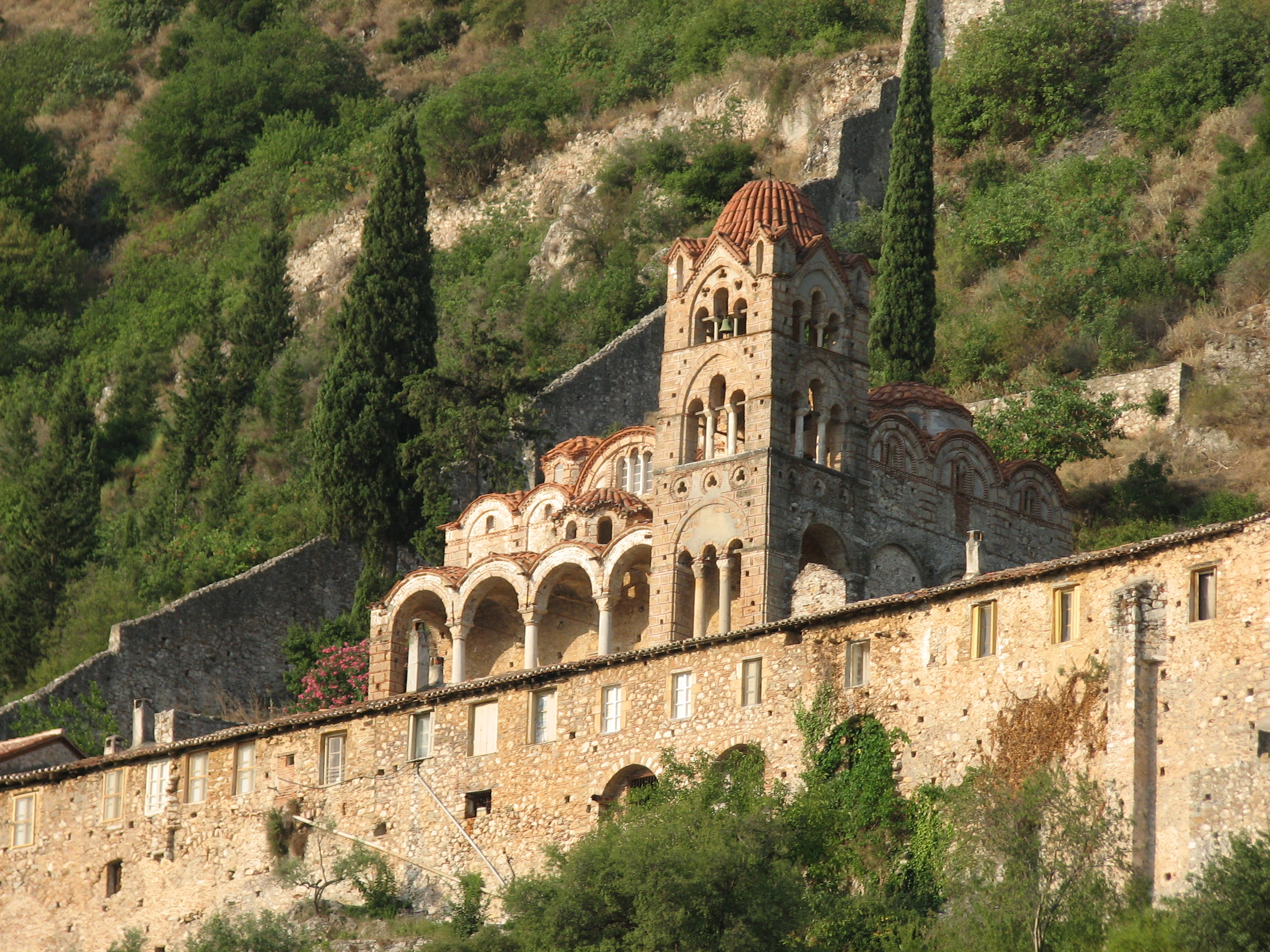
Vue du monastère de la Pantanassa
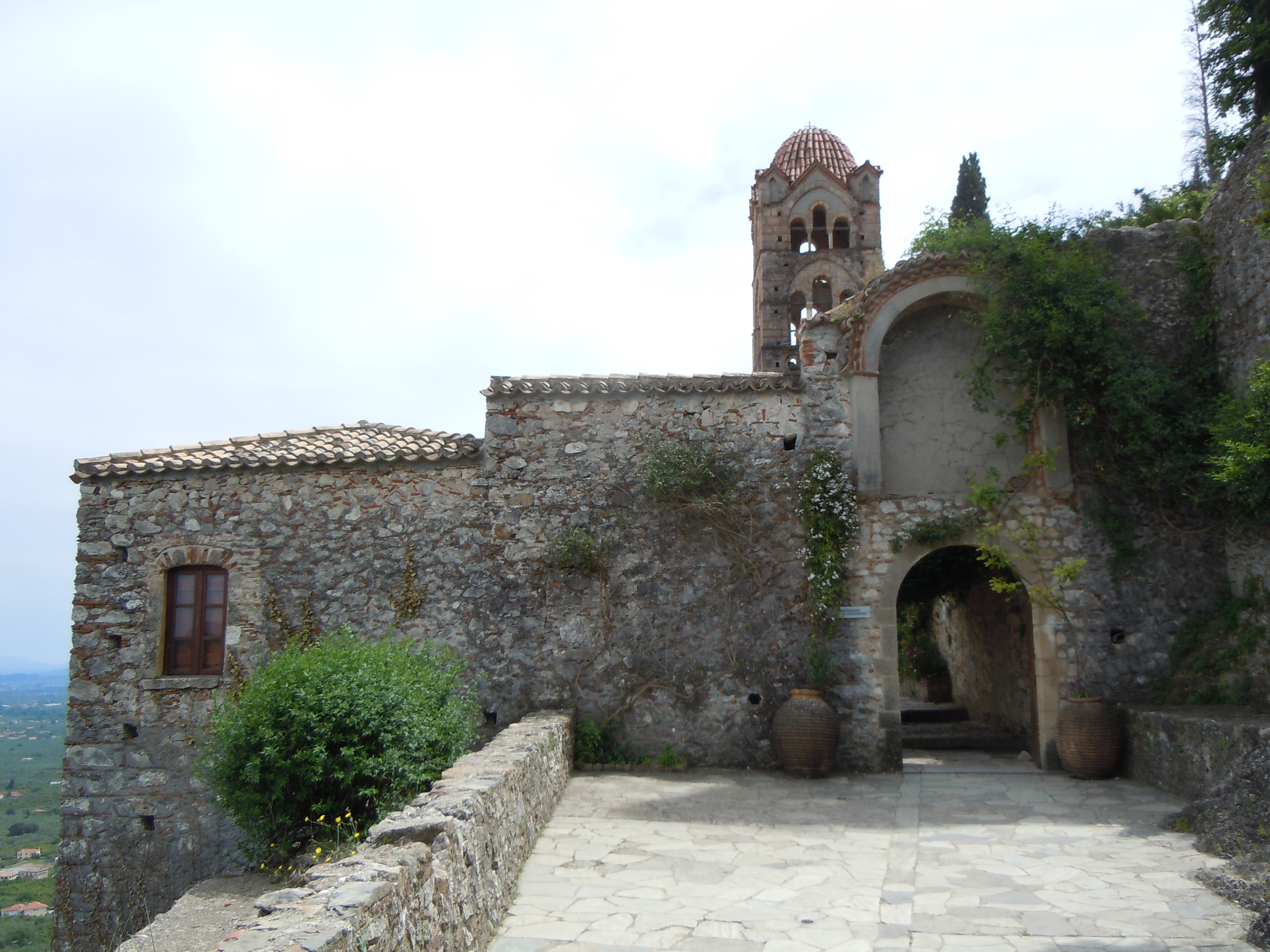
Entrée du monastère
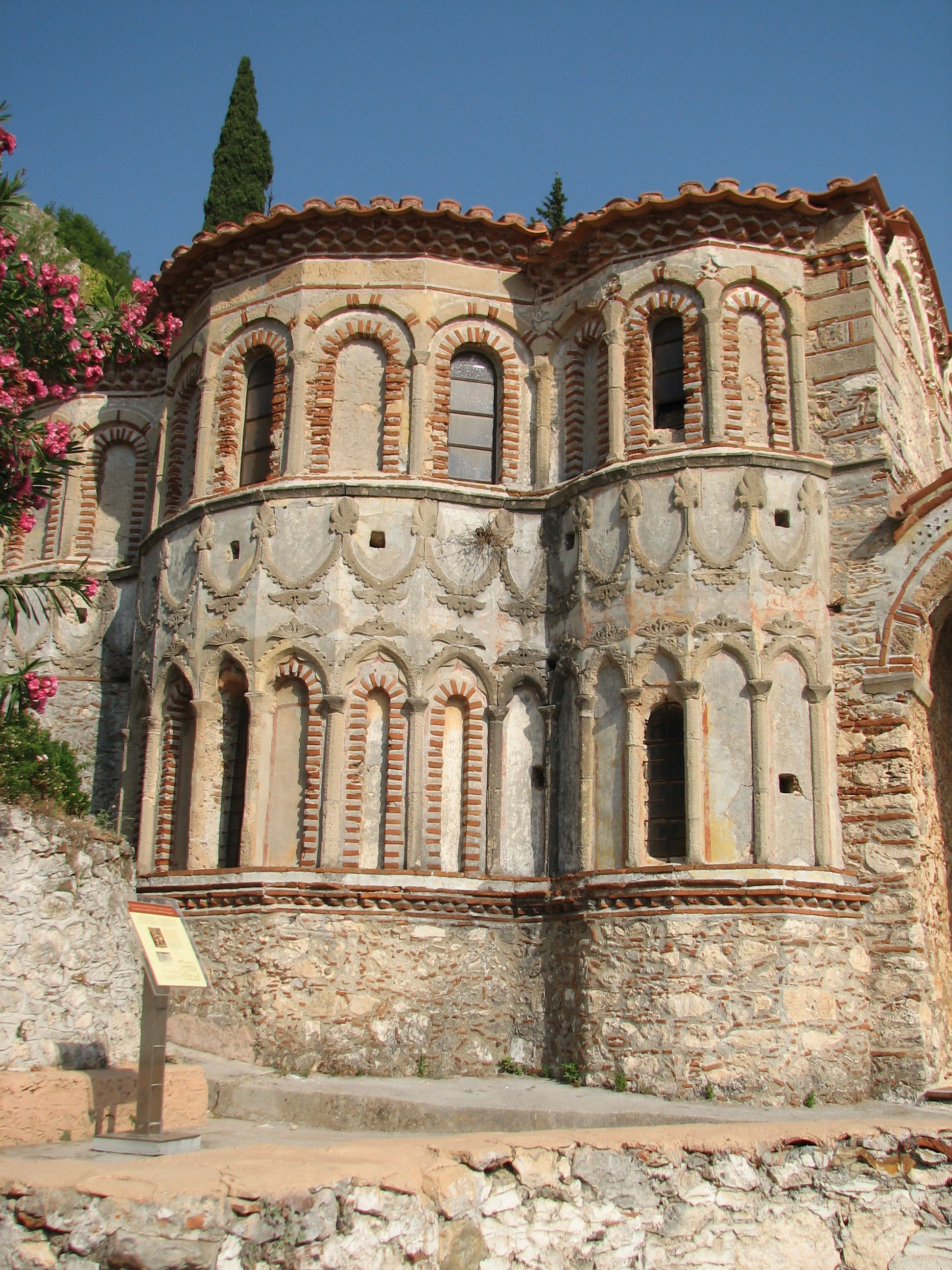
Abside
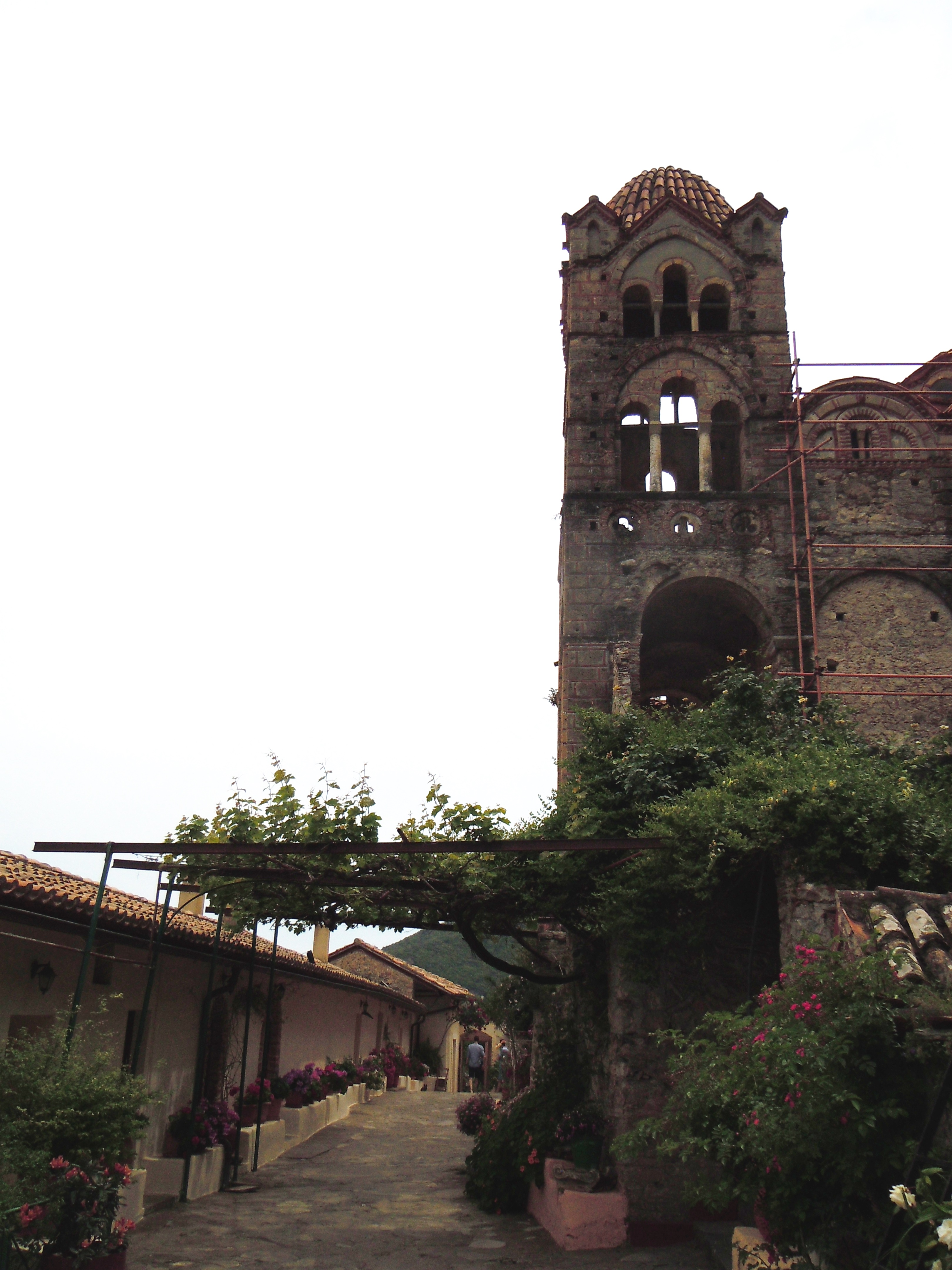
Tour et cloître

### Édifices civils et militaires

#### La forteresse et les remparts
La forteresse est le cœur de la défense de Mistra. Construite en 1249 par Guillaume II de Villehardouin, puis améliorée par les Byzantins et les Turcs, elle s'étale sur le sommet de la colline, dominant toute la vallée de Sparte. Il n'y a qu'une seule porte permettant l'accès à la citadelle et elle est défendue par une tour carrée. La citadelle est un espace relativement plat et défendu par deux remparts, un extérieur et un intérieur. Une fois franchie l'enceinte extérieure, on arrive dans la partie la plus basse, mais aussi la plus large. On y trouve des ruines d'habitations datant de la période ottomane. À l'extrémité sud-est du rempart, fut construite une tour de guet d'où l'on peut surveiller à la fois la plaine de Sparte et les pentes du Taygète. De ce côté, la citadelle était inaccessible et quasi invulnérable.
L'enceinte intérieure, encore plus épaisse que la précédente, entoure la partie nord-ouest de la citadelle. Cette partie constitue le donjon et est la plus haute et la plus inaccessible partie du château. Elle abritait un bâtiment servant de résidence aux différents gouverneurs qui se sont succédé, ainsi qu'une chapelle. Cet édifice serait le bâtiment le plus ancien de Mistra, puisque construit avant l'arrivée des Francs. Comme à l'est, l'extrémité ouest servait de tour de guet pour surveiller les pentes occidentales du Taygète, celles d'où les Mélinges étaient susceptibles d'attaquer.
La citadelle est la clé du système défensif, ses remparts ne sont que la continuité de ceux entourant la forteresse. Pour les remparts de la ville, une fois encore, on trouve un rempart intérieur et un rempart extérieur. Le premier, et le plus ancien, descend la colline depuis l'ouest de la forteresse ; il contourne le plateau et le palais vers le sud jusqu'au précipice. Le rempart ouest est le plus solide, constitué de tours rondes ou carrées. Les deux portes d'accès de ce côté sont particulièrement fortifiées.

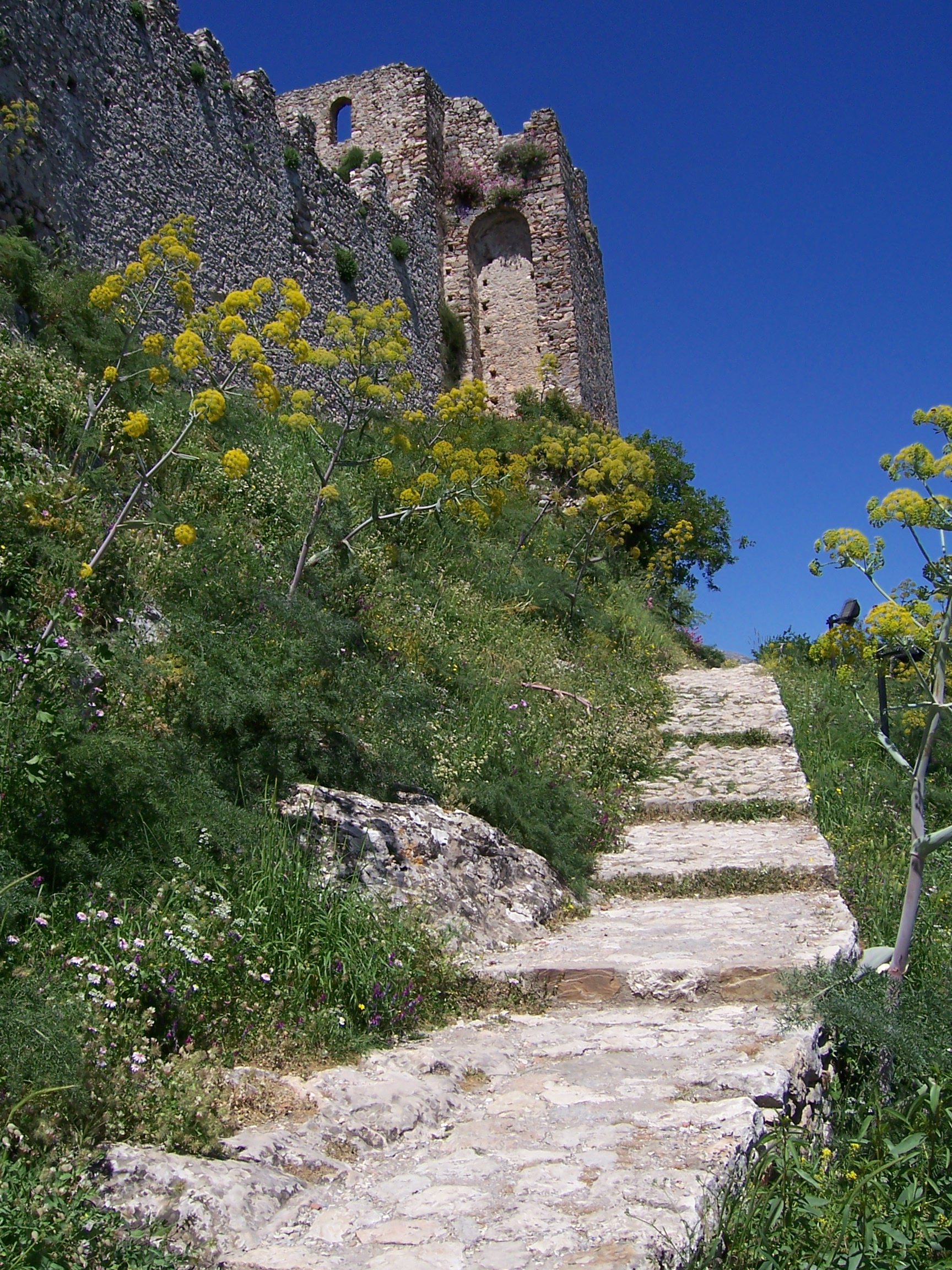
Chemin d'accès à la citadelle.
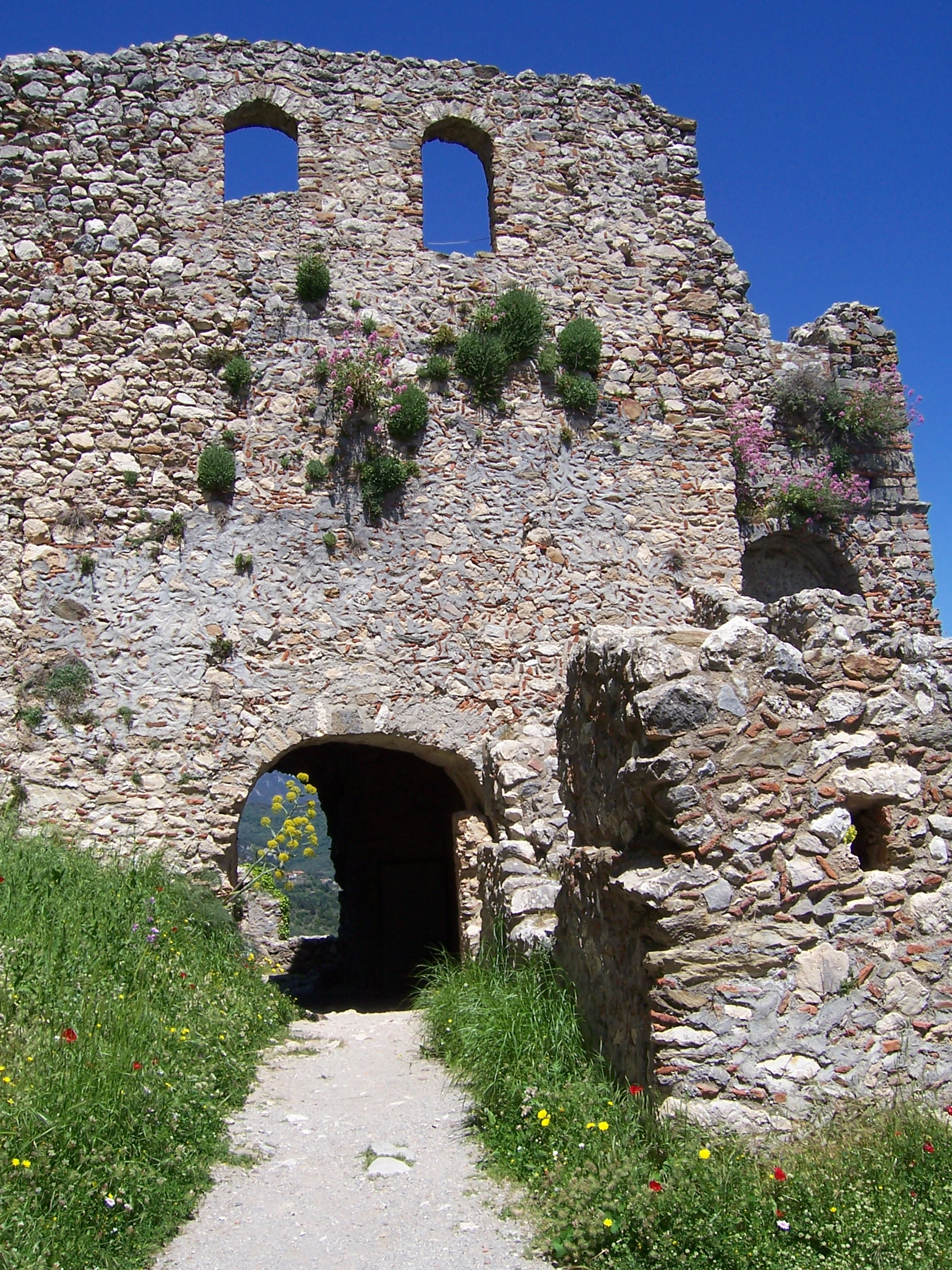
Porte d'accès à la citadelle.
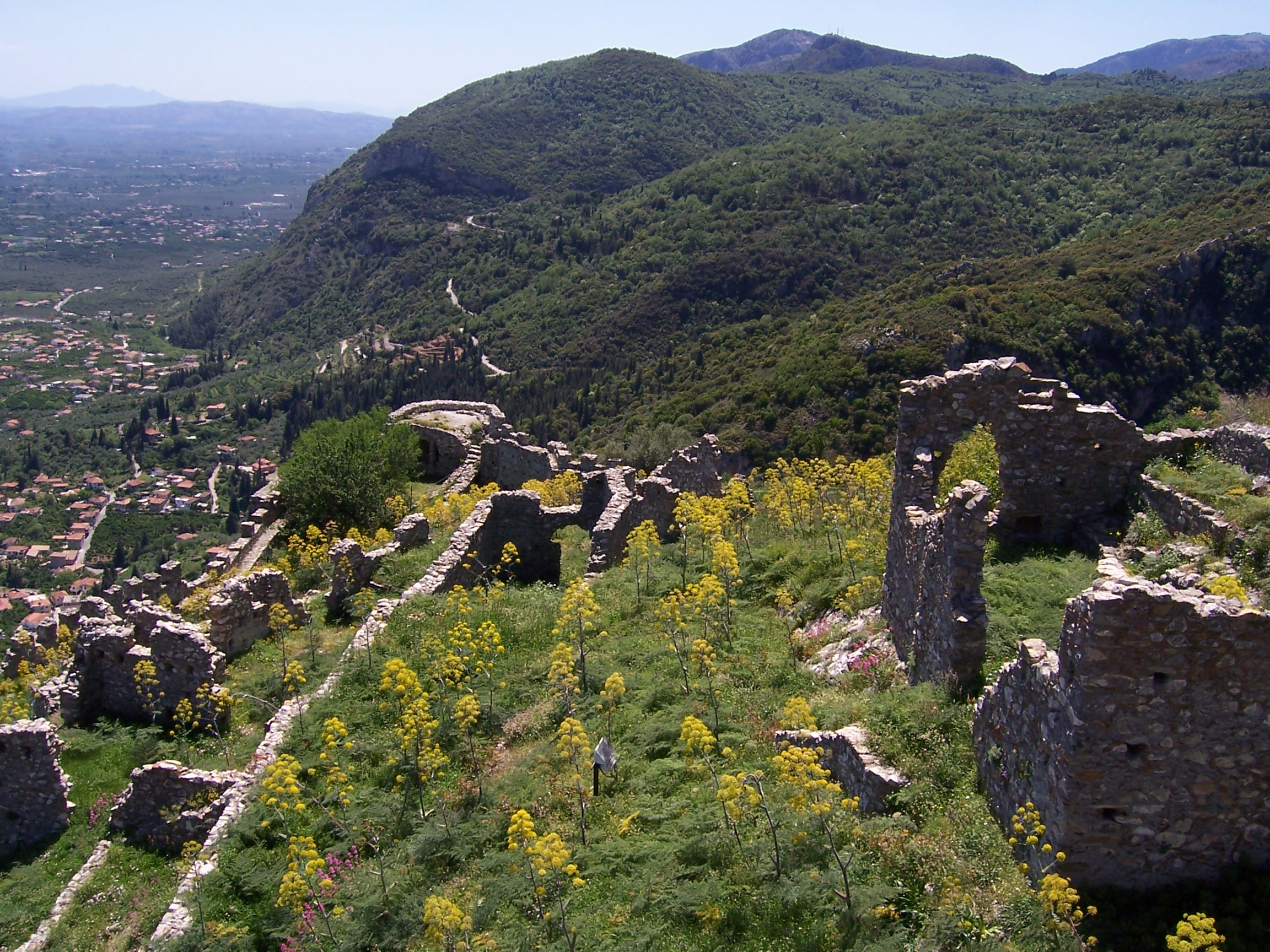
Ruines d'habitations turques dans la partie basse de la citadelle.
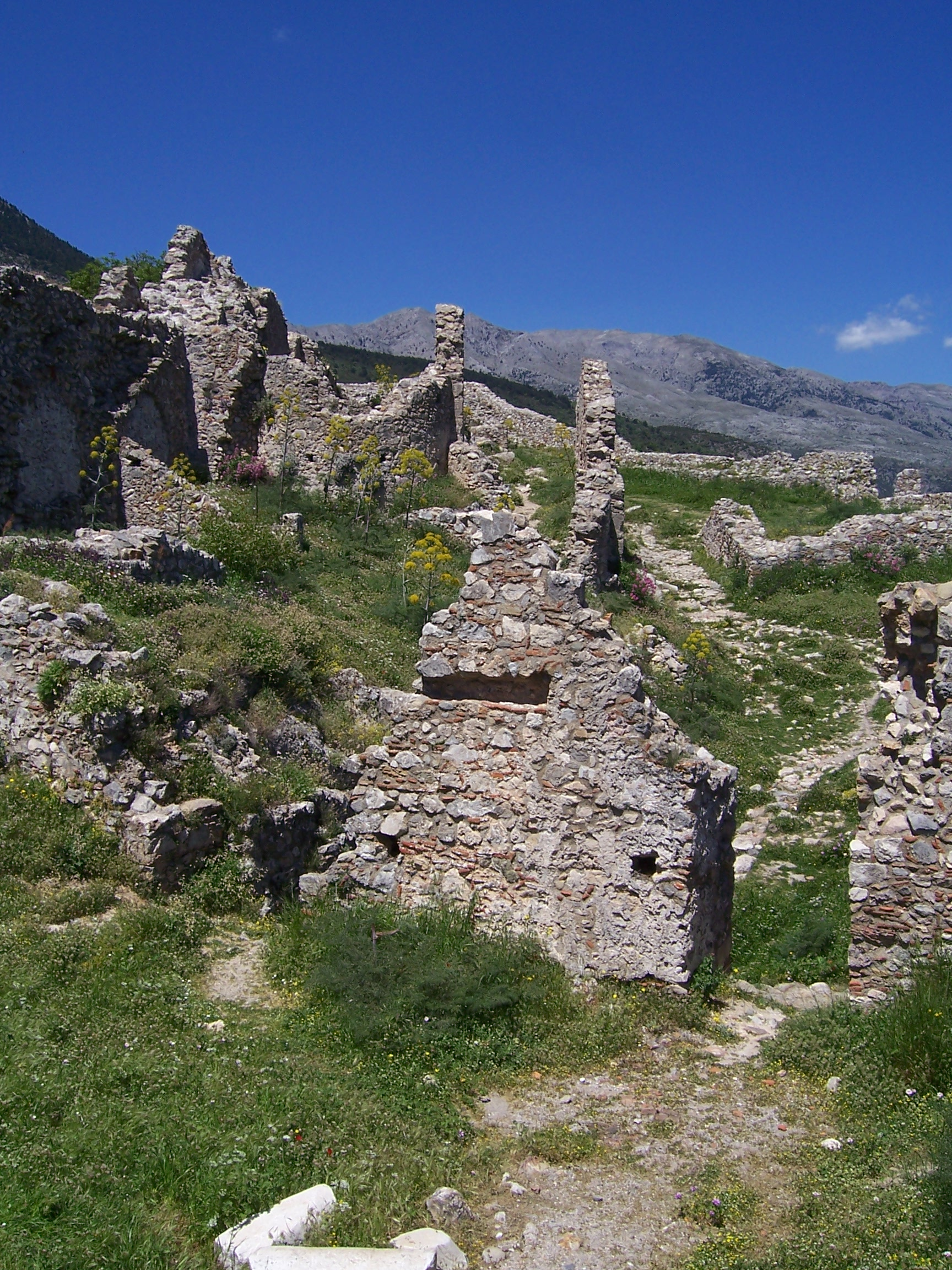
Enceinte intérieure de la citadelle depuis le bâtiment du gouverneur.
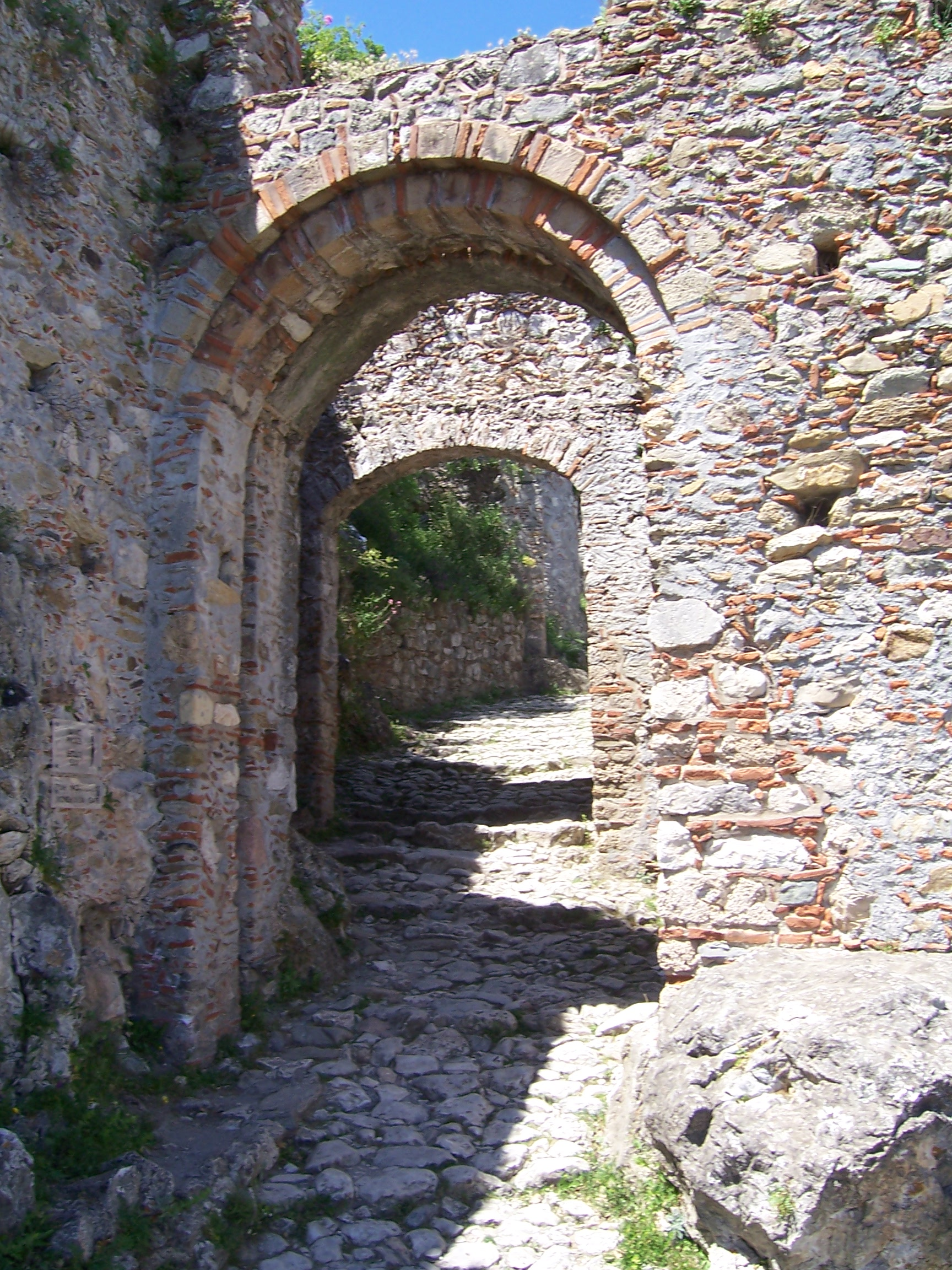
Porte de Monemvasia entre la ville haute et la ville basse.
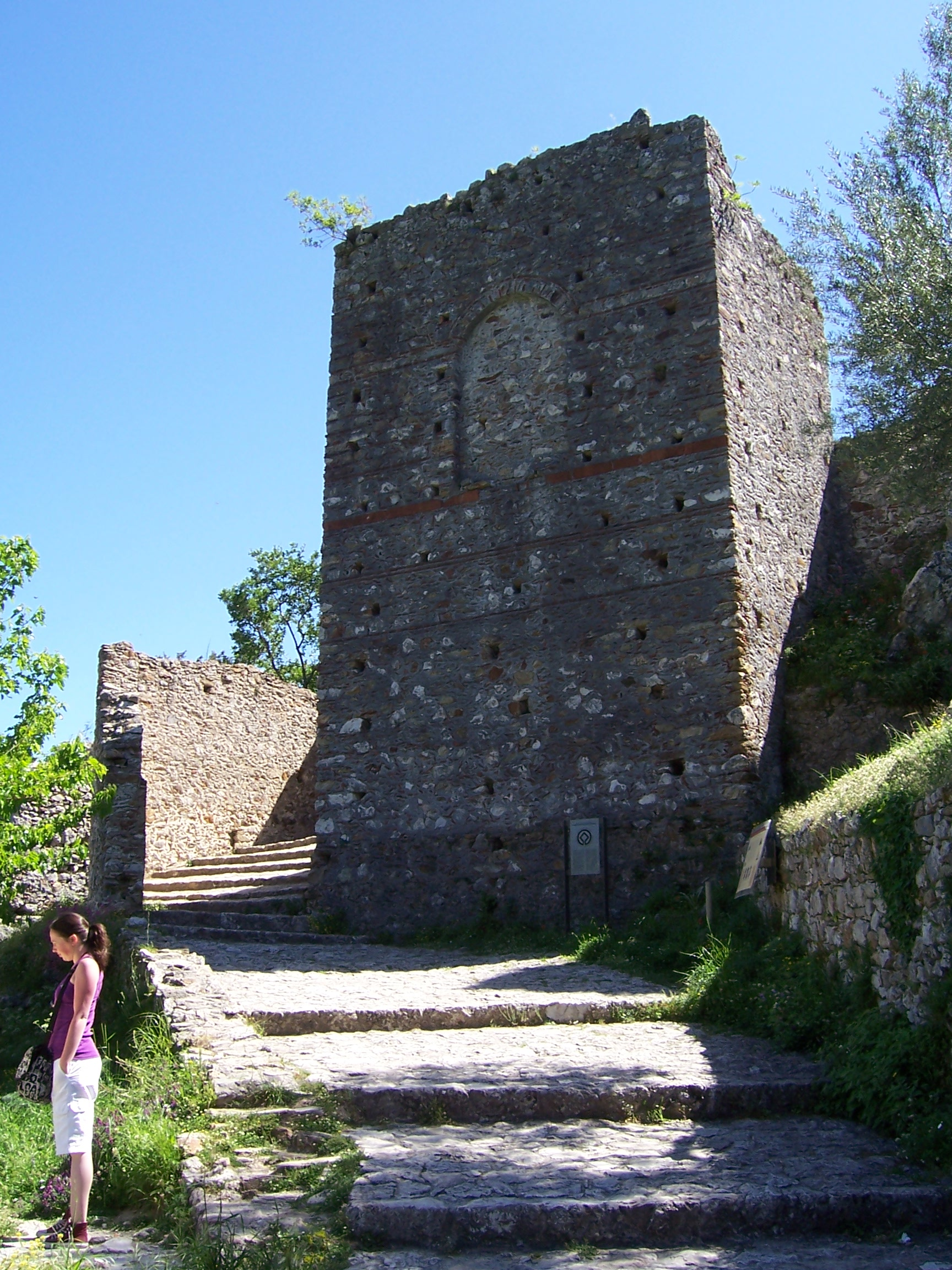
Tour carrée sur le rempart ouest.

#### Le palais

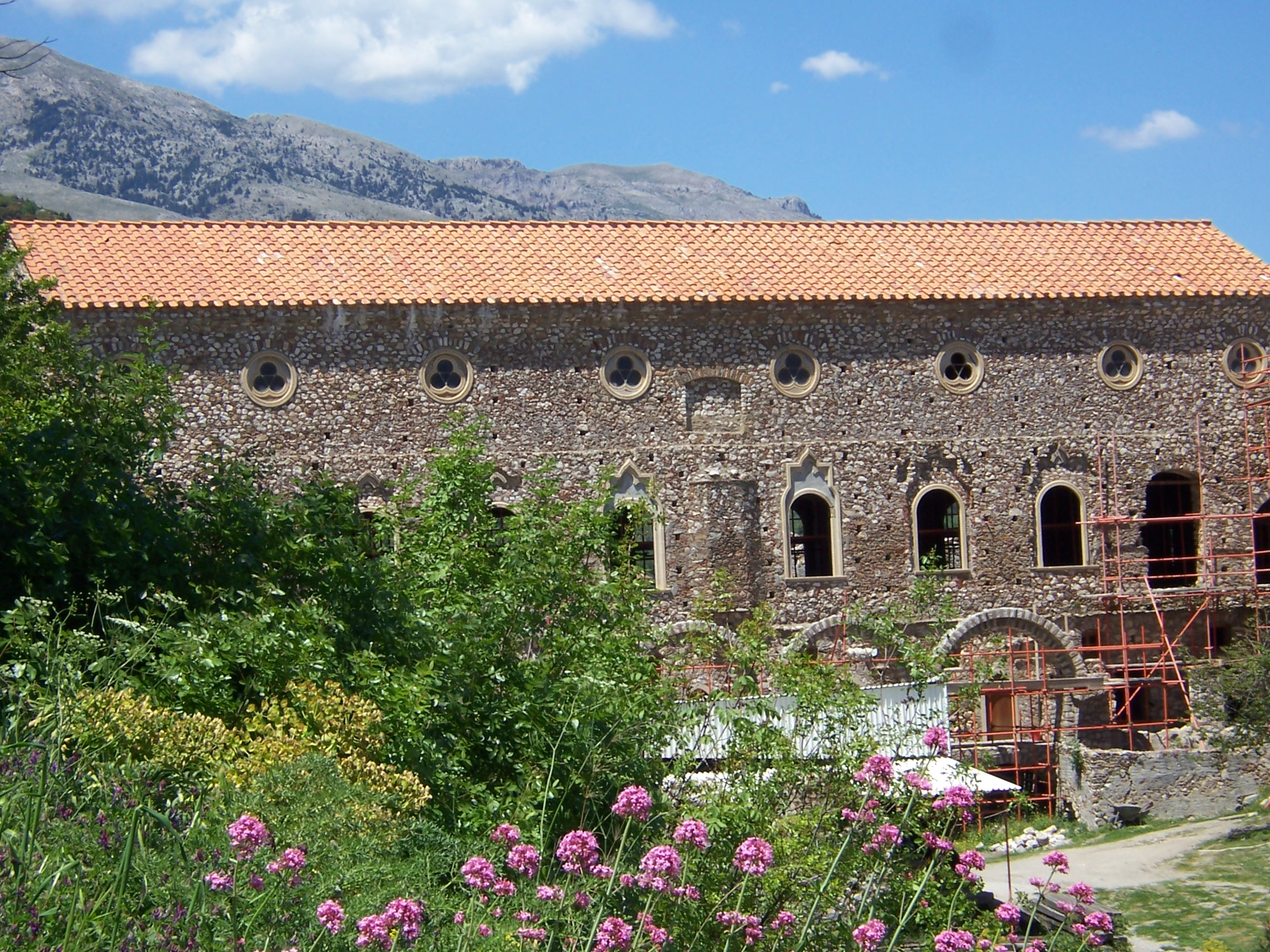
Aile nord-ouest du palais, construite par les Paléologue (début XVe siècle)

Le palais se situe sur le plateau (ou platéia) se trouvant à mi-hauteur de la colline. C'est un ensemble de bâtiments d'époques différentes formé de deux ailes se rejoignant en un quasi angle droit dans l'angle nord du plateau, le tout formant un L. Les bords est et ouest du plateau sont donc chacun fermés par une aile. La cour du palais (phoros, du latin forum, puis Bojuk Bazar sous les Ottomans, parfois Agora par les voyageurs venus d'occident) est ainsi face au soleil, protégée du vent et suffisamment grande pour les rassemblements publics et sert également de marché.
L'aile est, bâtiment le plus ancien, fut construite en 1249-1262 par Guillaume II de Villehardouin. Elle ne possède que peu d'ouvertures sur l'extérieur et est d'inspiration gothique. C'est pourquoi cette section semble avoir été édifiée par les Francs ou par les tout premiers gouverneurs byzantins, tant le style ressemble à celui d'autres bâtiments francs de Morée, comme à Chlemoutsi. Un autre bâtiment, un peu plus au nord et abritant la cuisine, les citernes et le foyer, semble avoir été construit à la même époque.
Vers 1350-1400, un autre bâtiment est construit entre les deux précédents afin de les connecter. Contemporain de ce bâtiment, un autre est édifié à l'extrémité nord-est et abrite les appartements du despote et de sa famille. Le dernier étage abritait une chapelle.
L'aile nord-ouest, la plus récente, complète le complexe palatial et fut construite vraisemblablement au tout début du XVe siècle, sous les Paléologue. Elle se compose de trois niveaux : une sorte de sous-sol, à demi enterré ; un rez-de-chaussée, comportant huit appartements non connectés les uns aux autres ; le premier étage, constitué d'une seule grande salle, est appelé le Chrysotriklinon, ou salle du trône d'or et mesure 36,30 mètres de long sur 10,50 mètres de large,. Toutes les cérémonies et les formalités liées à la fonction du despote s'y déroulent.
Un banc de pierre fait le tour de la pièce afin que les visiteurs puissent s'asseoir. Elle est éclairée par deux rangées de fenêtres, la plus haute constituée de fenêtres rondes, la plus basse par des fenêtres en ogive. Cette pièce imposante est chauffée par huit foyers dont les conduits passent à travers le mur ouest et qui, de l'extérieur, ressemblent à des contreforts,. Cette partie du palais est parfois appelée « portique des Persans » par les voyageurs occidentaux qui confondent Mistra et Sparte, toute proche.
Sur le plan architectural, ce bâtiment présente de nombreuses analogies avec le palais du Porphyrogénète à Constantinople, construit aux XIIIe et XIVe siècles. Cependant, la présence de grandes fenêtres et de fenêtres circulaires montre une influence de l'Italie et de ses palais Renaissance. Cette aile aurait été détruite dès 1464 et la prise de la ville par Sigismond Malatesta. Plus à l'ouest, on trouve d'autres bâtiments, érigés probablement afin d'accueillir les nobles de la cour et les officiels.

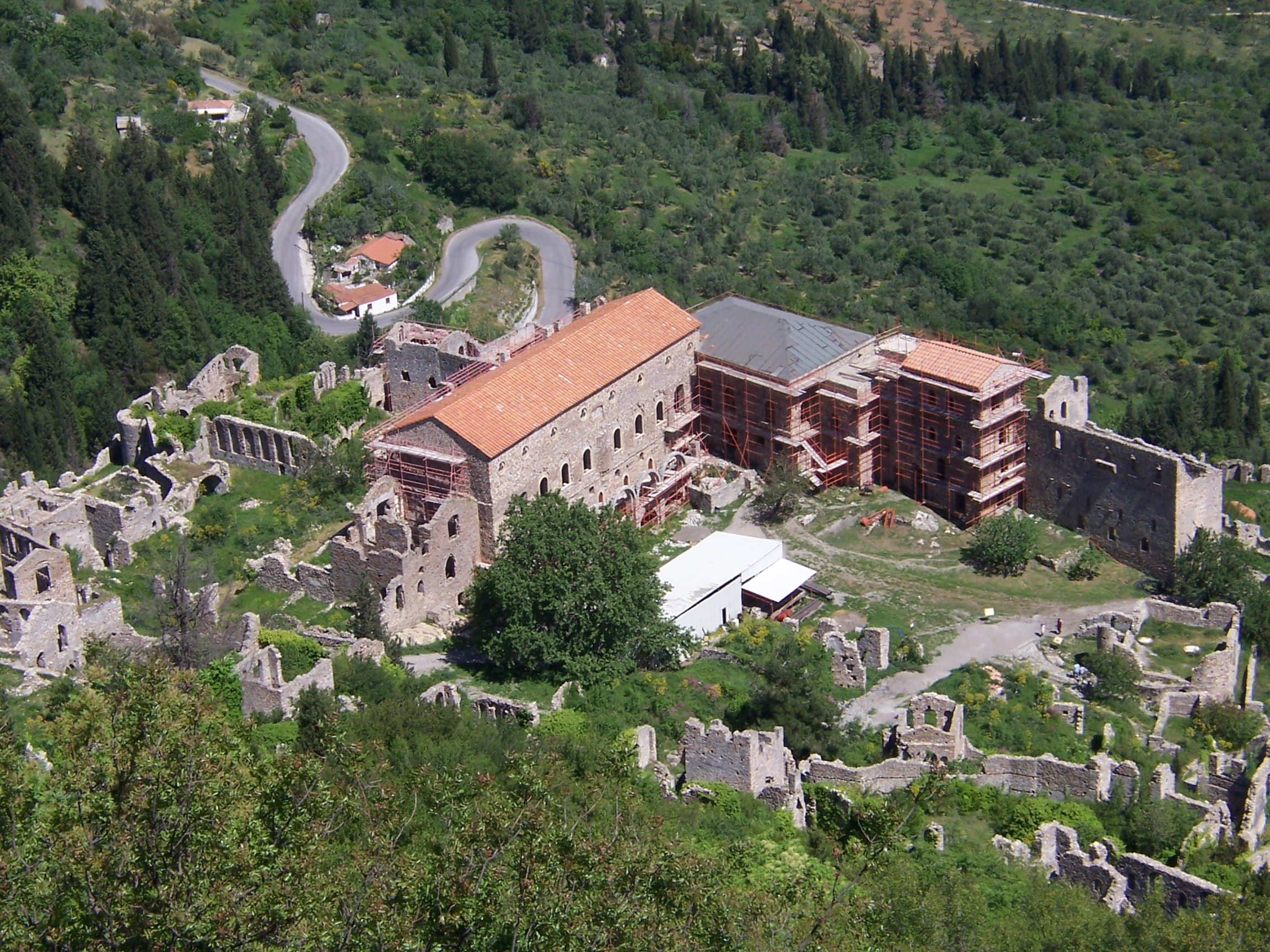
Le palais en restauration depuis la citadelle
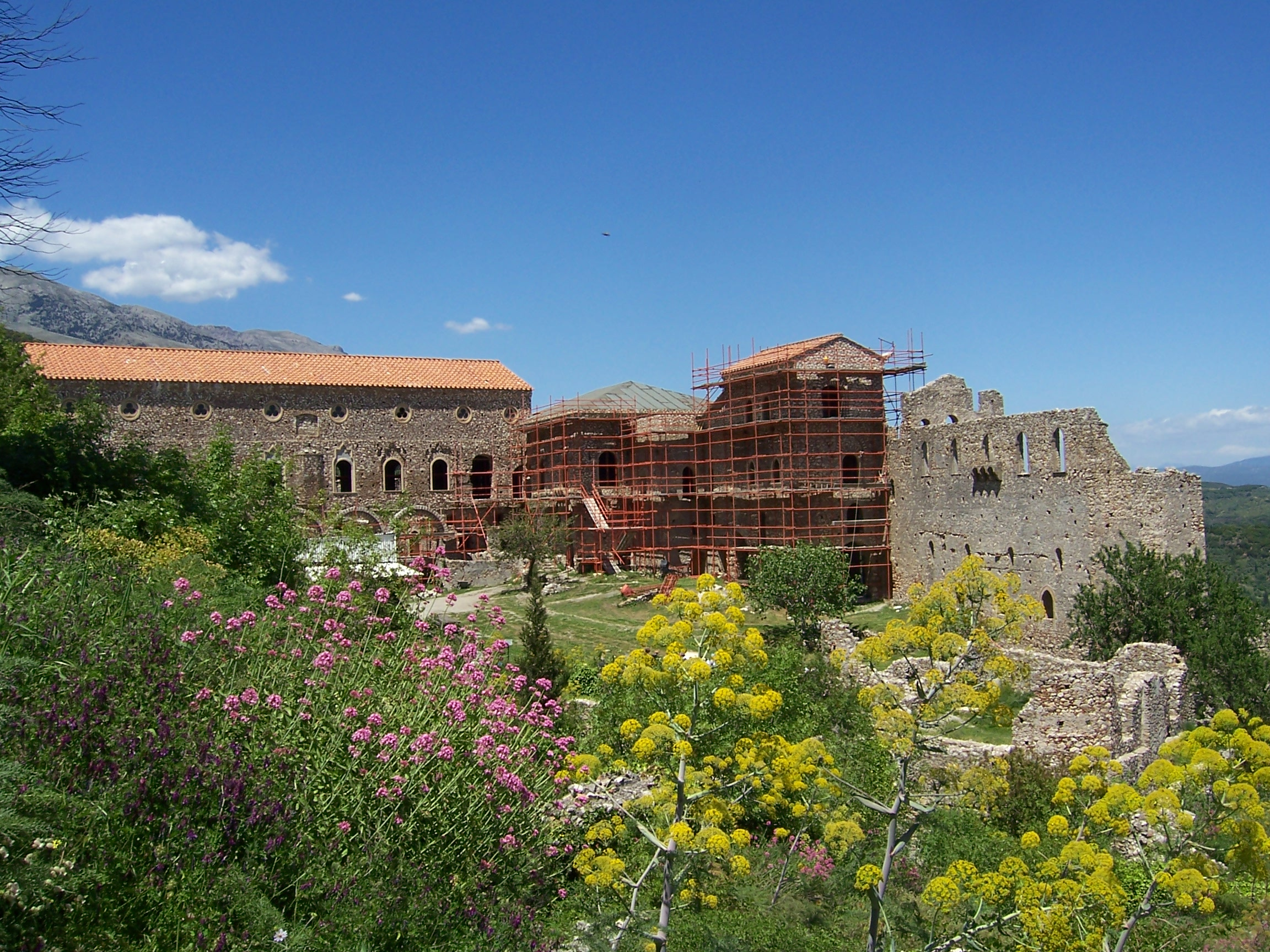
et depuis l'église Saint-Nicolas
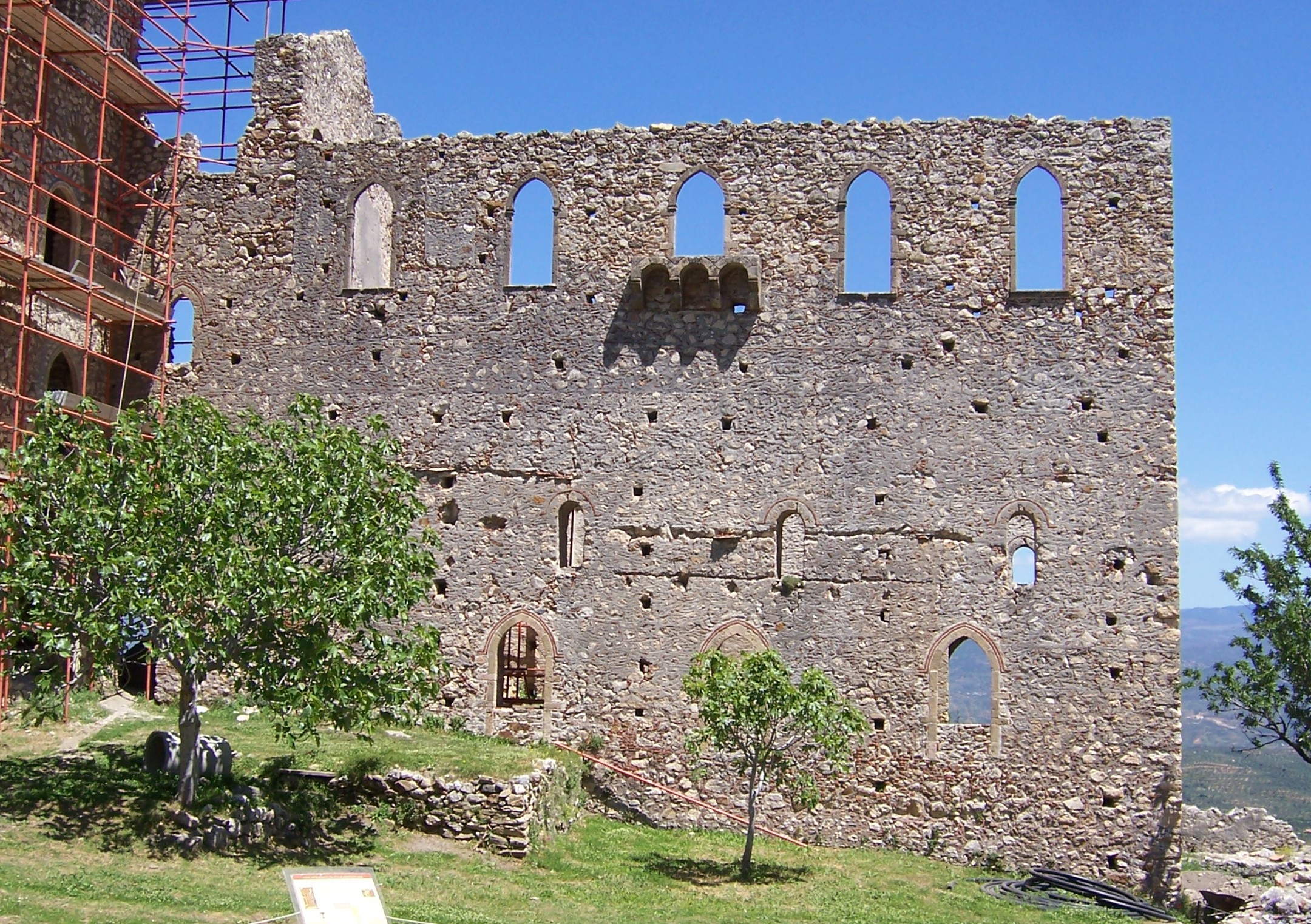
Vue générale du palais franc
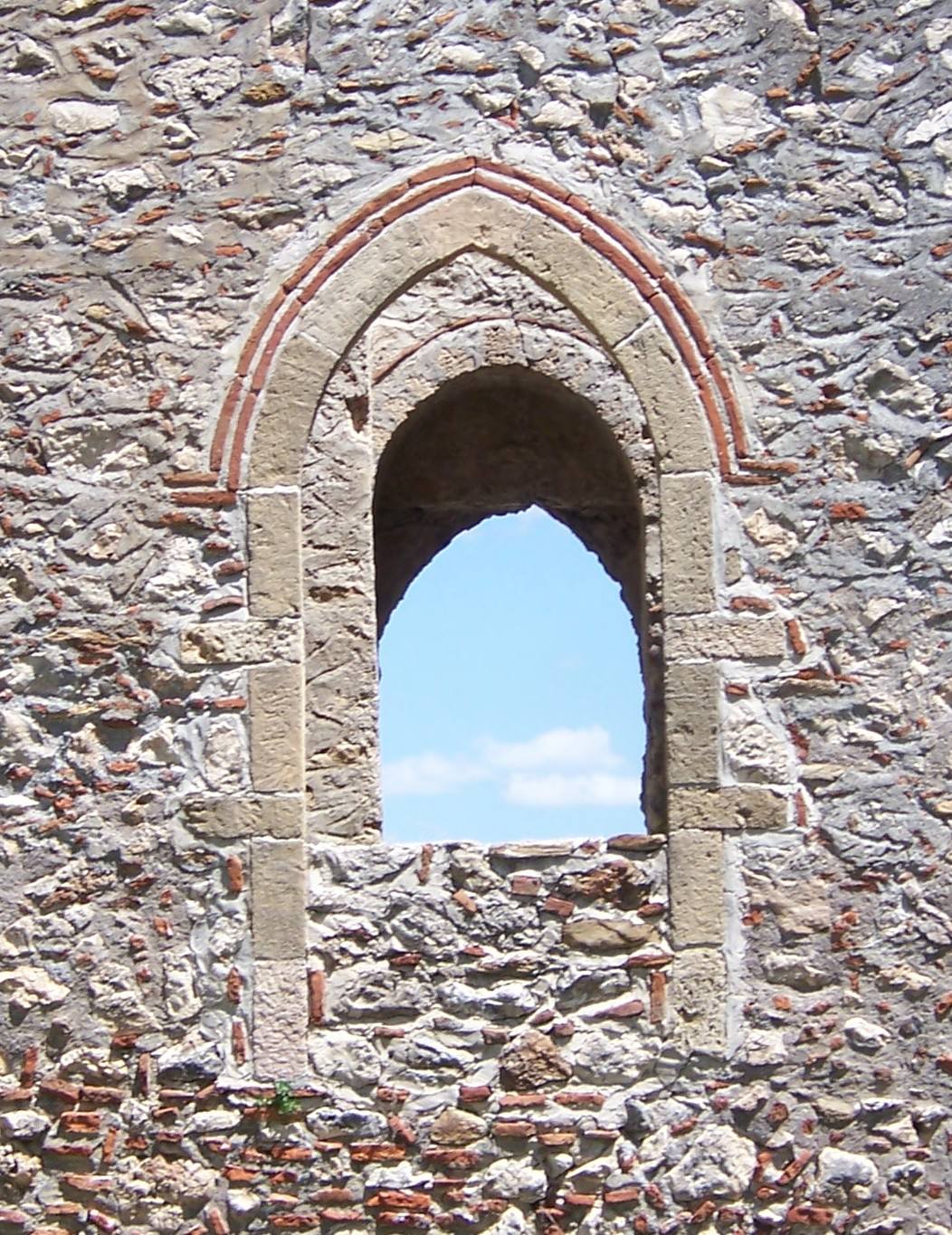
Détail du palais franc
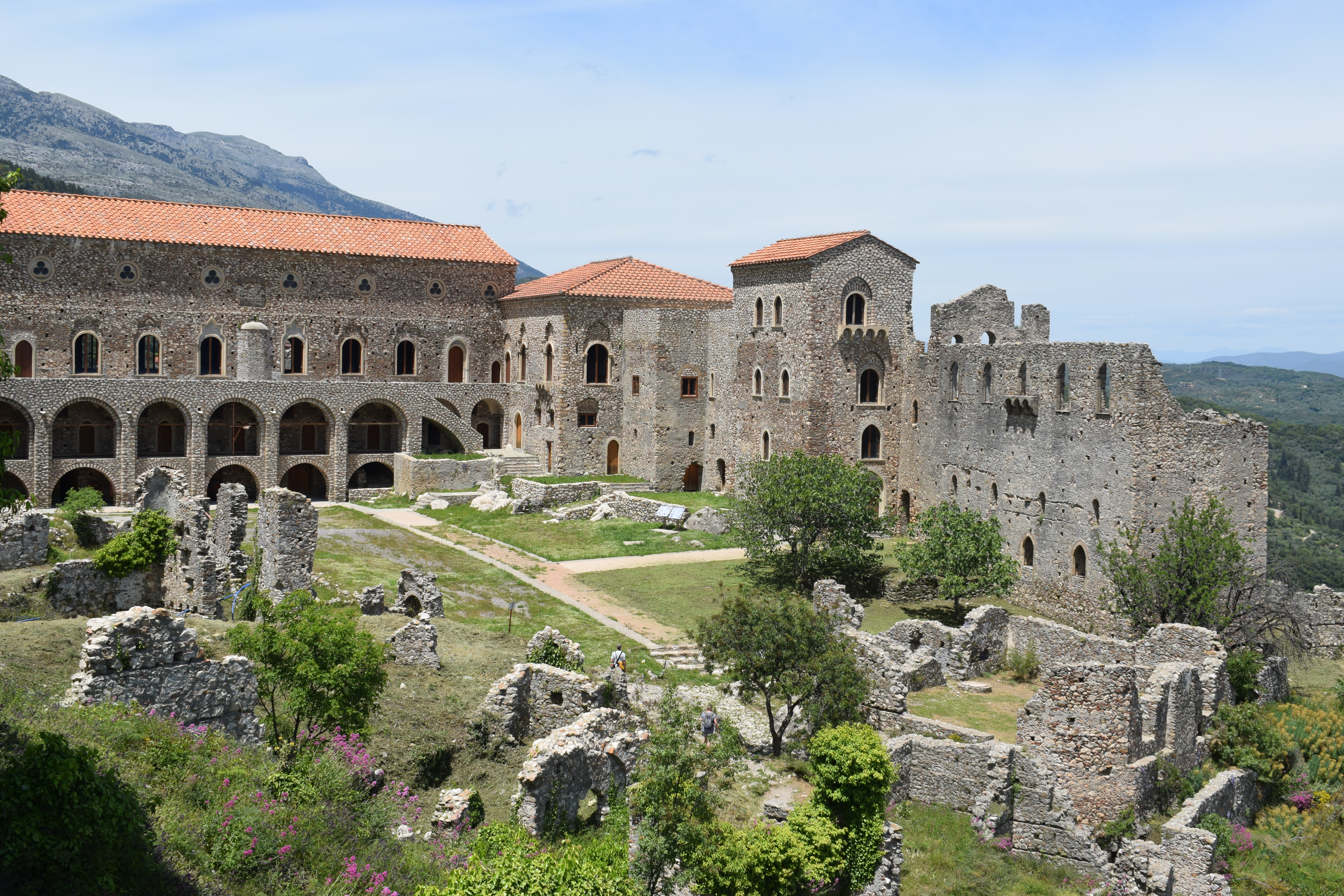
Vue du palais après restauration

#### Maisons de Mistra

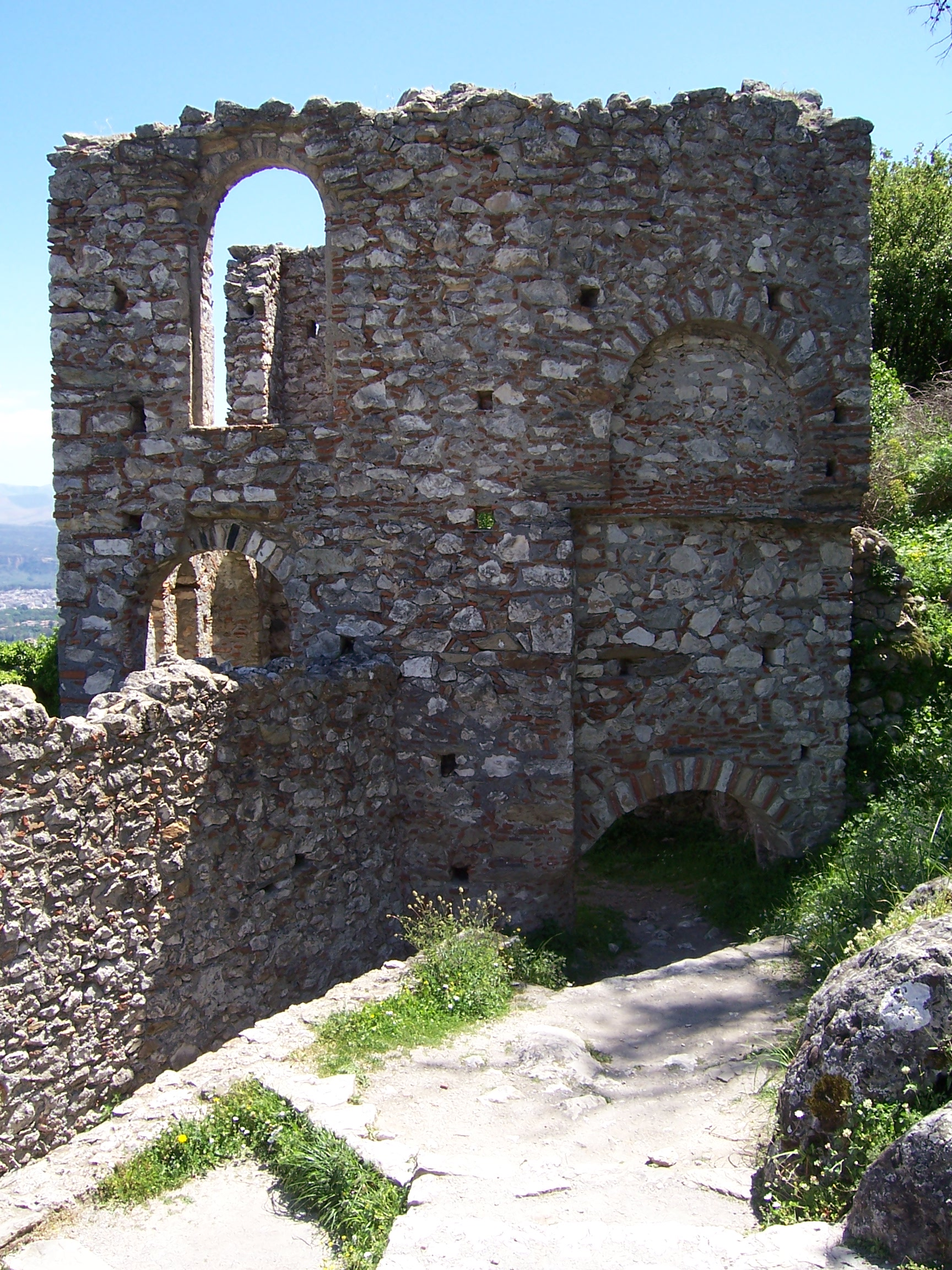
Exemple de maison à Mistra

Le caractère particulier du site détermine la forme des habitations de Mistra. Les pentes de la colline à l'intérieur de la ville fortifiée rendent difficiles les constructions, en particulier celles s'étendant sur une trop grande surface. Seul le plateau à mi-hauteur de la colline, où se dresse le palais des despotes, permet des constructions de plus grande ampleur.
Les rues étroites de Mistra suivent la déclivité du sol et conditionnent la position des maisons : de façon plus ou moins latérale par rapport à celles-ci, et généralement parallèlement à la colline. Les maisons sont de forme rectangulaire, plutôt en longueur et sont contiguës les unes aux autres. Dans un souci d'économie de place au sol, elles ont plusieurs étages. Mais une telle contrainte vient aussi du fait que l'arrière du rez-de-chaussée se trouve bien souvent sous terre, ou du moins collé à la paroi rocheuse de la colline.
D'après Chatzidakis, on peut déterminer trois types d'habitations à Mistra :
- Les plus simples et les plus communes avec deux niveaux ou parfois trois[149] ;
- Celles possédant une loggia sur la façade donnant sur la vallée ;
- Celles qui possèdent une tour pour protéger l'habitation et forment ainsi de vrais manoirs[148].

Le rez-de-chaussée sert d'étable, de réserve, d'écurie, de cuisine et possède de petites ouvertures sur l'extérieur pour des raisons de sécurité. La famille réside au premier étage qui consiste en une pièce spacieuse, le triklinon, et qui possède de larges fenêtres et de nombreuses niches servant au rangement. Cette pièce occupe généralement tout l'étage, qui n'est pas divisé par des cloisons permanentes.

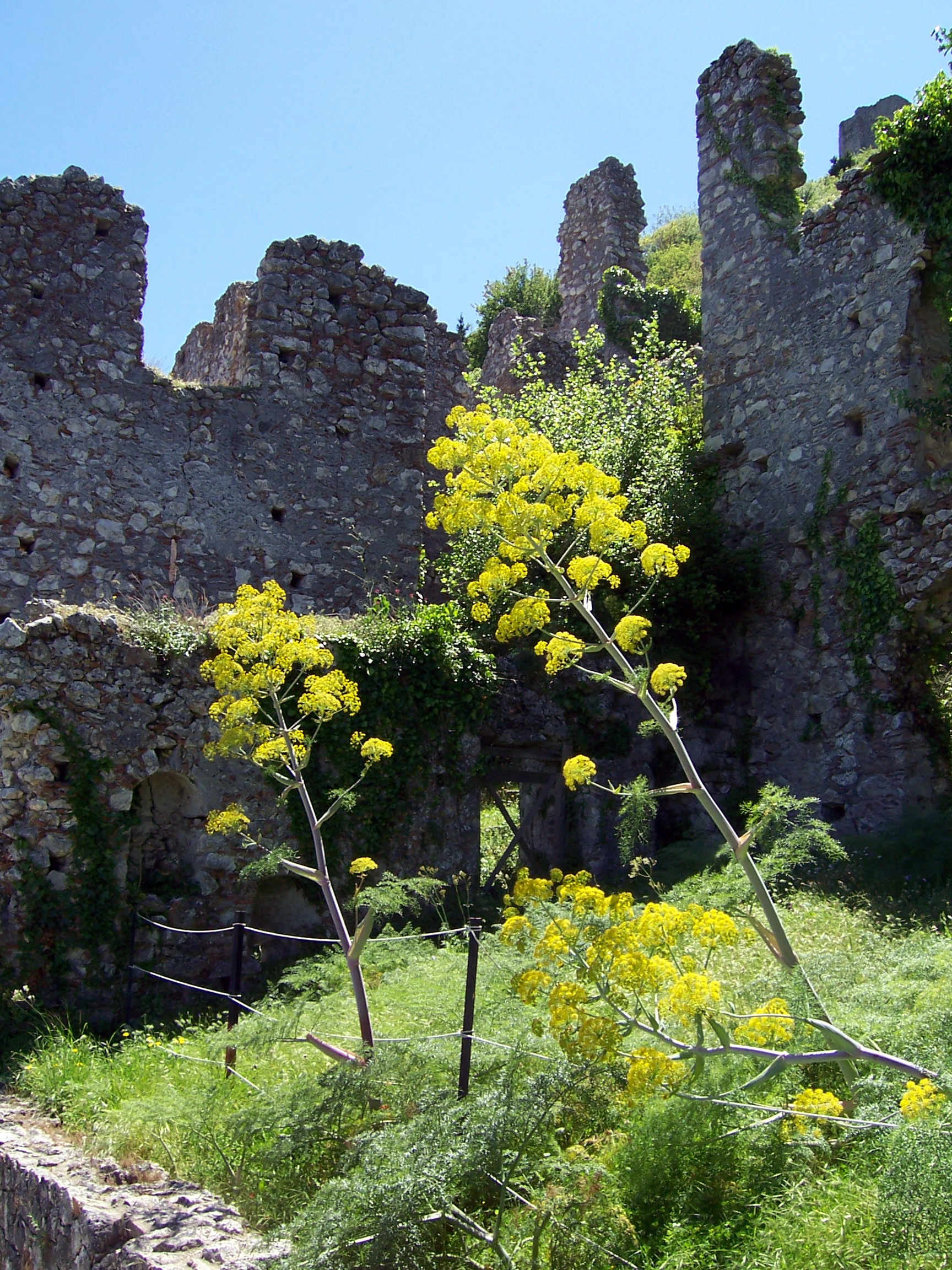
Le Petit palais, ou Palataki (détail)

Les bâtiments sont supportés par de larges arches, et ce sur chaque étage. Grâce à ce système, on donne une plus grande stabilité aux bâtiments sur le sol instable des pentes de la colline et les murs qui remplissent les arches peuvent être de matériaux plus légers. Le toit des maisons est toujours à pignon. Un toit plat n'est pas possible en raison des conditions météorologiques hivernales, tandis qu'un toit en voûte aurait été trop lourd.
La majeure partie des habitations devait posséder des lavabos, des toilettes et des systèmes d'évacuation d'eau. De récentes fouilles ont permis de découvrir une partie du système de canalisation permettant l'approvisionnement en eau et l'évacuation des déchets.
Peu de maisons nous sont parvenues en assez bon état. La plus ancienne et la plus grande est le « petit palais » ou Palataki. Elle consiste en deux bâtiments de deux époques différentes : la partie sud composée d'une tour et érigée entre 1250 et 1300, et la partie nord, composée de trois étages et construit au XIVe siècle.
Une seconde est la « Maison Frangopoulos », datant du XVe siècle. Elle possède un balcon avec deux larges arches. On attribue cette habitation à Frangopoulos, le fondateur du couvent de la Pantanassa, à cause de la lettre φ inscrite dans la pierre à l'angle nord-est du bâtiment.
Enfin, on peut noter la « Maison Lascaris », du nom d'une famille de hauts dignitaires à Mistra. Composée de trois niveaux, le premier aurait servi d'étable.
Toujours dans un souci de gain de place, rares sont les habitations qui disposent de jardin ou de cour intérieure, comme il est fréquent d'en rencontrer dans les autres villes de l'Empire byzantin. Dans son Itinéraire de Paris à Jérusalem, François-René de Chateaubriand parle à plusieurs reprises de jardins autour des maisons de Mistra, que ce soit dans un groupe de maisons grecques autour de l'église Saint-Dimitri, ou dans le Mésochorion, autour de maisons turques. Au XIXe siècle, ces jardins semblent avoir été rendus possibles lorsque la population de la ville a diminué et que les habitants ont disposé de la place nécessaire.